# Musée archéologique régional de la communauté de Madrid
Le musée archéologique et paléontologique de la communauté de Madrid, appelés aussi musée archéologique régional de la communauté de Madrid ou musée archéologique régional se situe à Alcalá de Henares, en Espagne. Il est créé le 27 novembre 1997 par un décret du gouvernement de la communauté de Madrid, puis inauguré le 25 mai 1999.
Il occupe le bâtiment de l'ancien couvent des dominicains de la Mère de Dieu situé sur la Plaza de las Bernardas, sur laquelle domine également le palais des Archevêques et le Couvent cistercien d'Alcalá de Henares. En 1808, pendant l'invasion française menée par les troupes de l'empereur Napoléon Ier, le couvent est occupé puis pillé par ces dernières. En 1835-1836, le couvent est confisqué lors du désamortissement devenant la possession de la mairie d'Alcalà de Henares. L'édifice est alors transformé en prison et en tribunal jusqu'en 1951, puis devient possession de la communauté de Madrid en 1985. Le musée est officiellement créé en 1987 puis inauguré en 1999. La première exposition temporaire ouvre au public dès 1999, mais l'exposition permanente n'est accessible qu'à partir de 2003.
Il dépend de l'administration régionale de la communauté de Madrid et il est alimenté par divers lieux paléontologiques ou archéologiques de la dite communauté. La collection permanente disposée dans plusieurs salles comprend des éléments provenant de la faune et de flore préhistorique, ainsi que des premières communautés humaines.

## Histoire
Avant la création du couvent, le quartier est une moreria, c'est-à-dire un quartier musulman dans une ville chrétienne. Une mosquée est présente sur le site jusqu'à sa destruction au XVIe siècle et à la confiscation des terres appartenant aux Maures au XVIIe siècle.
Le couvent de la Mère de Dieu est fondé en 1565 par María de Mendoza, fille des comtes de Mélito où par testament elle évoque son intention de fonder un monastère aux Dominicains en leur laissant certaines de ses propriétés à Alcalà de Henares. L'actuelle construction date de 1624. L'édifice reste un couvent jusqu'au 2 décembre 1808, lors de l'invasion des troupes françaises, date à laquelle les Dominicains sont expulsés pour servir de caserne de cavalerie pour les troupes napoléoniennes. Celles-ci semblent avoir détruits le maître-autel et pillés les objets valeurs. Les frères reviennent en 1815, mais en 1835 le couvent est confisqué et passe après le désamortissement de 1836 entre les mains de la mairie d'Alcalá de Henares. La zone du couvent sert de prison jusqu'en 1951, tandis que l'église abrite le barreau et le tribunal. L'ensemble du bâtiment subit de profondes modifications, comme le transfert du portail de l'église de la Plaza de las Bernardas à la calle de Santiago.
À la suite de la création de la communauté de Madrid en 1983 et au transfert à la communauté des compétences en matière de politiques culturelles le 19 avril 1985 par le décret 680/1985, un projet de création d'un nouveau musée régional est élaboré, car la communauté de Madrid manque d'un musée provincial. Toutefois la communauté autonome possède déjà deux musées exposant déjà des types de collections dévolus aux musées provinciaux : le musée archéologique national et le musée national des sciences naturelles. Ces deux musées nationaux ne pouvant pas devenir provinciaux, il est décidé d'utiliser un ancien couvent du XVIIe siècle comme emplacement du futur musée en 1985 et, après le commencement des travaux en 1987 sous la direction de l'architecte D. Jaime Lorenzo, le musée est créé par le décret 163/1997 du 27 novembre 1987, puis finalement inauguré le 25 mai 1999 uniquement pour les expositions temporaires,. Les travaux commencent en 1987 car le bâtiment est très dégradé, présentant un état de ruine avancé dans certaines zones, il fait donc l'objet d'une réhabilitation importante.
Lors des travaux menés à la fin du XXe siècle, des arcades de l'ancien couvent datant du XVIe siècle sont découvertes lors des phases de l'archéologie préventive, elles sont réhabilitées puis intégrées au musée. Le 6 juin 2003 est inauguré l'exposition permanente et le 7 mai 2007 est ouvert le Patio de cristales, réalisé grâce au vitrage et à l'aménagement de l'ancien cloître du couvent, aujourd'hui utilisé pour des conférences et des congrès, avec d'une capacité d'environ 200 personnes, et peut également accueillir des représentations théâtrales et des concerts,. À terme, la superficie du musée est 3 300 m2, en partie grâce à la construction d'un nouveau bâtiment sur un terrain adjacent, occupé jusqu'en 2008 par le commissariat local de la police nationale d'Alcalá de Henares, qui entre-temps est déplacé dans un édifice nouvellement construit. Les travaux, attribués en décembre 2010 avec un délai d'exécution de sept mois devant augmenter la surface construite de 44 %, mais il est mis en pause l'année suivante en raison de la crise économique. Les travaux commencent finalement en janvier 2018 et se terminent fin 2019,.

## Bâtiment

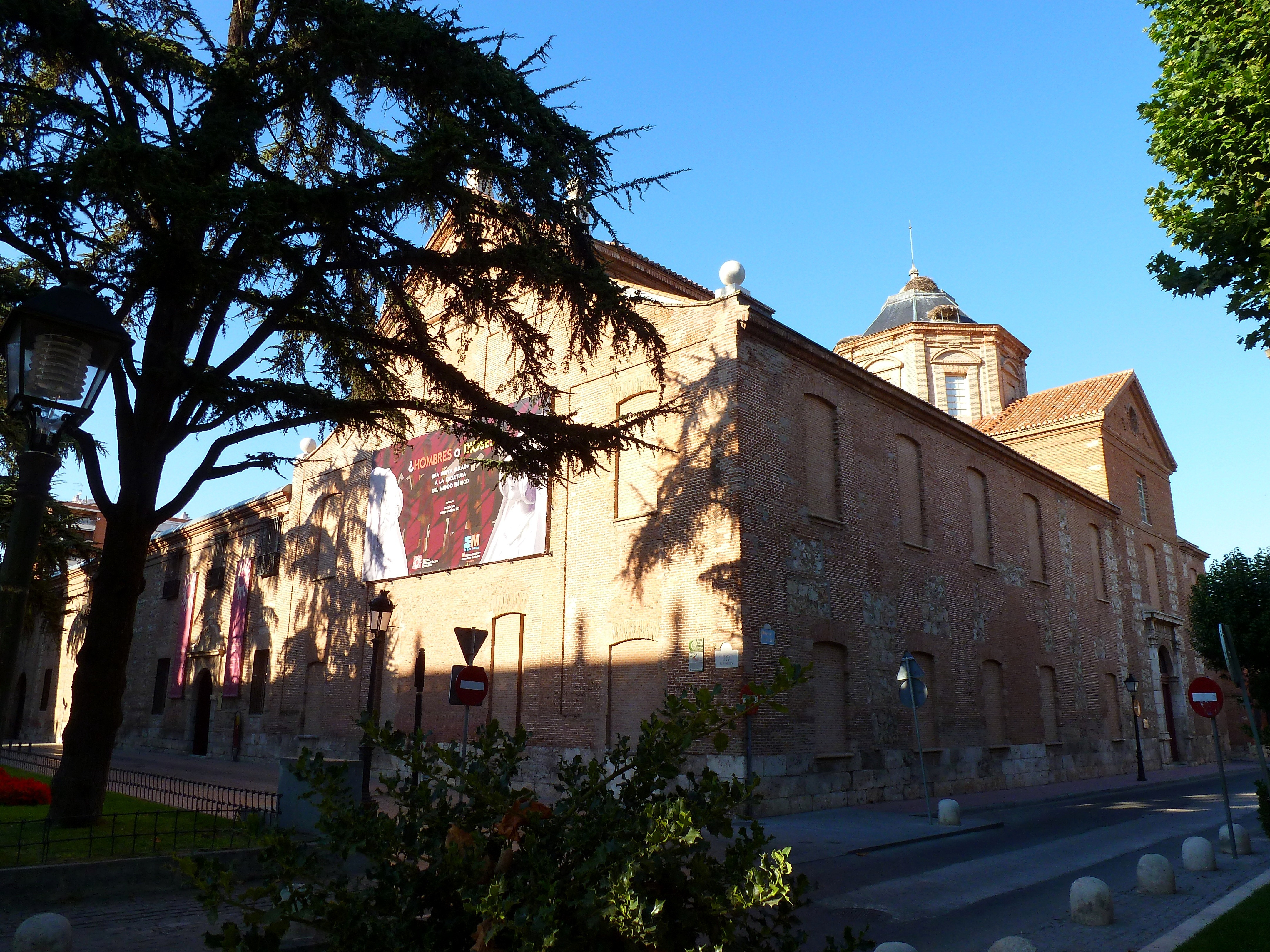
Vue d'ensemble du bâtiment.

Le 27 novembre 1987 la propriété du bâtiment passe du conseil municipal d'Alcalá de Henares à la communauté de Madrid.
Au sous-sol se situent les réserves d'une surface de 400 m2. Ces réserves disposent d'un dispositif de contrôle de l'humidité et de la température.
Au rez-de-chaussée, le hall est le point central de l'étage d'où l'on peut accéder au cloître et à l'ancienne église. Cet étage dispose également d'une salle de séminaires, comprenant 77 sièges, dédiée à la mémoire du professeur et archéologue Manuel Fernández-Miranda. D'autres pièces spécialisées dans l'archéologie, la restauration et la photographie sont également présentes. C'est au rez-de-chaussée que les expositions permanentes sont visibles. L'ajout du Patio de cristales vitré sur un terrain libre adjacent permet d'y agrandir le musée à la fin de la première décade du XXIe siècle. C'est à cet étage que des informations sur l'histoire de l'église et du logo, ainsi que sur les services du musée sont visibles.

Rez-de-chaussée
Plan du rez-de-chaussée en 2005.
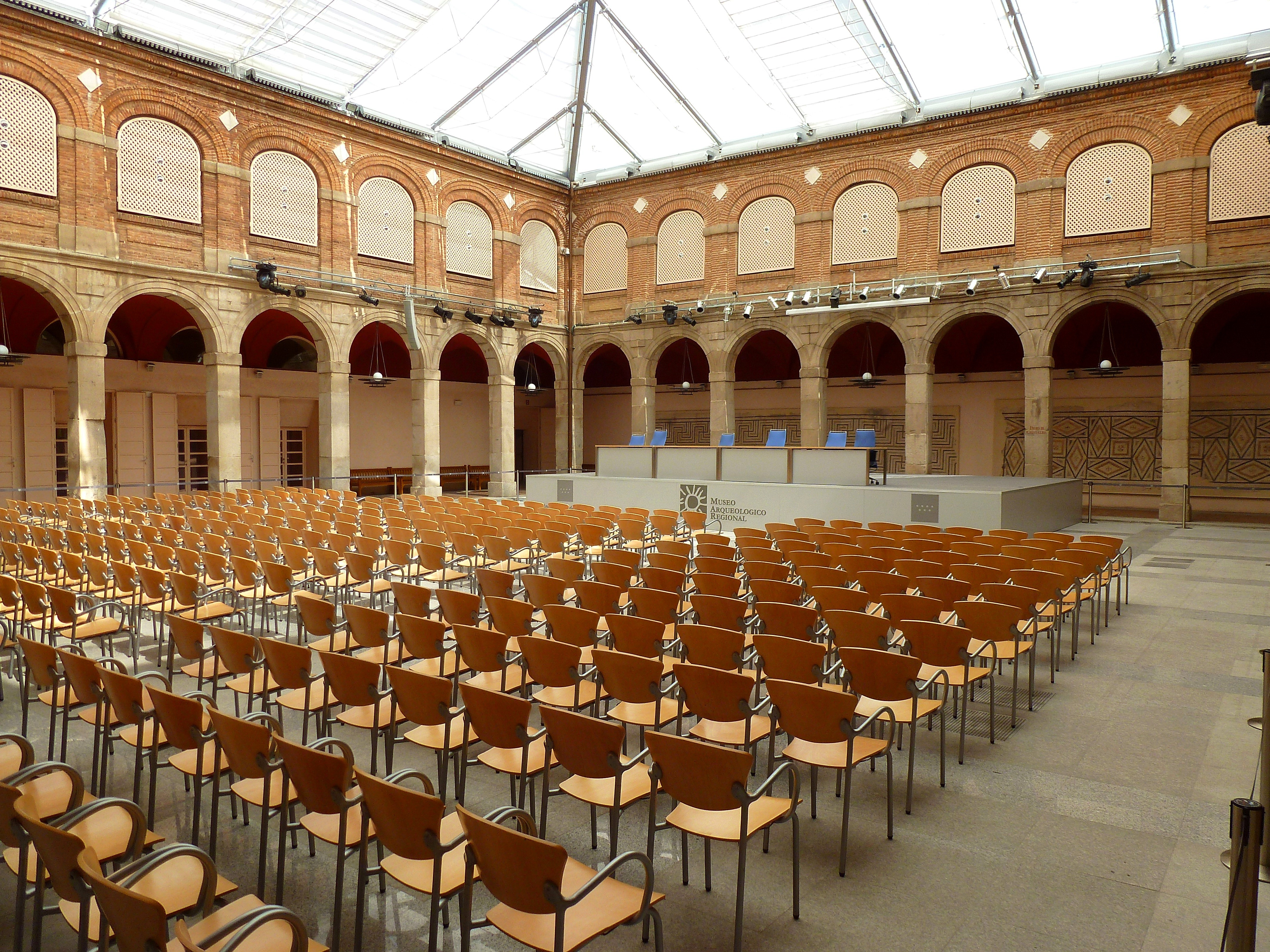
Vue du Patio de cristales dans l'ancien cloître du couvent.
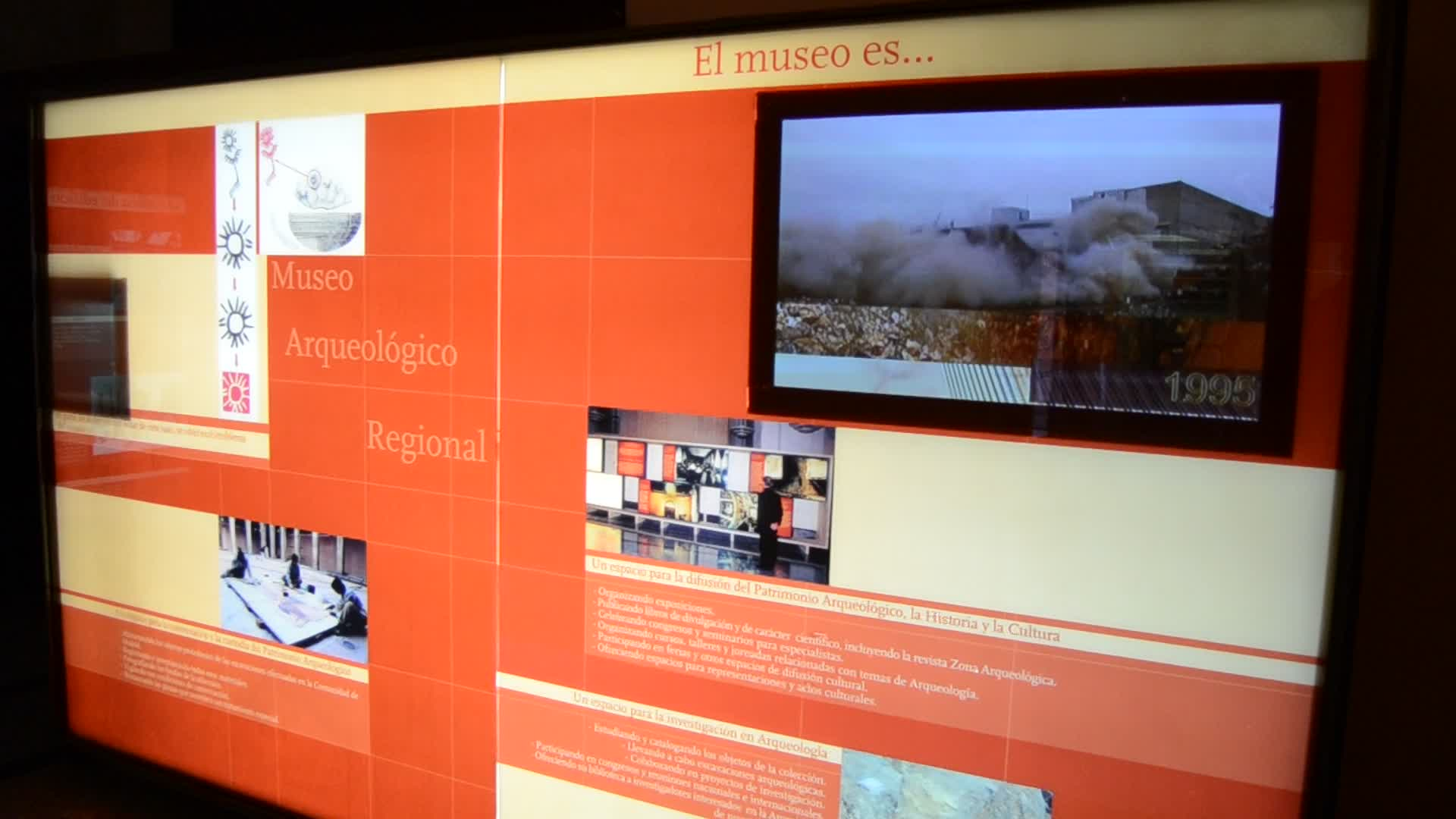
Salle 1 à l'entrée du musée consacrée à l'introduction.
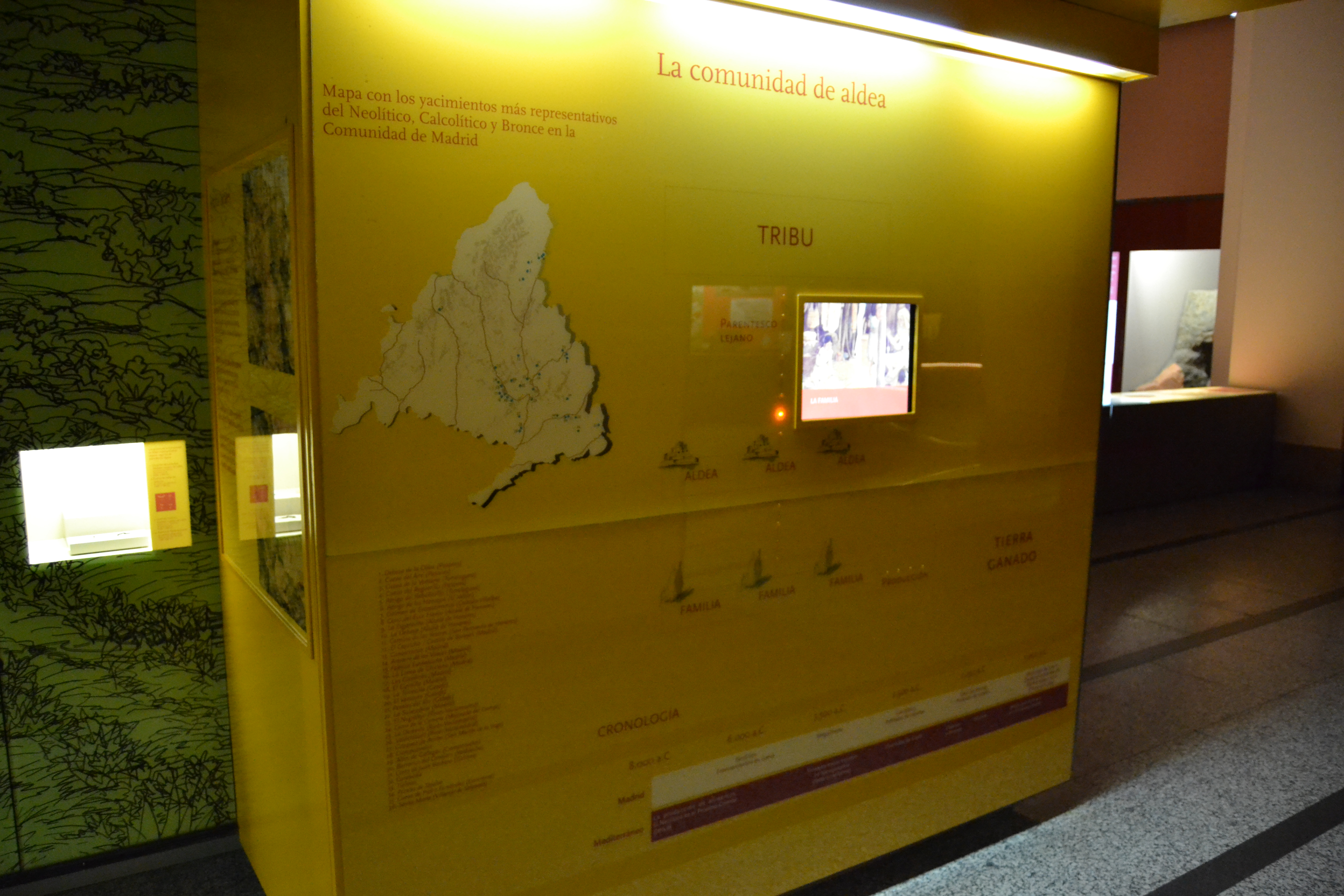
Principaux sites du Néolithique, de l'âge du cuivre et de l'âge du bronze dans la communauté de Madrid.
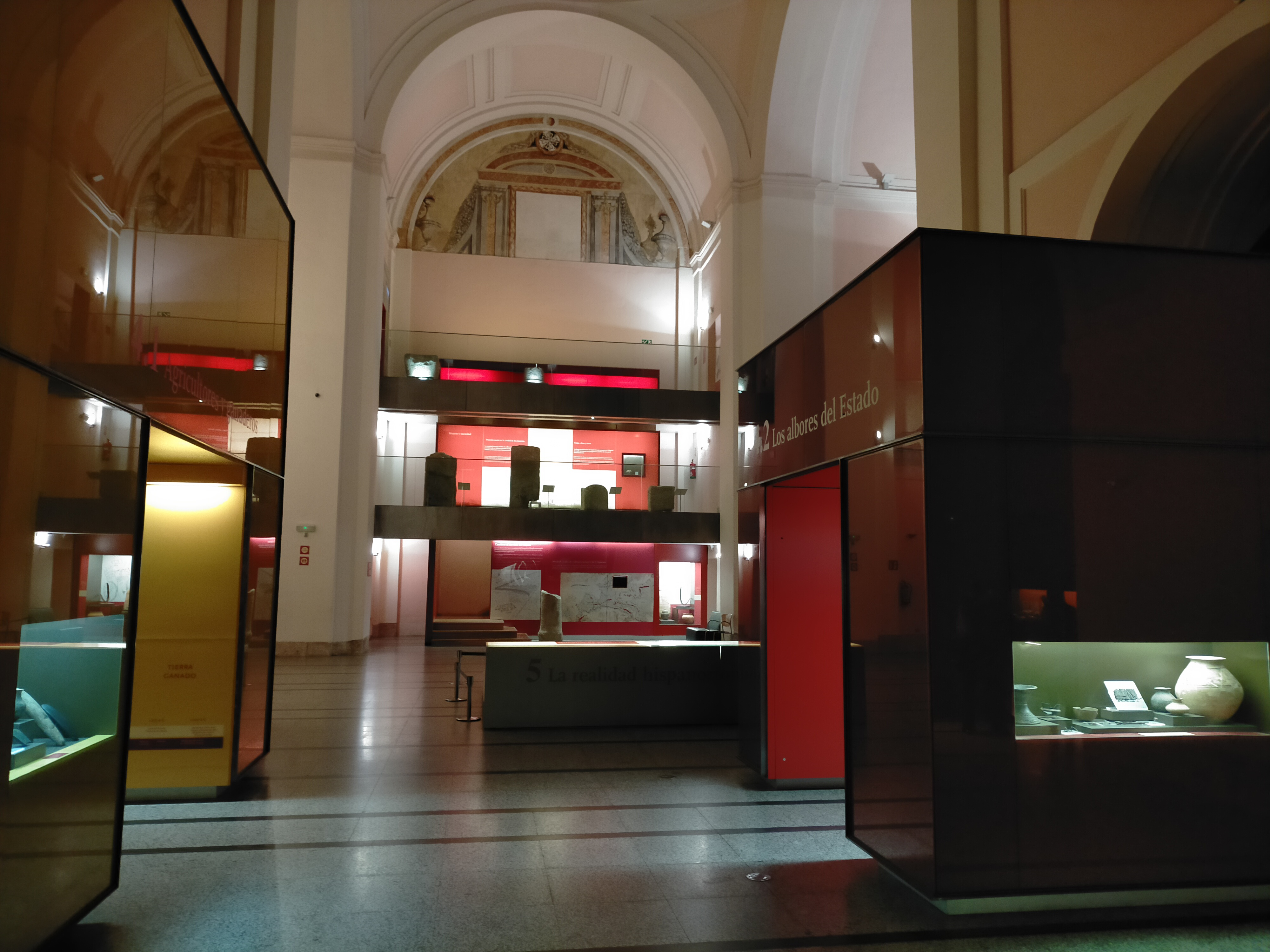
Entrée de la salle 5.

Au niveau de l'entresol, une salle permet d'accueillir 5 chercheurs. Au premier étage se trouve la bibliothèque dénommée Emeterio Cuadrado, elle est dotée d'une bibliothèque privée de 120 000 volumes et dispose de 34 points de consultation. C'est à l'étage que se trouvent les bureaux des administrateurs et des conservateurs, ainsi que les expositions temporaires.

Premier étage
Plan du premier étage en 2005.
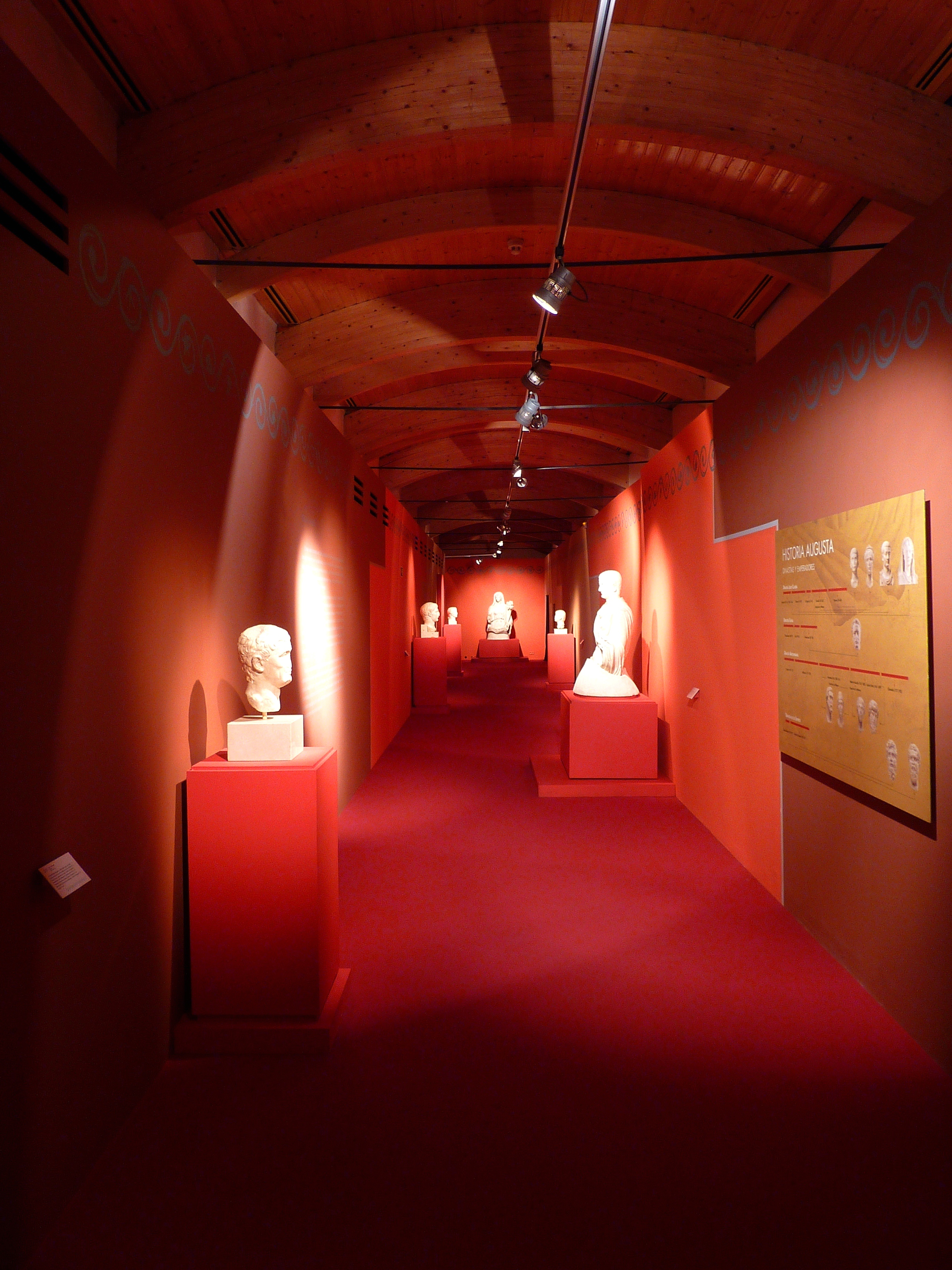
Vue partielle de la salle des expositions temporaires au premier étage.

Un espace de recherche est créé dans un édifice proche du bâtiment principal.

## Collections

### Généralités
En plus de sa fonction de recherche et de conservation du patrimoine archéologique, il expose une collection permanente avec un parcours chronologique et didactique : des fossiles paléontologiques, des outils du Paléolithique et du Néolithique, des vestiges de l'Âge du bronze et de l'Âge du fer, une collection importante de l'époque romaine (notamment des mosaïques) et des éléments de la culture antique, médiévale et moderne, jusqu'à l'archéologie de l'époque industrielle.
Une des premières tâches du musée est de rassembler toutes les collections qui doivent lui revenir car elles sont dispersées d'autres musées. Le musée collecte également tous les artéfacts issus de l'archéologie préventive dans la communauté de Madrid.
L'inventaire et le catalogage des inventaires sont réalisés avec un programme unique appelé le « DOMUS ».

### Œuvres majeures

#### Préhistoire
Le musée expose quelques découvertes paléontologiques comme un crâne d'ours des cavernes découvert à Patones en 1971, le plus grand jamais découvert dans la péninsule ibérique.
Un crâne de Machairodus aphanistus datant du Vallésien à l'époque du miocène supérieur est découvert à Cerro de los Batallones, à Torrejón de Velasco, il est également exposé au musée. Ce tigre à dent de sabre est découvert dans un piège naturel dans lequel il est tombé, probablement en chassant un herbivore comme le aceratherium incisivum, une espèce de rhinocéros. Sa taille correspond à celle d'un lion actuel, c'est une espèce commune dans le Cerro de los Batallones lors de la Préhistoire.
Un crâne et des mandibules de Tétralophodon Longirostris, une sorte d'éléphant préhistorique plus petit que ceux de notre époque mais avec deux paires d'incisives, sont visibles par les visiteurs. Ces éléments datent du Vallésien à l'époque du Miocène supérieur et sont découverts sur le Cerro de los Batallones à Torrejón de Velasco.
Un biface en silex d'Arriaga découvert à Rivas Vaciamadrid et daté du Pléistocène moyen supérieur (soit environ 120 000 années). C'est un ustensile multitâche ayant servi à l'Homo heidelbergensis et à l'Homo neanderthalensis.
Deux molaires âgées de 200000 à 100000 années et découvertes à Calvero de la Higuera dans la commune de Pinilla del Valle y sont exposées. Ces deux dents présentent une caractéristique propre à Homo neanderthalensis : le taurodontisme, c'est-à-dire la fusion des racines.
Un tableau réalisé à la demande du musée montre une scène avec un éléphant mort près la rivière Jarama en train d'être découpé par des Hommes préhistoriques tout en fabriquant les fragiles outils en silex de l'époque sur place. Cette scène est inspirée d'un éléphant mâle d'une quarantaine d'années, d'une hauteur de 4,6 m et faisant 5 tonnes découvert en 1976 sur le site Aridos 1 à l'époque du Pléistocène moyen il y a 400 000 ans. Trente-quatre outils sont également découverts à côté de l'éléphant.
Deux crânes, un d'un sanglier et l'autre d'un cochon domestique, sont des pièces maîtresses de la collection concernant le Néolithique. Ces deux éléments montrent l'évolution de la faune après la domestication : le cochon ayant une atrophie de l'odorat, de l'ouïe et de la vue par rapport au sanglier, ce dernier ayant également une tête plus allongée et aérodynamique que le cochon.

Œuvres majeures de la Préhistoire exposées au musée
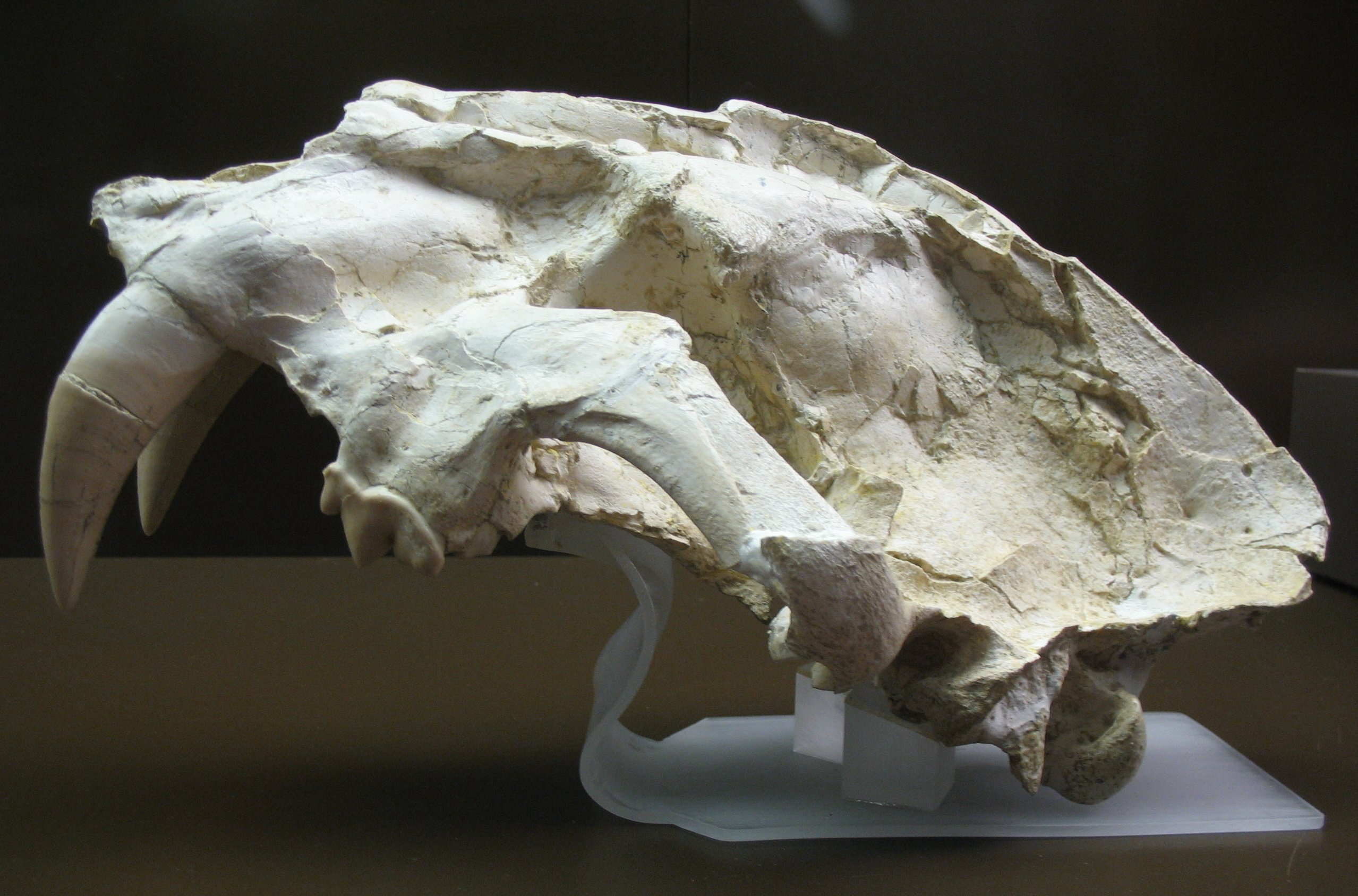
Crâne d'un machairodus aphanistus découvert sur le Cerro de los Batallones à Torrejón de Velasco.
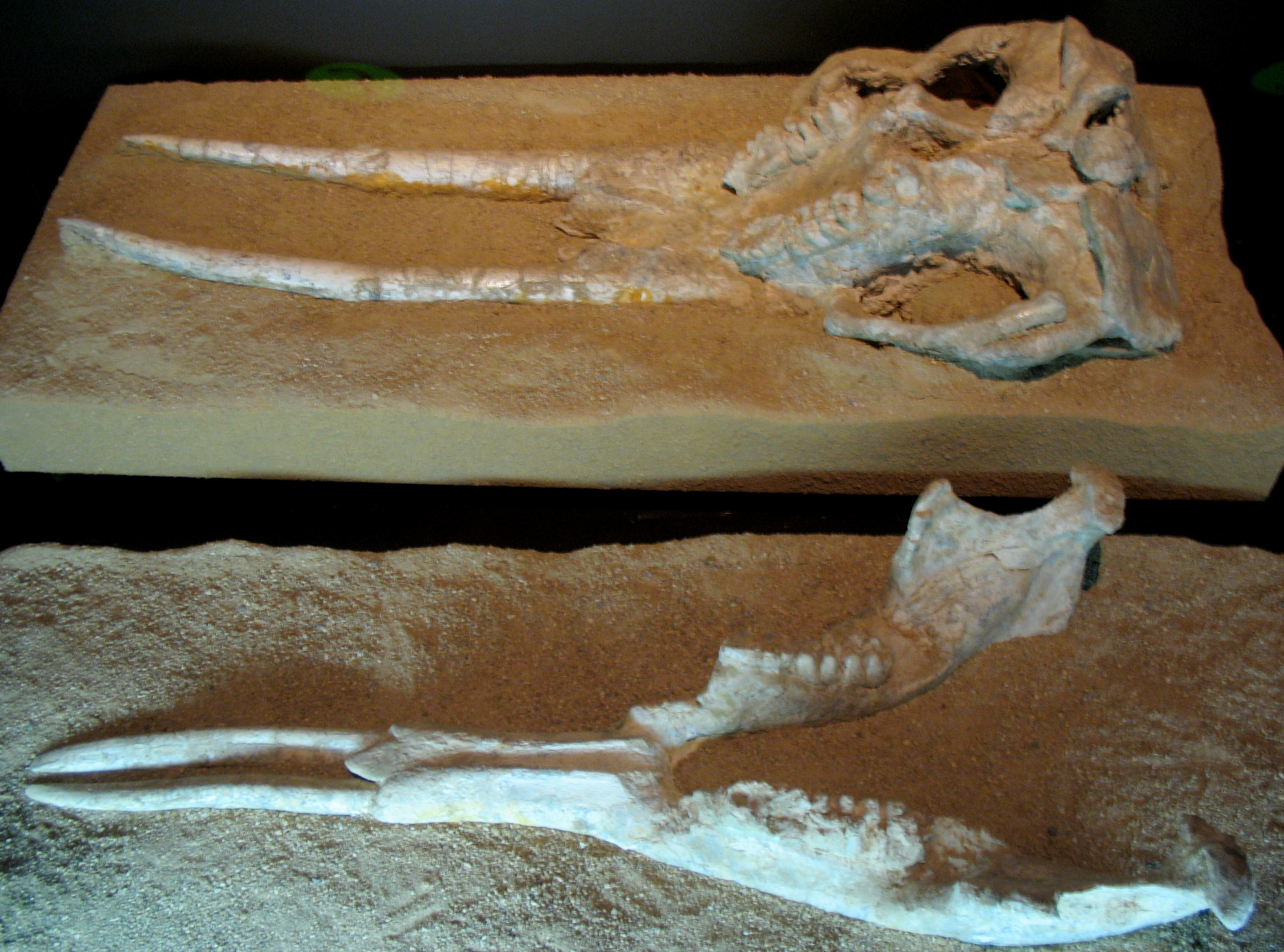
Crâne et mandibules de Tétralophodon Longirostris découvert sur le Cerro de los Batallones à Torrejón de Velasco.
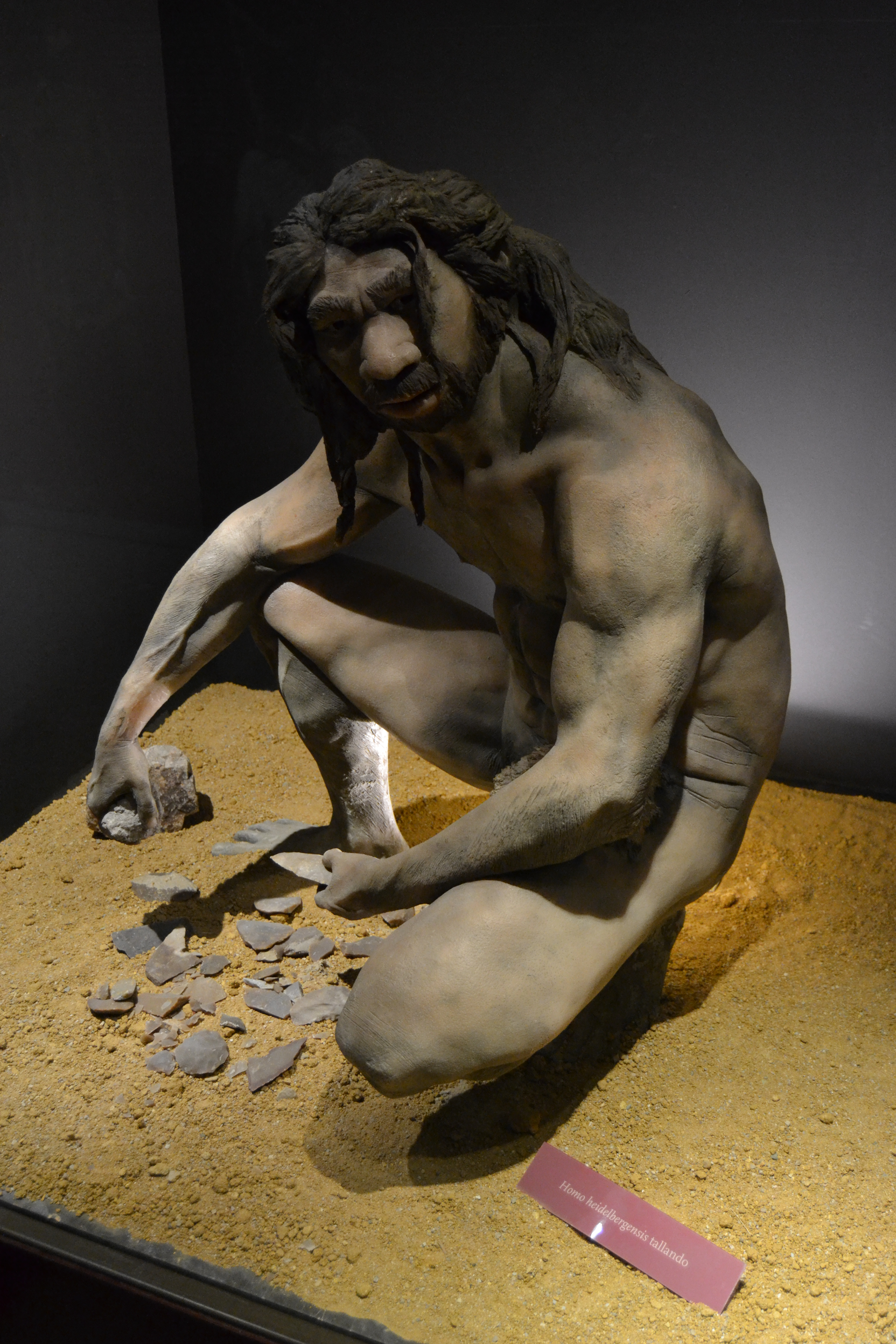
Illustration d'un biface taillé par un Homo heidelbergensis.
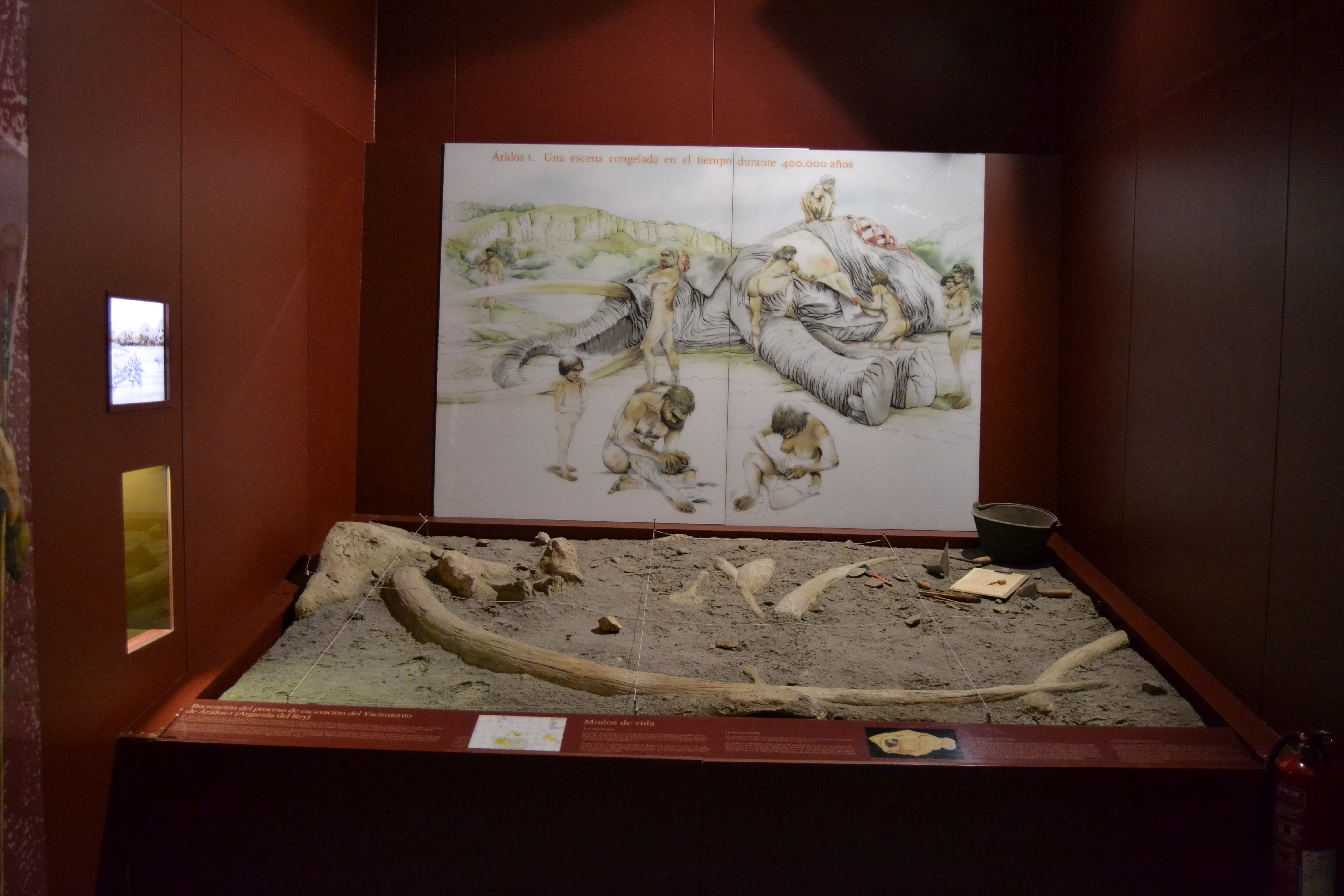
Tableau montrant une scène de chasse au Pléistocène moyen.

#### Antiquité
Pour l'Antiquité, une des pièces de valeur est un vase campaniforme, c'est-à-dire en forme de cloche, est exposé. Sa chronologie est située entre 2200 et 1500 av. J.-C. et il a été découvert à Madrid sur le site numéro 9 de la Salmenida. La découverte comprend trois éléments réalisés à la main (un vase, un bol et une sorte de casserole) avec un décor incisé et recouverts d'une peinture blanche. Ce type de vase est considéré comme un produit de luxe car il nécessite beaucoup de temps et d'énergie pour être créé, il est également entièrement réalisé à la main et sans moule.
Les fibules de Santorcaz, appartenant au peuple celtibère des Carpétans, sont découvertes sur le site de El Llano de la Horca. Elles datent de l'époque La Tène, entre le milieu du IVe et la première partie du Ier millénaire av. J.-C..
Concernant la période romaine et l'importance de la religion dans cette société, une statue partielle en marbre blanc de la déesse Diane datant du IVe siècle est exposée aux visiteurs. Il s'agit de la déesse romaine de la chasse et la première divinité féminine du panthéon hispano-romain mais son culte se pratique dans la sphère privée. Sur cette statue, elle est accompagnée d'un chien à sa droite, vêtue d'une tunique courte et de sandales de chasse. À l'origine, la statue devait également comportait un arc et un carquois rempli de flèches. Elle est découverte sur le site de la maison d'Hippolytus.
La vaisselle romain de luxe est très présente sur les différentes site de la région, principalement des céramiques de table de type sigillée. Elles sont d'abord importées d'Italie dès le Ier siècle av. J.-C. avant d'être produite dans la péninsule Ibérique jusqu'à la fin de l'Empire romain au Ve siècle.
La mosaïque d'Achille et Penthésilée, datant du IVe siècle, est découverte dans la partie centrale d'une maison du site de Complutum. Elle est composée de deux parties. La première est sur l'extérieur et relie une bande aux murs de la pièce et la deuxième est un panneau central composé d'un rectangle contenant divers personnages avec en son centre un autre élément rectangulaire exposant les deux personnages légendaires. Ces deux personnages légendaires font partie du cycle troyen et cette mosaïque montre le combat de la reine des Amazones, Penthésilée, contre le héros grec Achille lorsque ce dernier tombe amoureux lorsqu'il la tue lors d'un combat puis la pleurs.
Une stèle funéraire relativement intacte est également exposée où des informations personnelles et familiales sont lisibles. Elle est dédiée à un homme d'origine servile Titus Valerius Syrus (dont le maître devait s'appeler Valerius) et d'une indigène du nom d'Arruntia Pusinca. Cette stèle est construite par leur fils Valerius Crescens au IIe ou IIIe siècle. Elle est découverte sur le site de Complutum.

Œuvres majeures de l'Antiquité exposées au musée
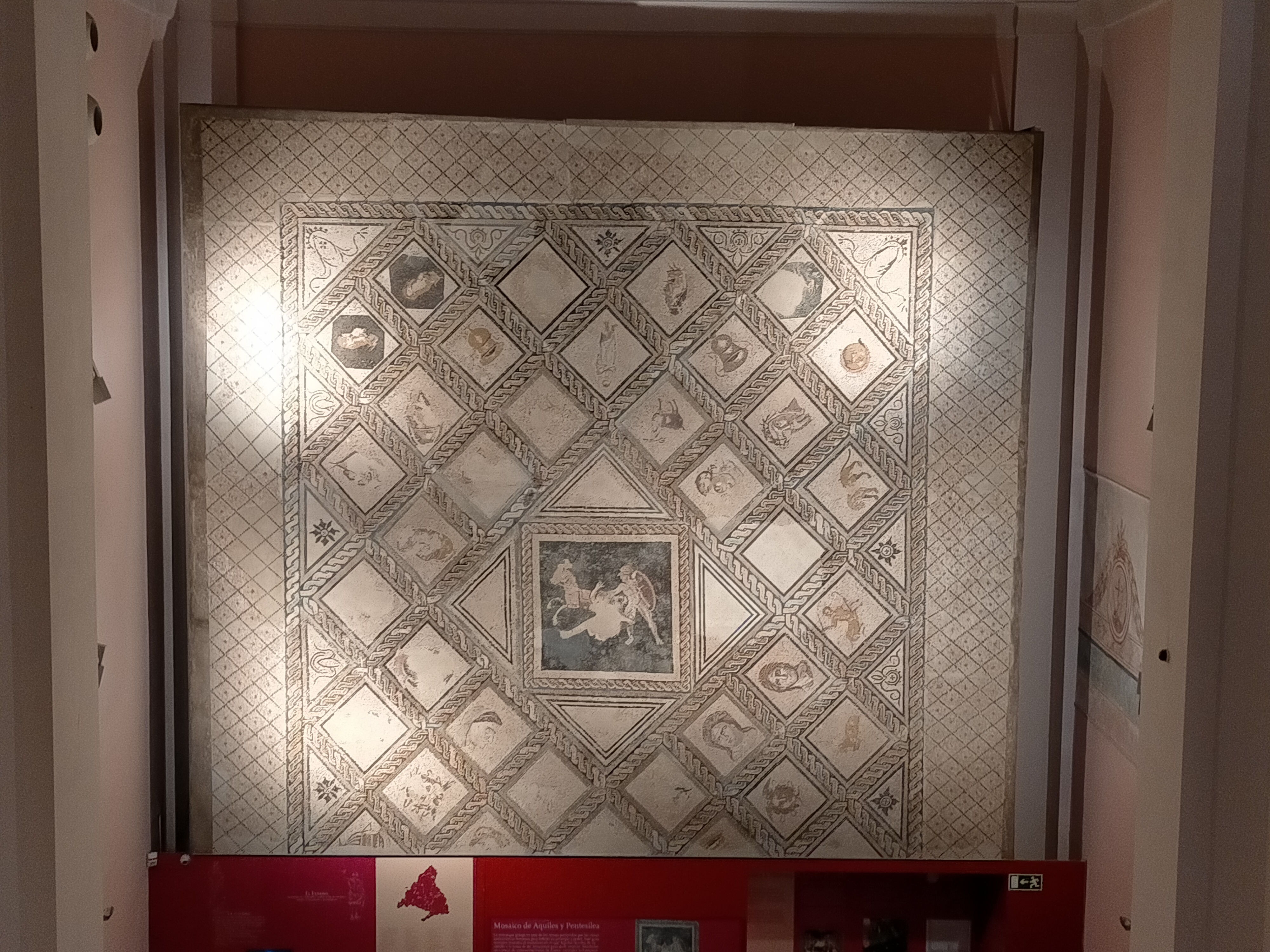
Mosaïque d'Achille et Penthésilée datant du IVe siècle, maison d'Achille sur le site archéologique de Complutum.
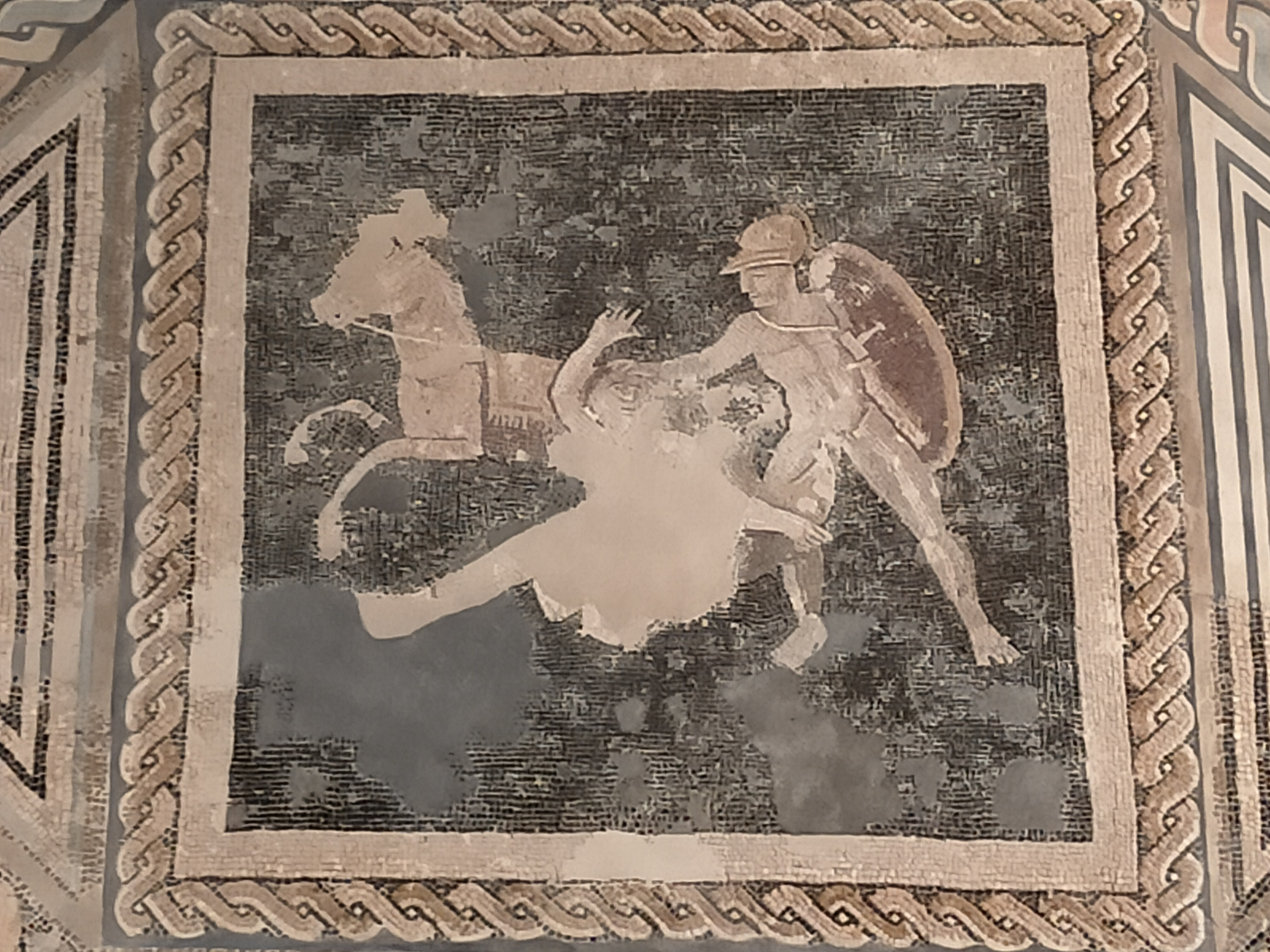
Détails du panneau central de la mosaïque d'Achille et Penthésilée.
Reproduction de la stèle funéraire de Titus Valerius Syrus et d'Arruntia Pusinca découverte à Complutum.
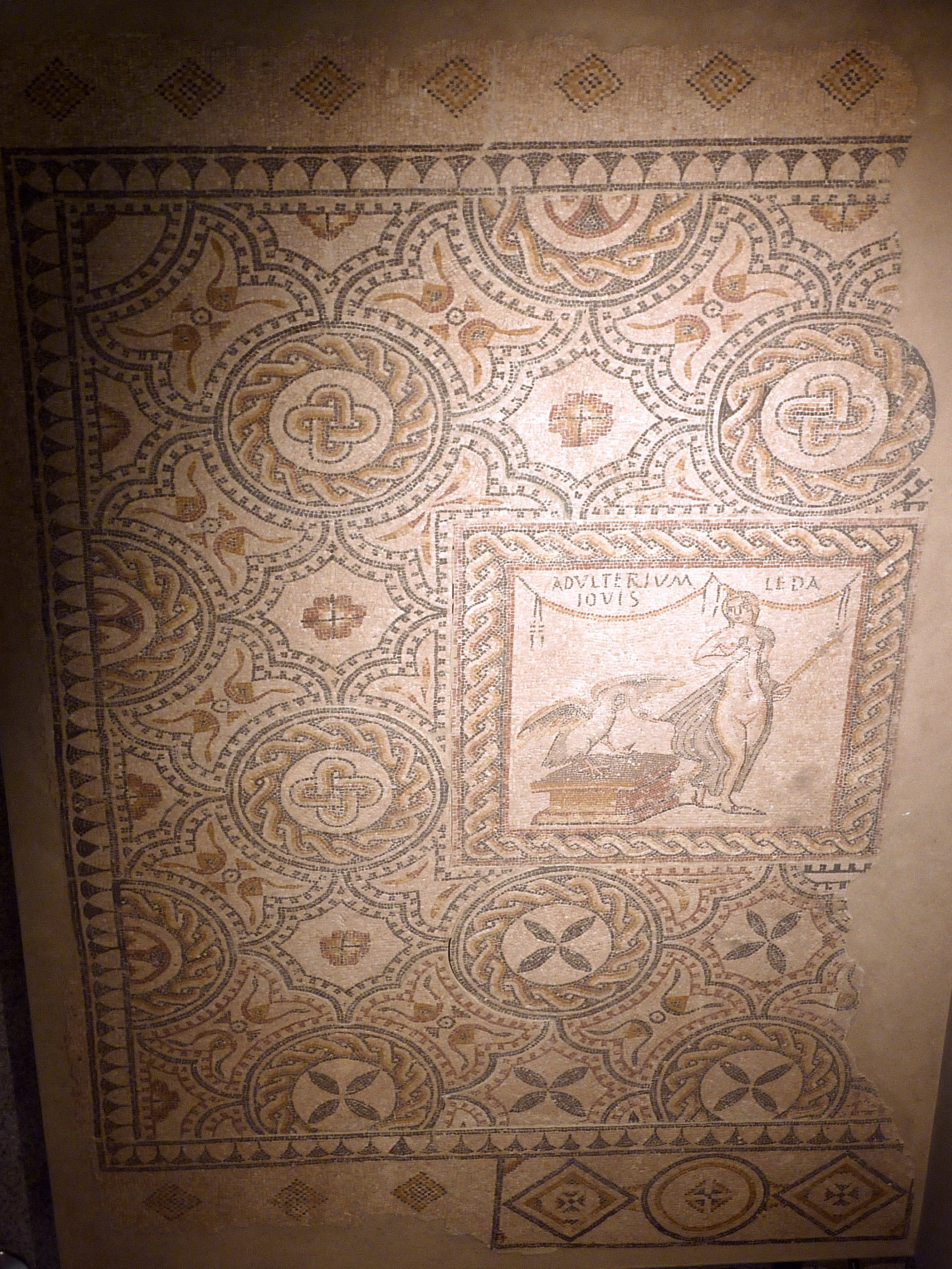
Mosaïque de Zeus et Léda datant du IVe siècle, maison de Léda sur le site archéologique de Complutum.
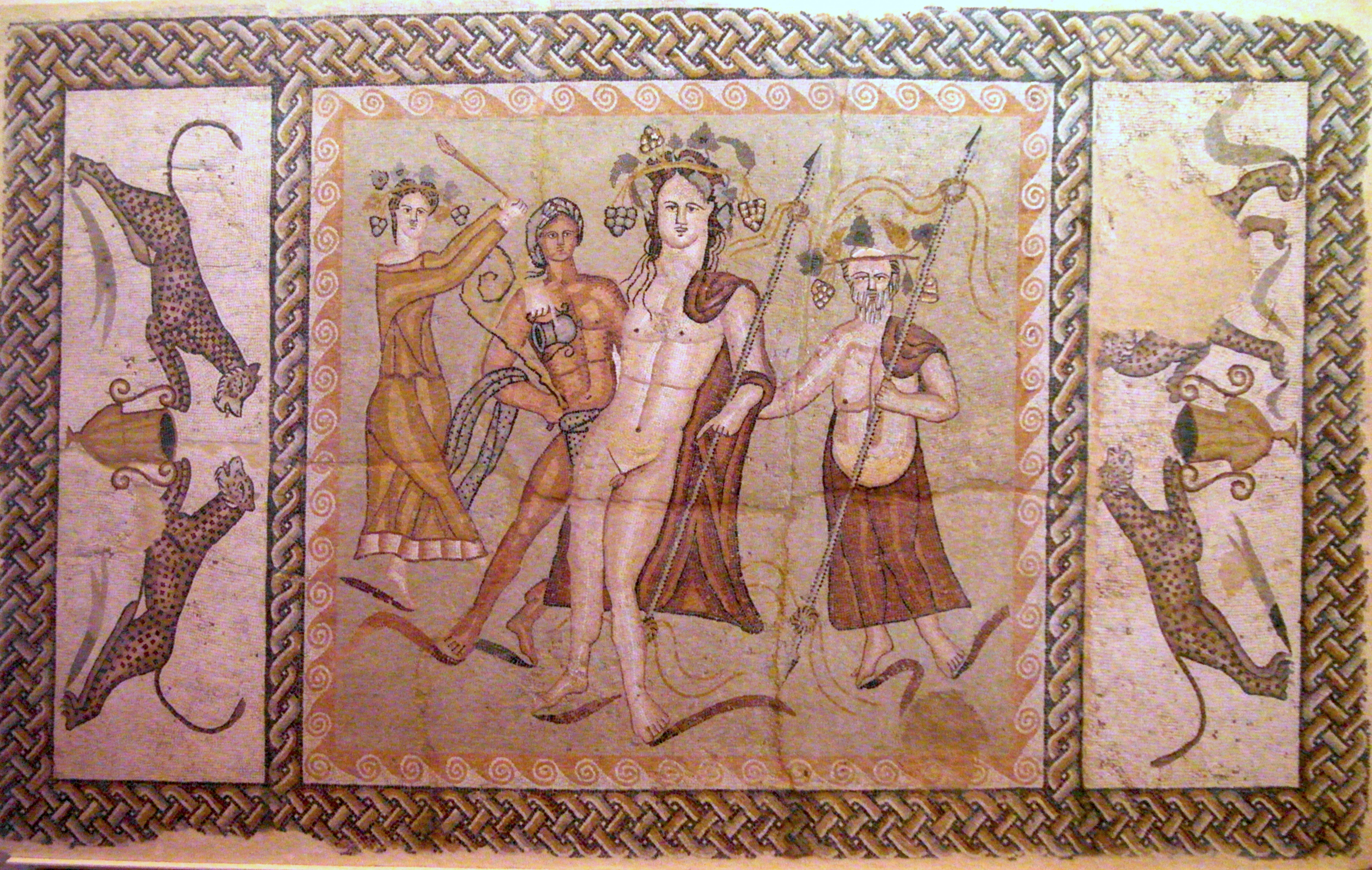
Mosaïque de Bacchus au niveau du Patio de cristales.
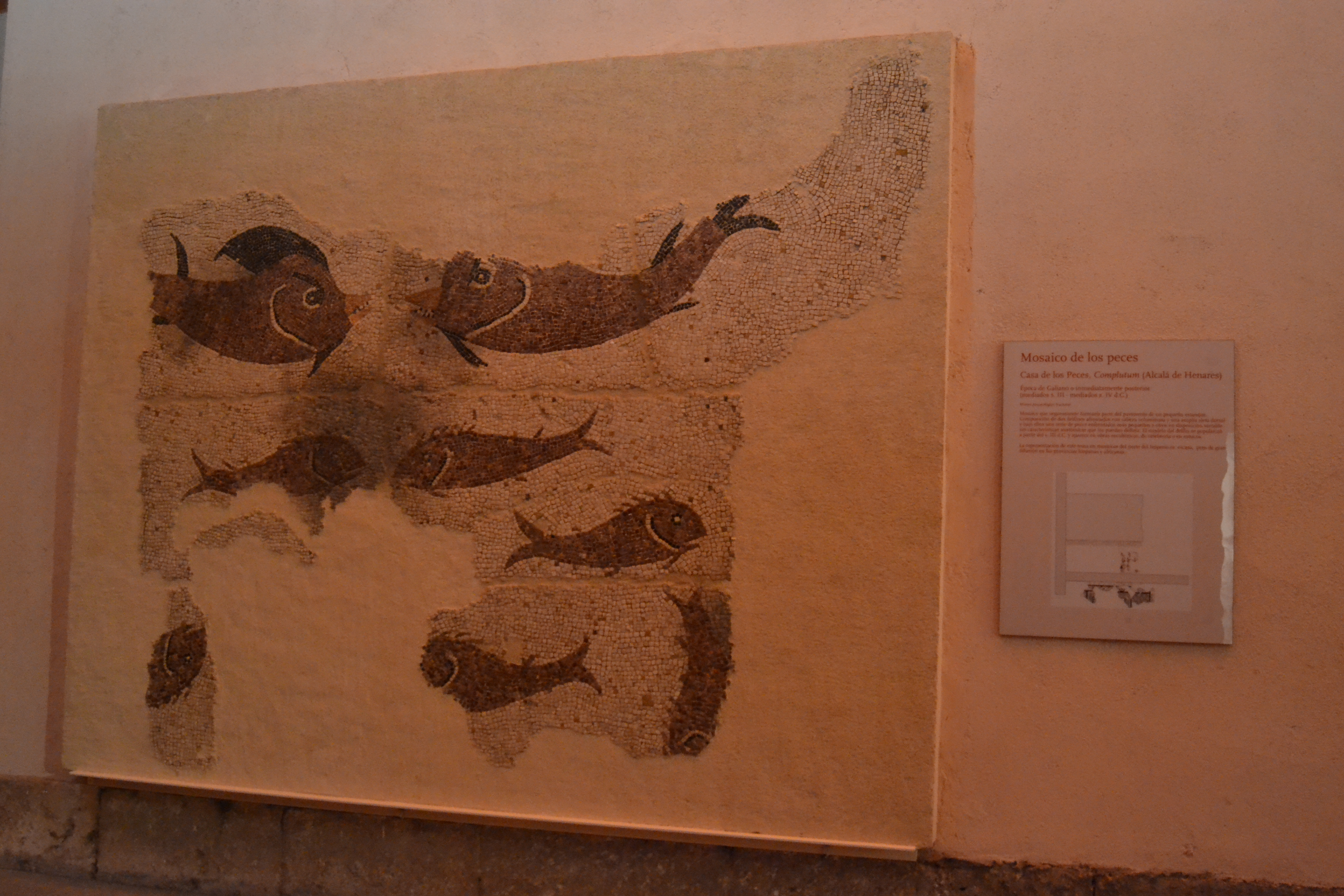
Mosaïque des poissons exposée à gauche de la mosaïque de Bacchus.

#### Moyen Âge
De l'époque wisigothique, un fermoir de ceinture est exposé. Il est composé d'une plaque rectangulaire avec une boucle de forme ovale. Il est fabriqué au VIIe ou VIIIe siècle en utilisant la technique dite « cloisonnée » où la plaque de pâtes de verre de différentes couleurs. Le tissu n'a pas été conservé, contrairement à certains éléments métalliques utilisés pour la décoration sur la tenue. Il est découvert sur le site de Gózquez de Arriba à San Martín de la Vega et permet d'étudier les vêtements portés par les Hispano-Wisigoths.
De l'époque musulmane une maquette  réalisée à la main de la porte califale en terre cuite datée du Xe et XIe siècles est exposée. Cette découverte vient des fouilles réalisées à la Casa de San Isidro, près de la porte des Maures à Madrid dans un silo musulman abandonné. Elle comporte un corps central avec une voûte en forme de fer à cheval, ce corps est protégé par une tour ractangulaire de chaque côté. Cette maquette est soit un jouet, soit un récipient servant à brûler de l'encens ou d'autres éléments aromatiques.
Un chapiteau de style roman datant du XIIe siècle est découvert lors des fouilles de l'ancienne église Sainte-Marie de l'Almudena située dans la calle Almuneda à Madrid, puis exposé au musée. Son origine provient probablement d'une ancienne église wisigothique, convertie en mosquée pendant l'Al-Andalus, puis transformée à nouveau en église après la conquête de la ville par Alphonse VI à la fin du XIe siècle pendant la Reconquista. Ce chapiteau est en calcaire et une scène zoomorphe mettant un scène deux paons sur deux de ses faces.

Œuvres majeures du Moyen Âge exposées au musée
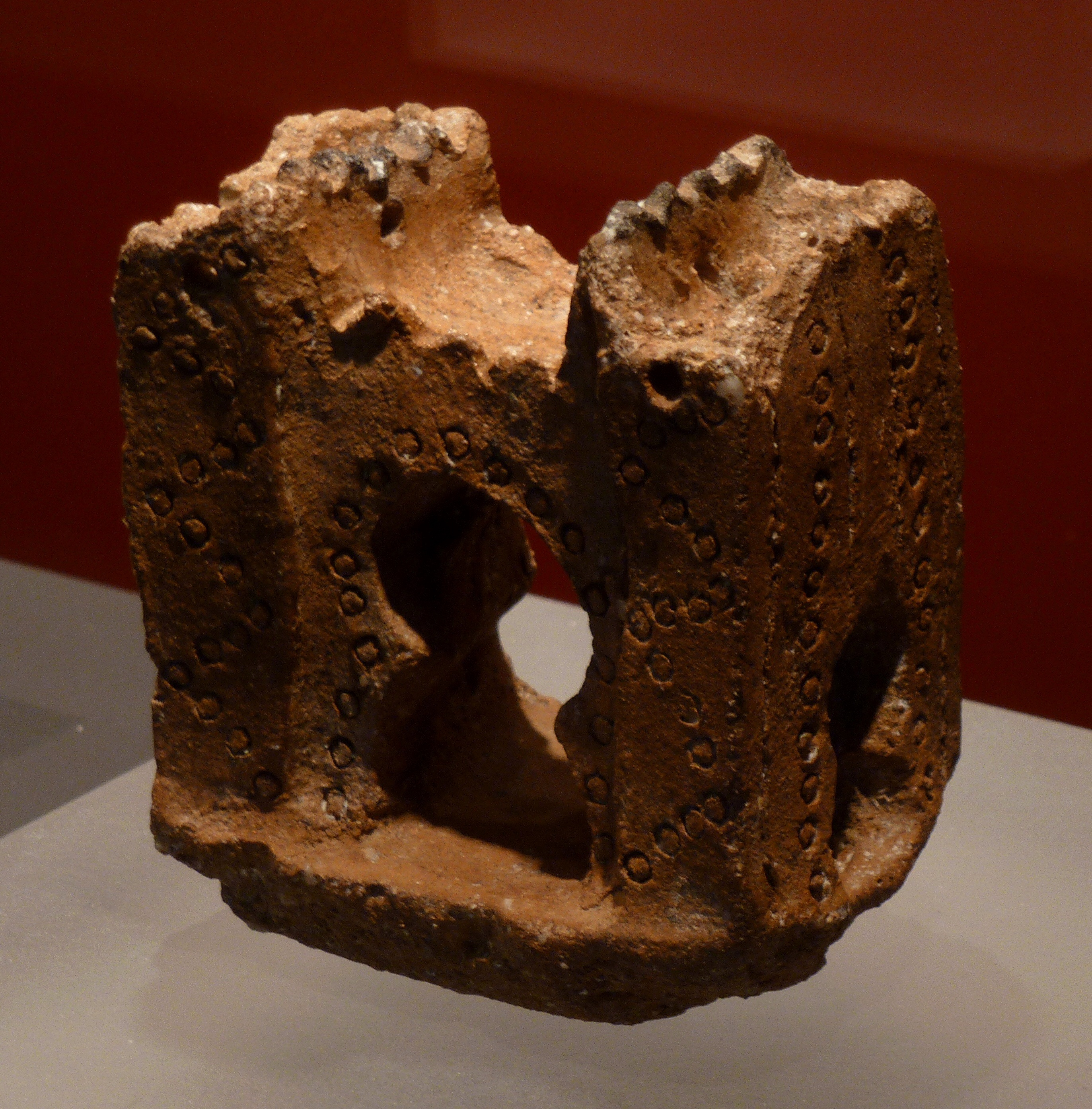
Maquette de la porte d'une enceinte fortifiée islamique datant du Xe et XIe siècles.

### Expositions

#### Expositions temporaires
La première exposition temporaire date de l'ouverture du musée le 25 mai 1999 sous le titre de Un Museo para todos (« Un musée pour tous ») avec pour objectif de rendre accessible l'archéologique au public. Jusqu'en 2005, onze expositions temporaires se succèdent.
En 2003, les premiers humains sont mis à l'honneur lors de l'exposition Bifaces y elefantes. Los primeros pobladores de Madrid (« Bifaces et éléphants. Les premières populations de Madrid »),. En 2005, une nouvelle exposition temporaire est dévoilée sous le nom de Pioneros de la Arqueología en España. Del siglo XVI a 1912 (« Pionniers de l'archéologie en Espagne. Du XVIe siècle à 1912 »).

Exposition temporaire : La colina de los tigres dientes de sable. Los yacimientos miocenos del cerro de los Batallones (La colline des tigres à dents de sabre. Les sites du Miocène de la collinne de los Batallones)
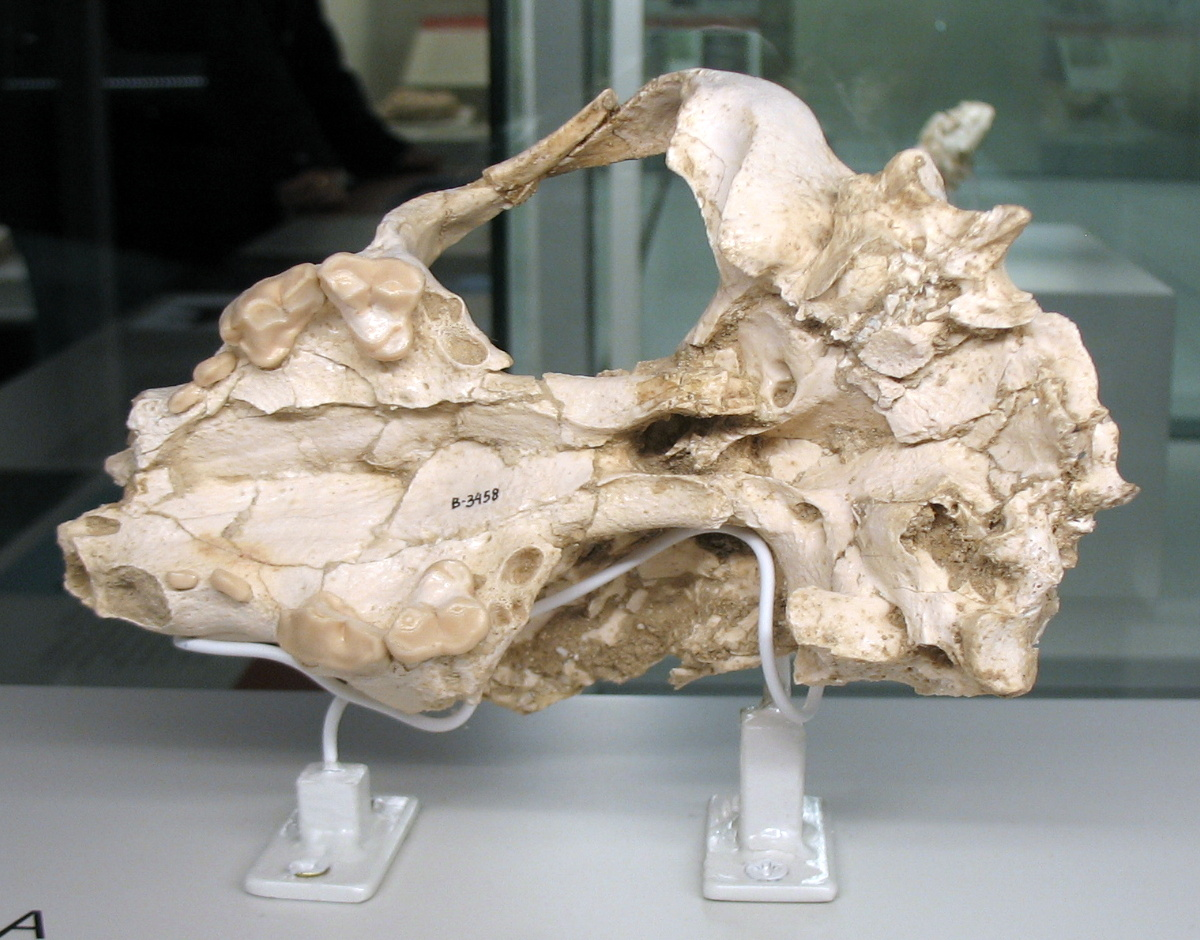
Crâne de Simocyon batalleri découvert sur le site Batallones I.
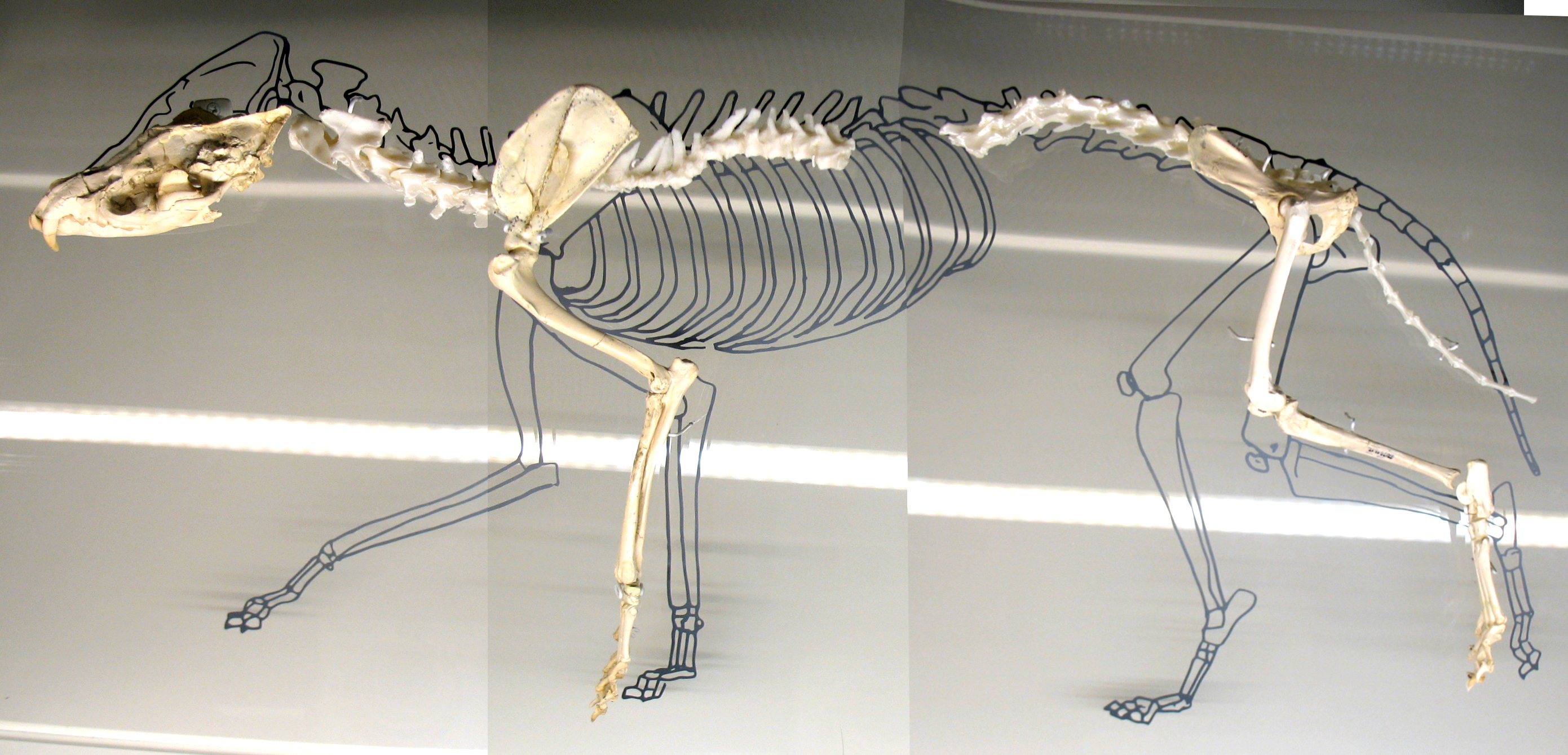
Montage d'un Protictitherium crassum découvert sur le site Batallones I.
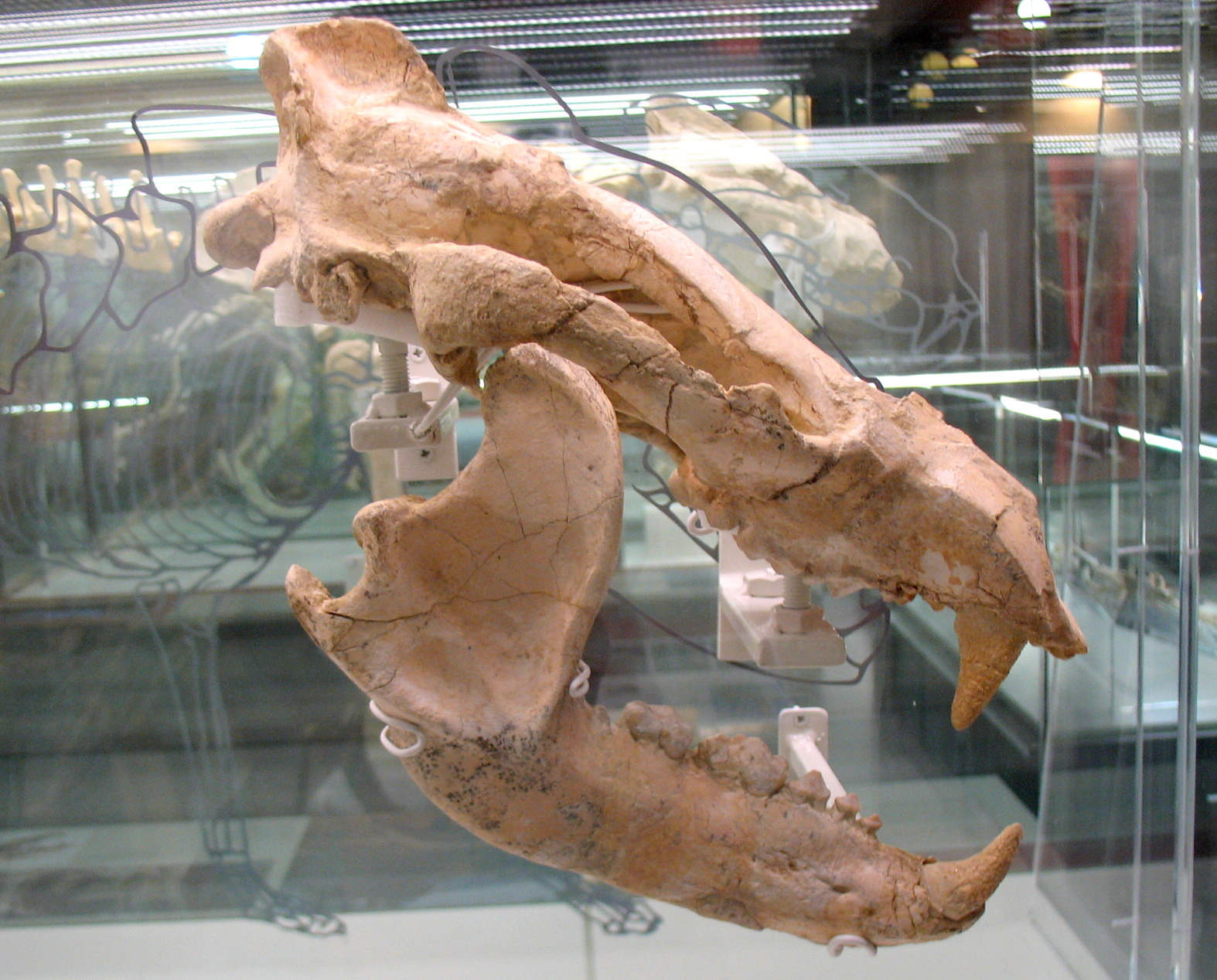
Vue sur un crâne d'un Indarctos arctoides provenant du site de Batallones III (canines et mâchoire proviennent d'autres gisements du site).

En 2015, une exposition a pour nom José Latova. Cuarenta años de fotografía arqueológica española (1975-2014) (« José Latova. Quarante années de photographies archéologiques espagnoles (1975-2014) »). Entre le 10 février 2016 et le 4 septembre 2016, une exposition temporaire organisée par Manuel Bendala Galán a pour thème Los Escipiones. Roma conquista Hispania (« Les Scipions. Rome conquiert l'Hispanie »). Du 27 avril 2017 au 27 août 2017, une seconde exposition est dédiée au même photographe espagnol qu'en 2015 sous le thème José Latova. Cuarenta años de fotografía arqueológica española (« José Latova. Quarante années de photographies archéologiques espagnoles ».

Exposition temporaire : Los Escipiones. Roma conquista Hispania (Les Scipion. Rome conquiert l'Hispanie)
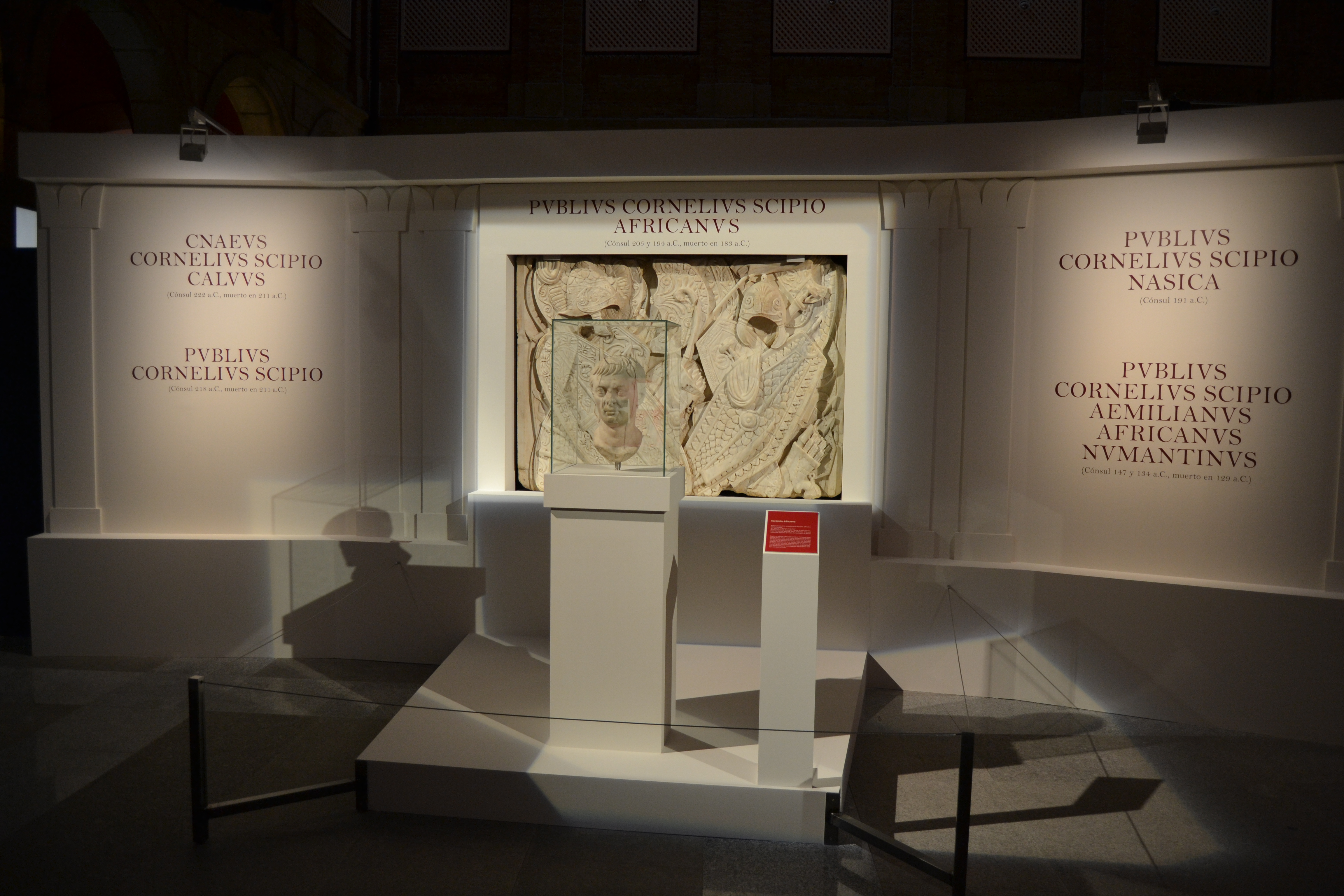
Membres majeurs de la famille Scipion aux IIe – Ier siècles av. J.-C..
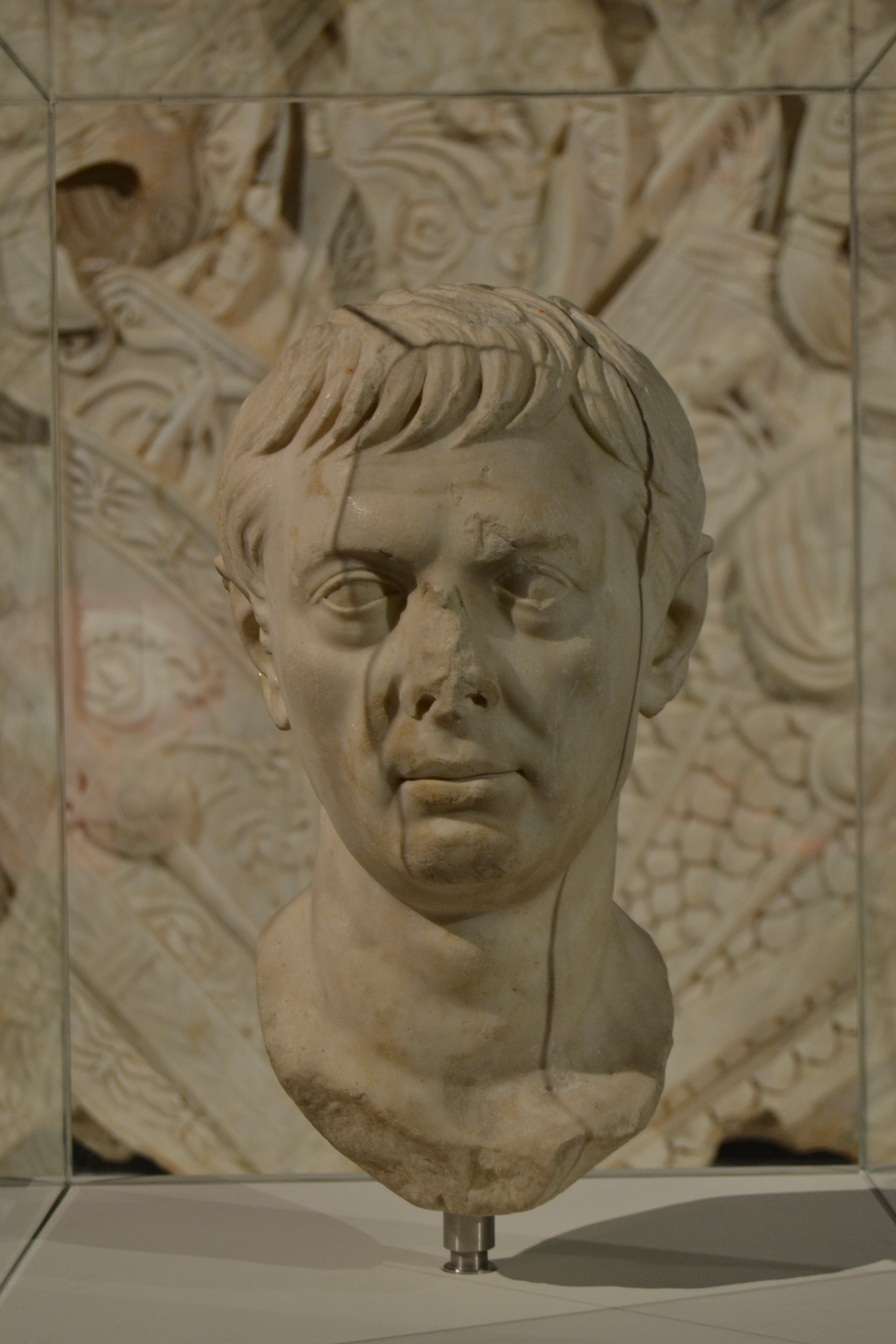
Buste de Scipion l'Africain réalisé un siècle après sa mort (vers 50-25 av. J.-C.).
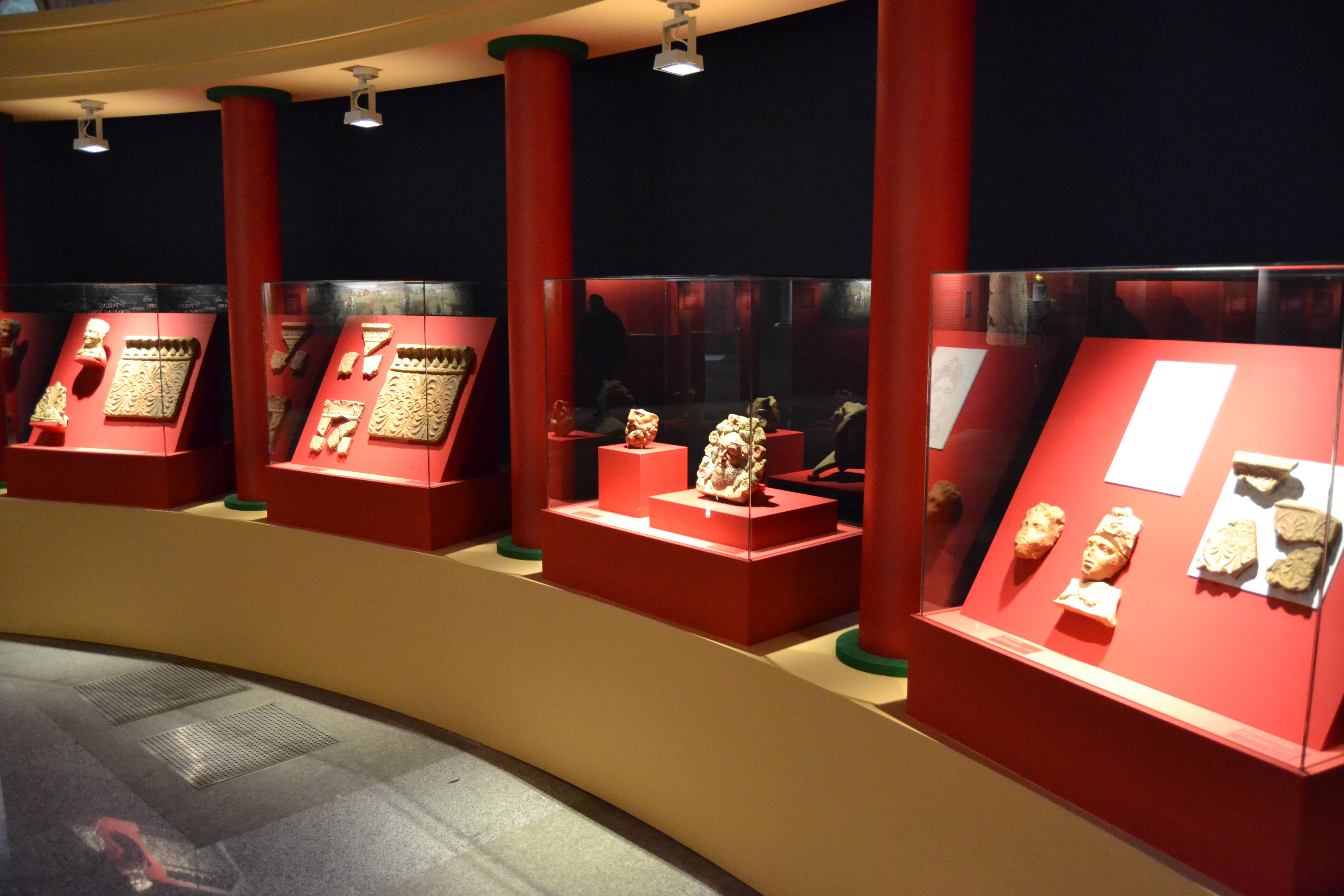
Éléments de décorations en pierre.
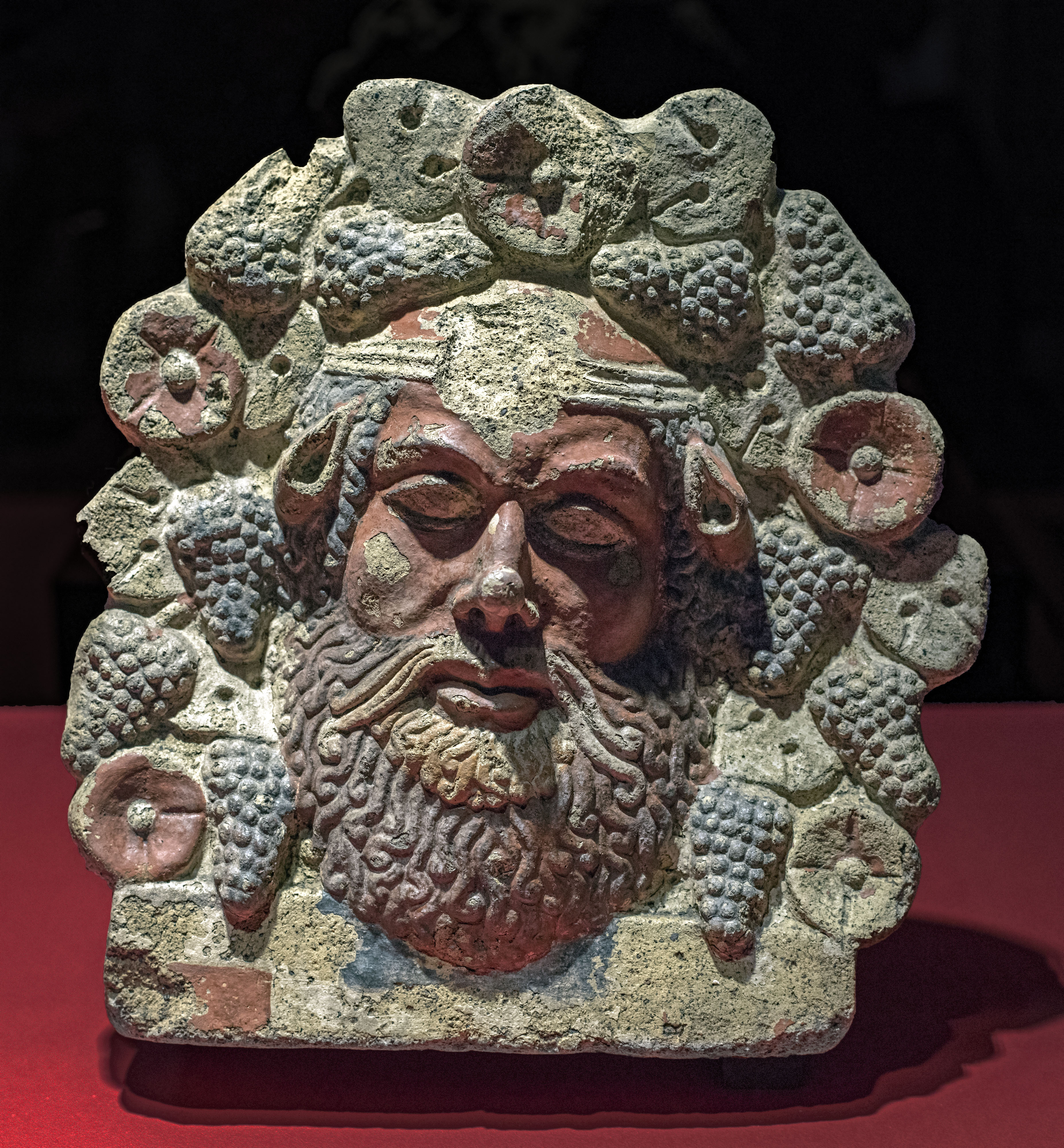
Vvisage en terre cuite polychrome de Silène réalisé entre la fin du Ve et le début du IVe siècle av. J.-C..
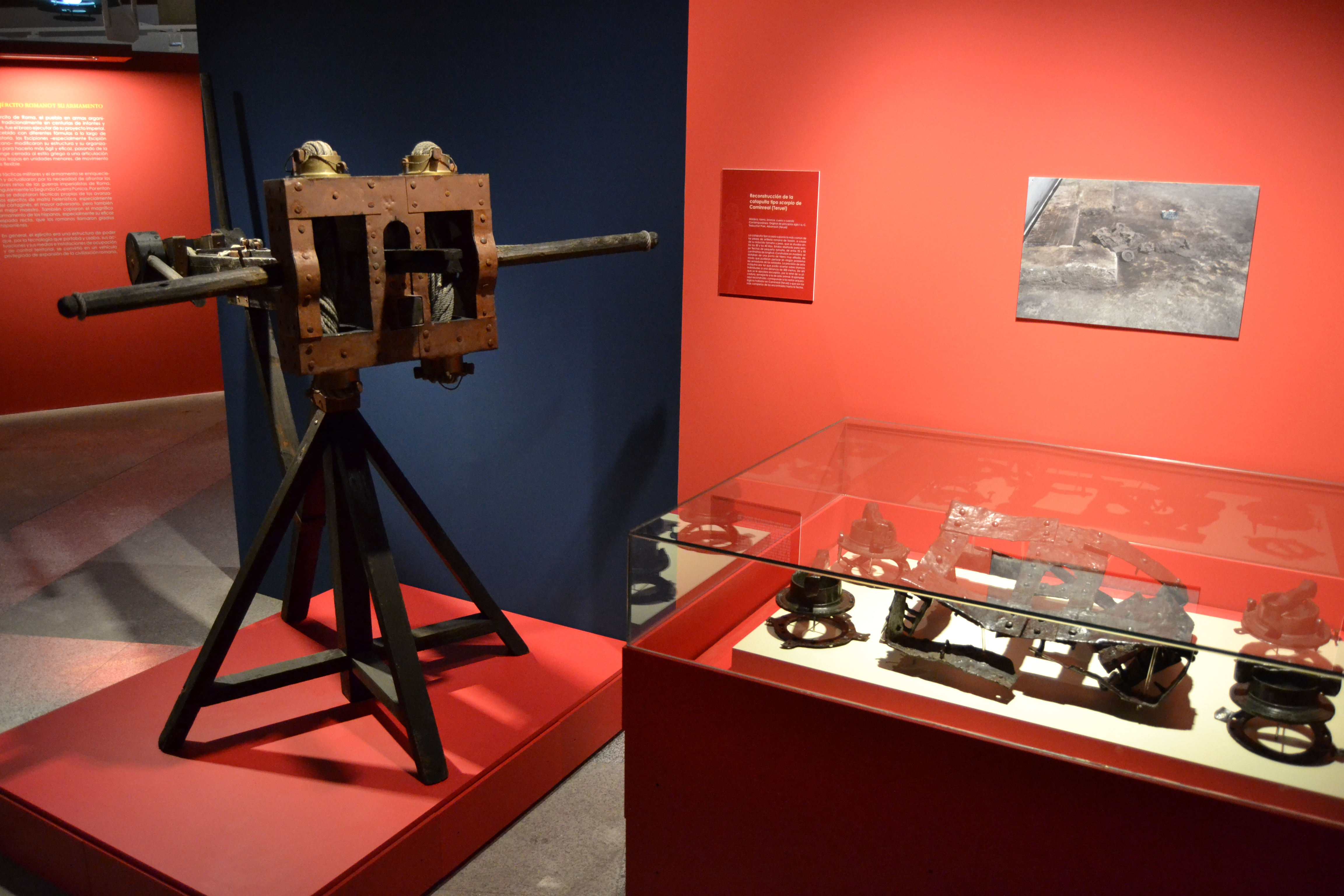
Reconstitution d'un scorpion romain.
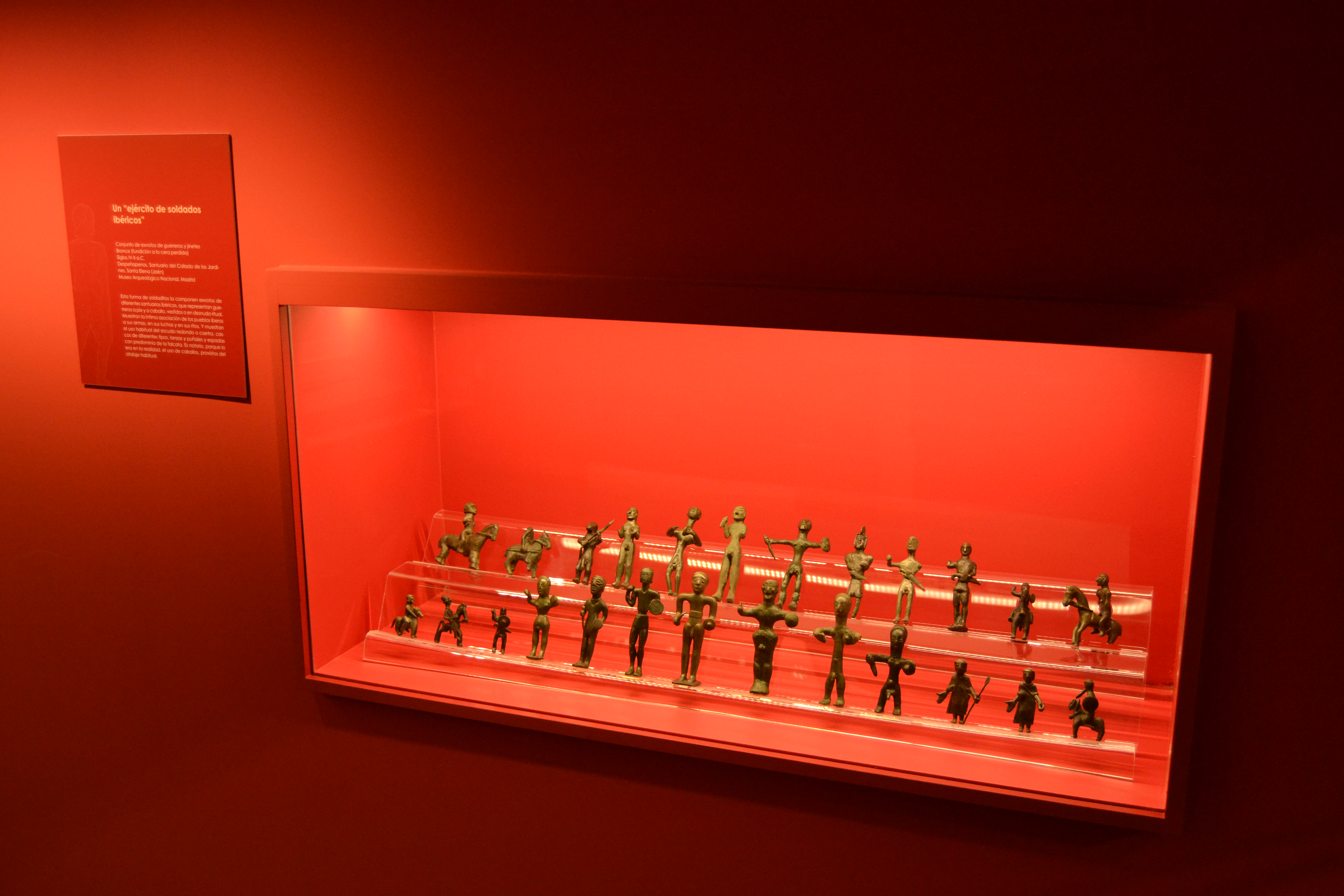
Ex-votos de guerriers et jinetes ibères en bronze datés entre le IVe et le IIe siècle av. J.-C..

#### Expositions permanentes
La forme et le choix de l'exposition permanente sont inspirés du musée archéologique d'Alicante. Elle doit également être complémentaire de l'exposition permanente du musée archéologique national de Madrid situé à moins de 30 km.
Le thème choisi est donc la vie quotidienne que ce soit au sein du lieu de vie ou de la collectivité dans la communauté de Madrid de la Préhistoire au XXe siècle en lien avec les découvertes archéologiques,. Différentes techniques sont utilisées pour faire découvrir aux visiteurs les différents éléments : machines interactives, scénographie et théâtre virtuel. Cette exposition est ouverte en 2003.
La plupart des objets de cette collection sont des originaux ou sont prêtés par d'autres musées telles que le musée archéologique national de Madrid, le musée national des sciences naturelles d'Espagne, le musée de San Isidro ou du musée de la Real Academia de la Historia. L'exposition de répliques est également en projet.
Cette exposition permanente est organisée autour de neuf thématiques. Les collections qui la composent, se développe au fur et à mesure que de nouvelles découvertes sont faites lors des prospections archéologiques réalisées dans la communauté de Madrid, c'est ainsi que début 2012, plus de cinquante pièces provenant de fouilles récentes sont incorporées, parmi lesquelles une phiale mesomphalos connue sous le nom de patère de Titulcia.

##### Au rez-de-chaussée
Dans la nef de l'ancienne église, des peintures font référence à l'ordre des Dominicains.
La première salle est une introduction.
La deuxième salle Antes de la Humanidad (« Avant l'Humanité ») évoque le paysage de la communauté de Madrid avant l'apparition des premiers humains. Ce paysage est influencé par des conditions climatiques subtropicales avec des saisons bien marquées : de grandes forêts et une grande quantité d'eau en sont les deux principales caractéristiques. Un crâne de machairodus aphanistus datant du Vallésien y est exposé, ainsi qu'un crâne et des mandibules de Tétralophodon Longirostris.

Salle 2
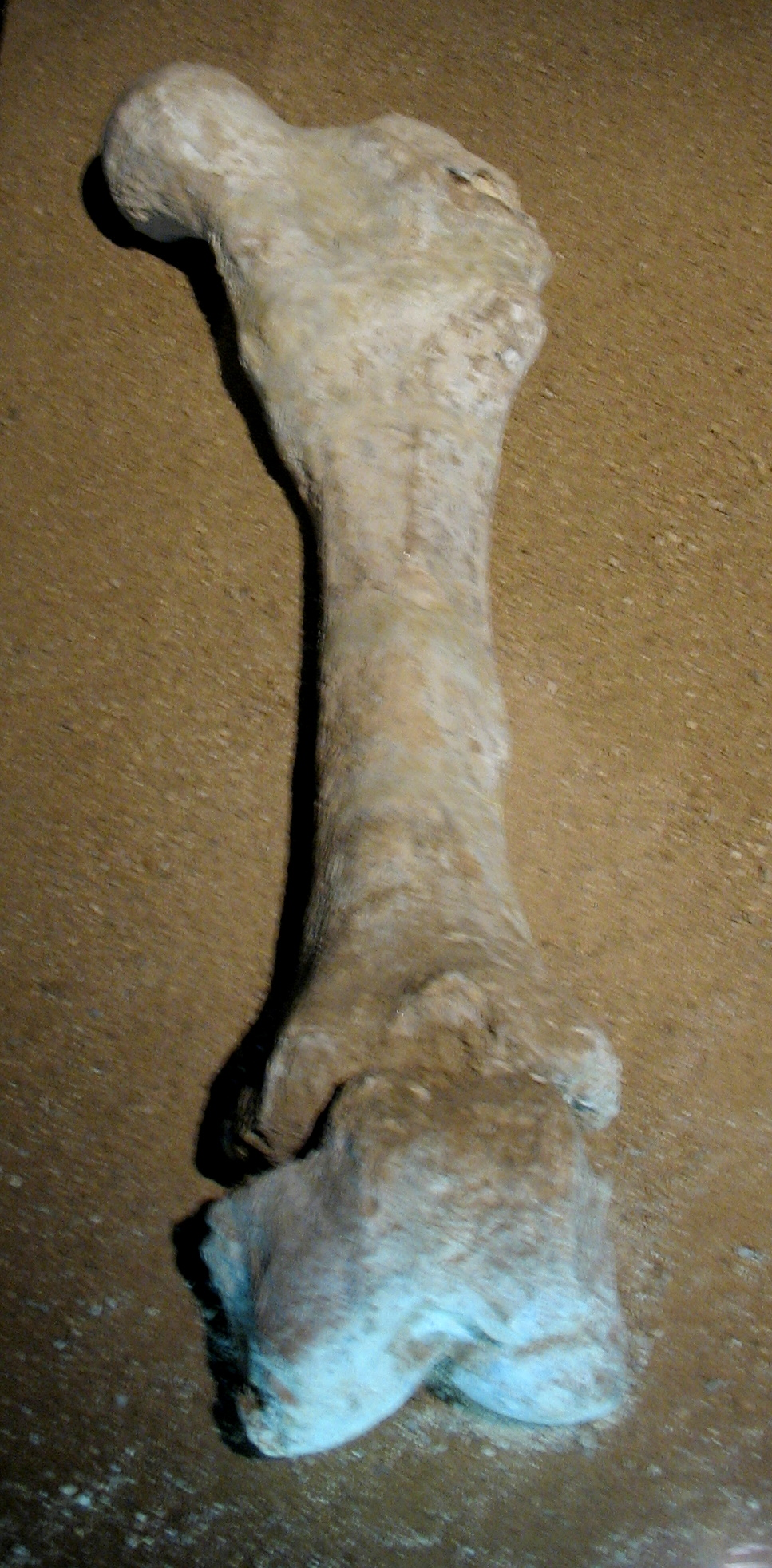
Fémur d'un Tetralophodon longirostris daté du Miocène supérieur.
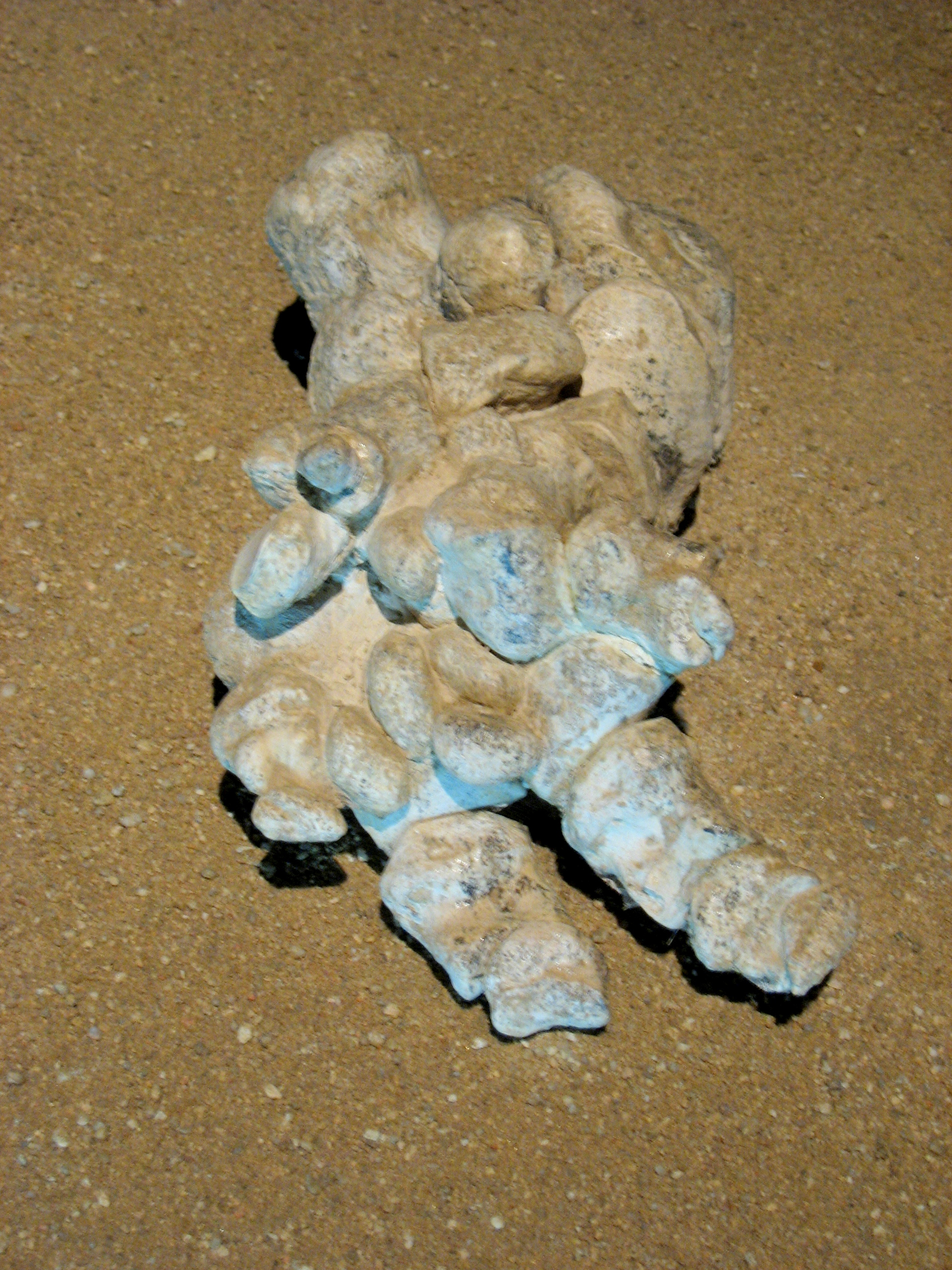
Pied avant du même Tetralophodon longirostris.
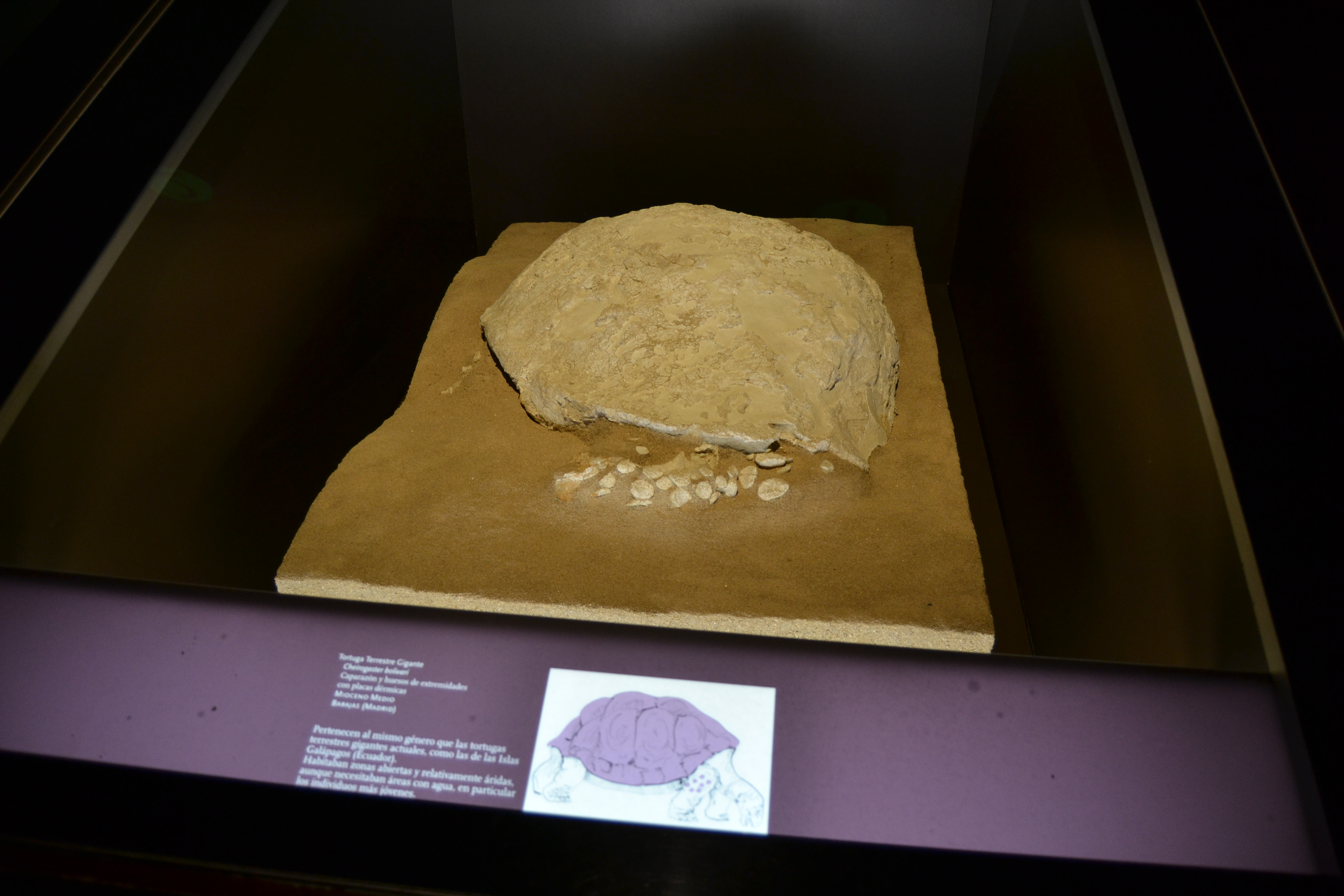
Fossile de tortue découvert Barajas daté du Miocène moyen.
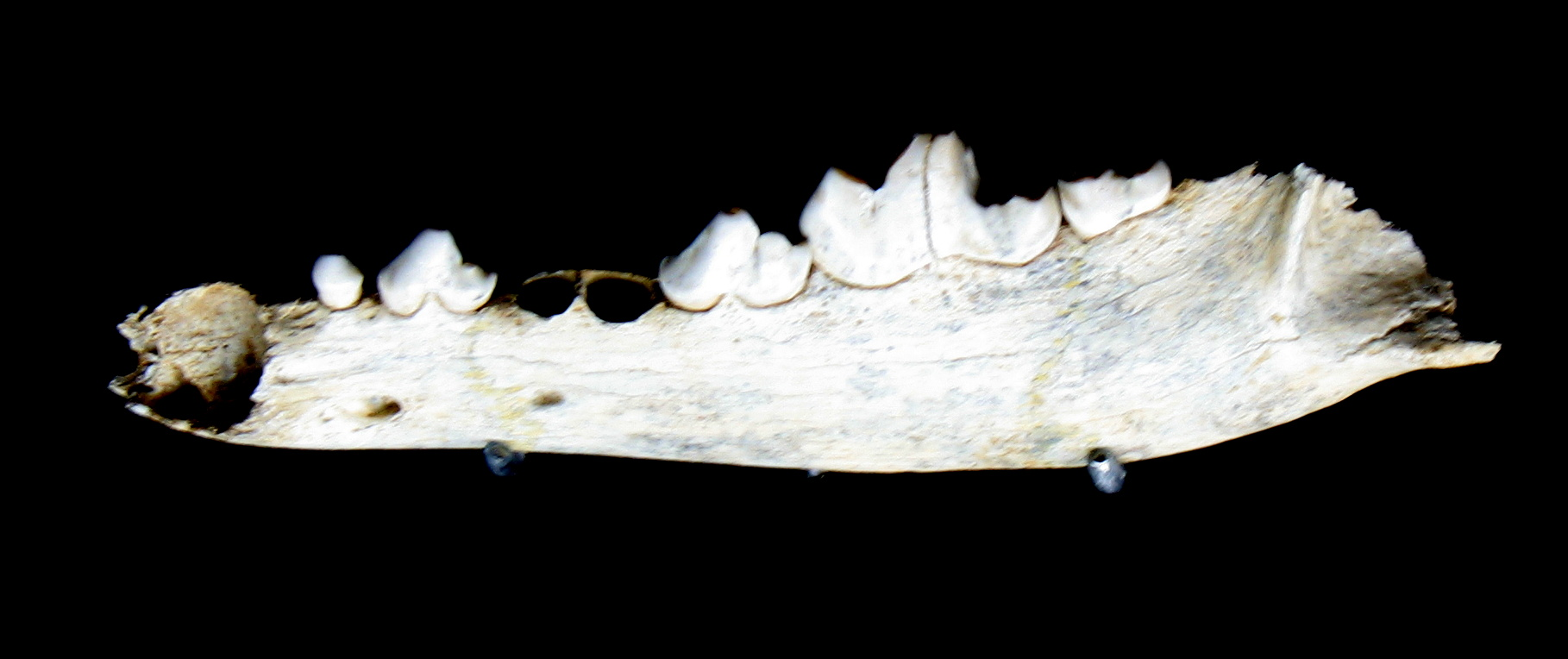
Mandibule de Canis lupus datée du Pléistocène supérieur.
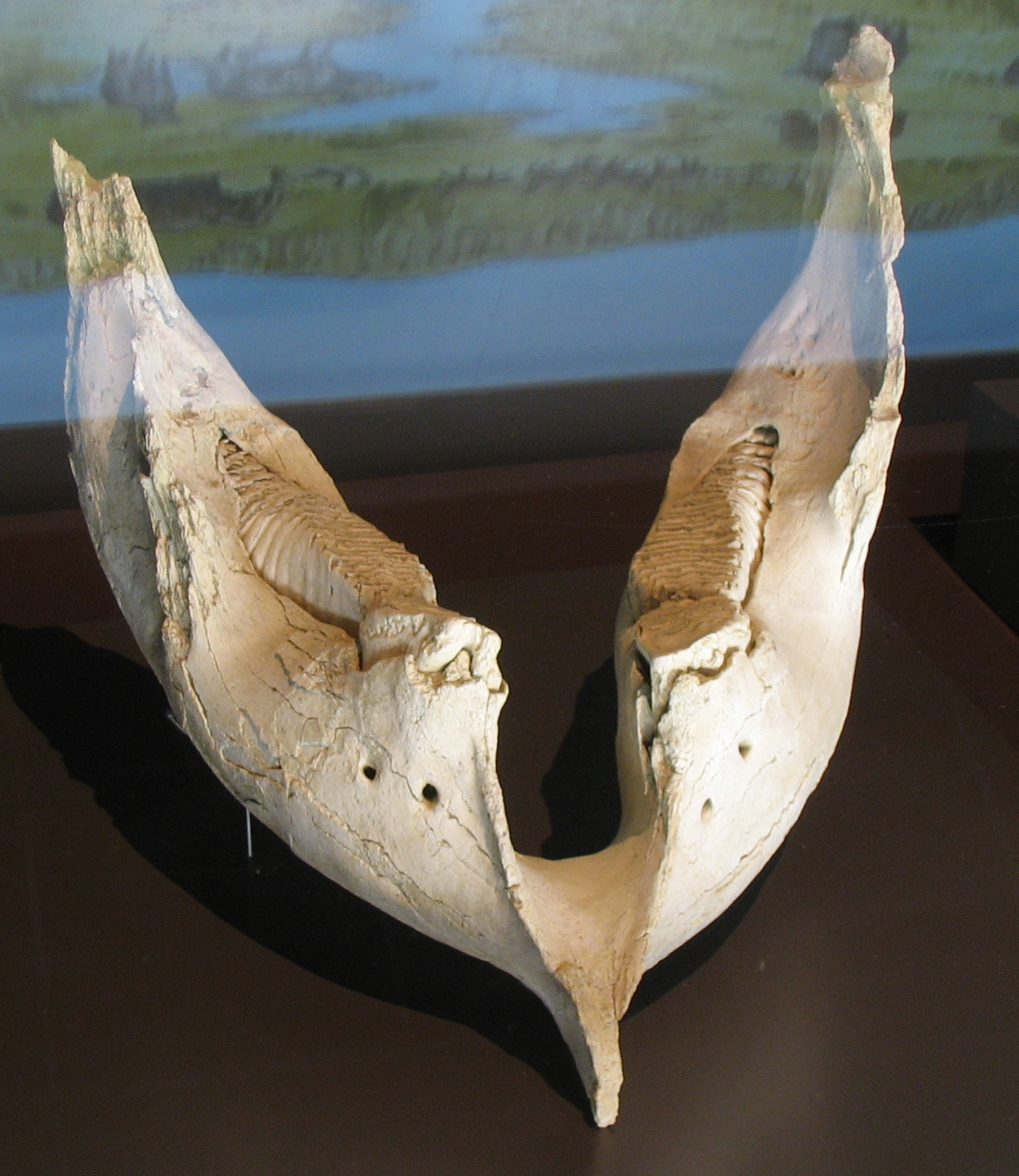
Mandibule de Mammuthus primigenius datée entre 200 000 et 11 000 ans.

La troisième salle Los primeros pobladores (« Les premiers colons ») concerne les caractéristiques physiques et les modes de vie des premiers habitants,. Trois genres d'hominidé y sont représentés avec une scène de chasse datant de 400 000 ans et mettant en action des hommes et des femmes préhistoriques fait partie de l'exposition. Les espaces végétales de la salle sont illustrées grâce aux découvertes effectuées par l'ingénieur des mines Casiano de Prado en 1862 sur le site de Cerro de San Isidro. Au XXe siècle, les fouilles faites sur les rives de Jarama et de la Manzanares permettent d'étayer les connaissances sur la flore du Pléistocène par l'intermédiaire du pollen fossilisé. À la fin du XXe siècle, deux molaires de l'Homo neanderthalensis datées de 200000 à 100000 provenant du site de Calvero de la Higuera à Pinilla del Valle y sont exposées. L'industrie lithique, qui consiste à fragmenter volontairement une pierre, y est également représentée,. Les principaux éléments viennent du site d'Aridos à Arganda del Rey, site daté d'environ 400 000 ans.

Salle 3
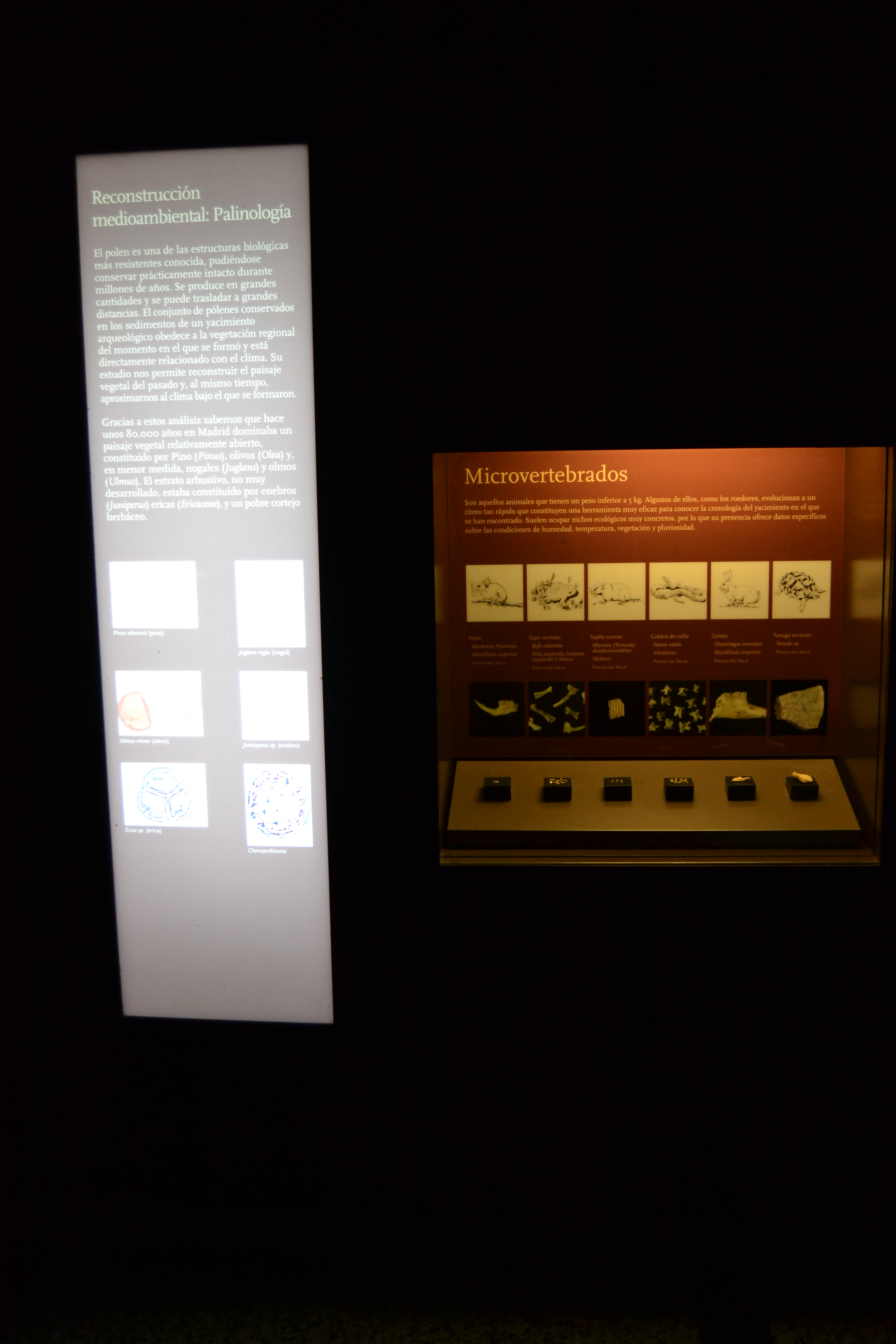
Microvertébrés découverts sur le site d'Aridos.
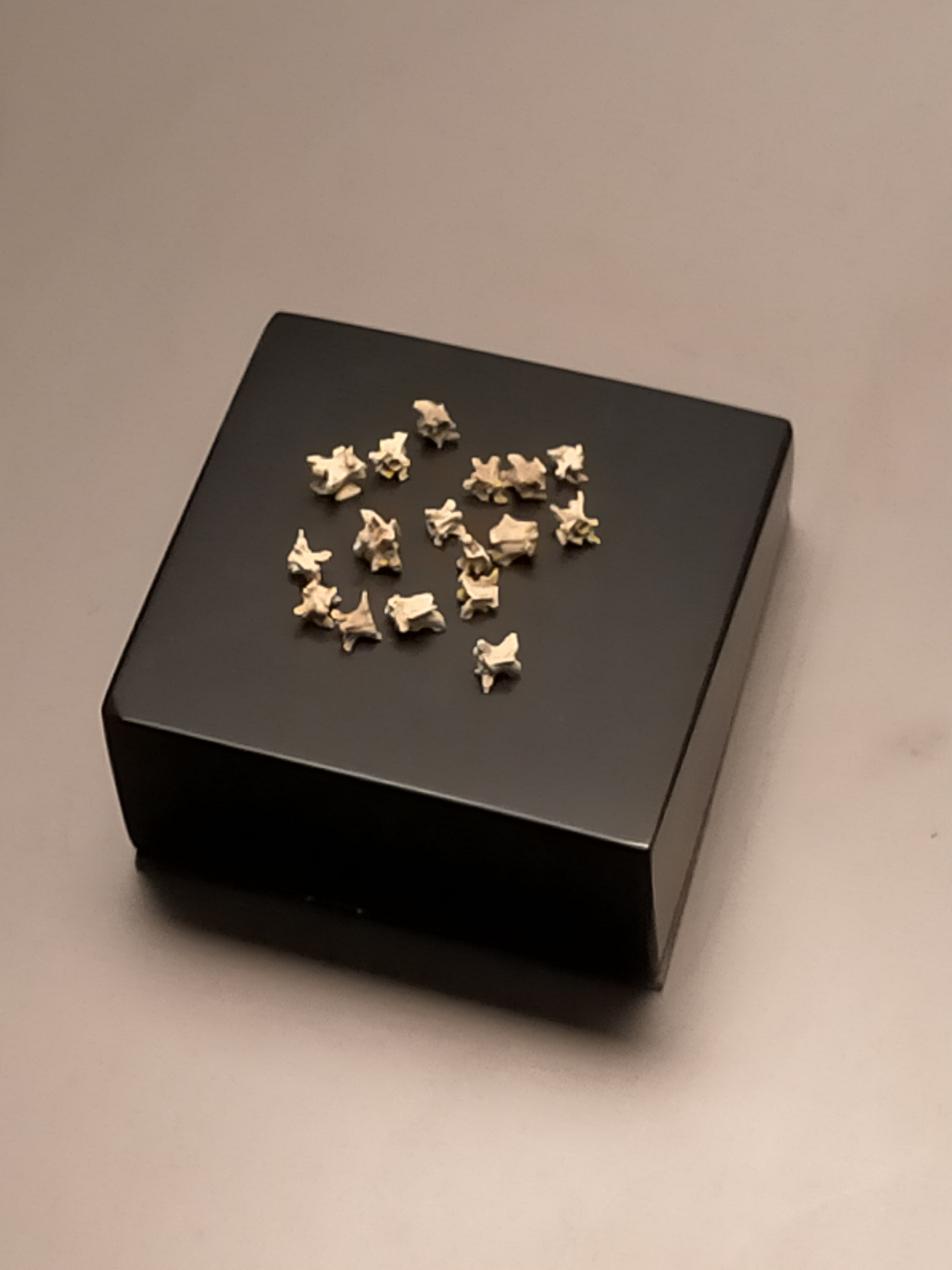
Fossiles de Natrix natrix découverts à Calvero de la Higuera.
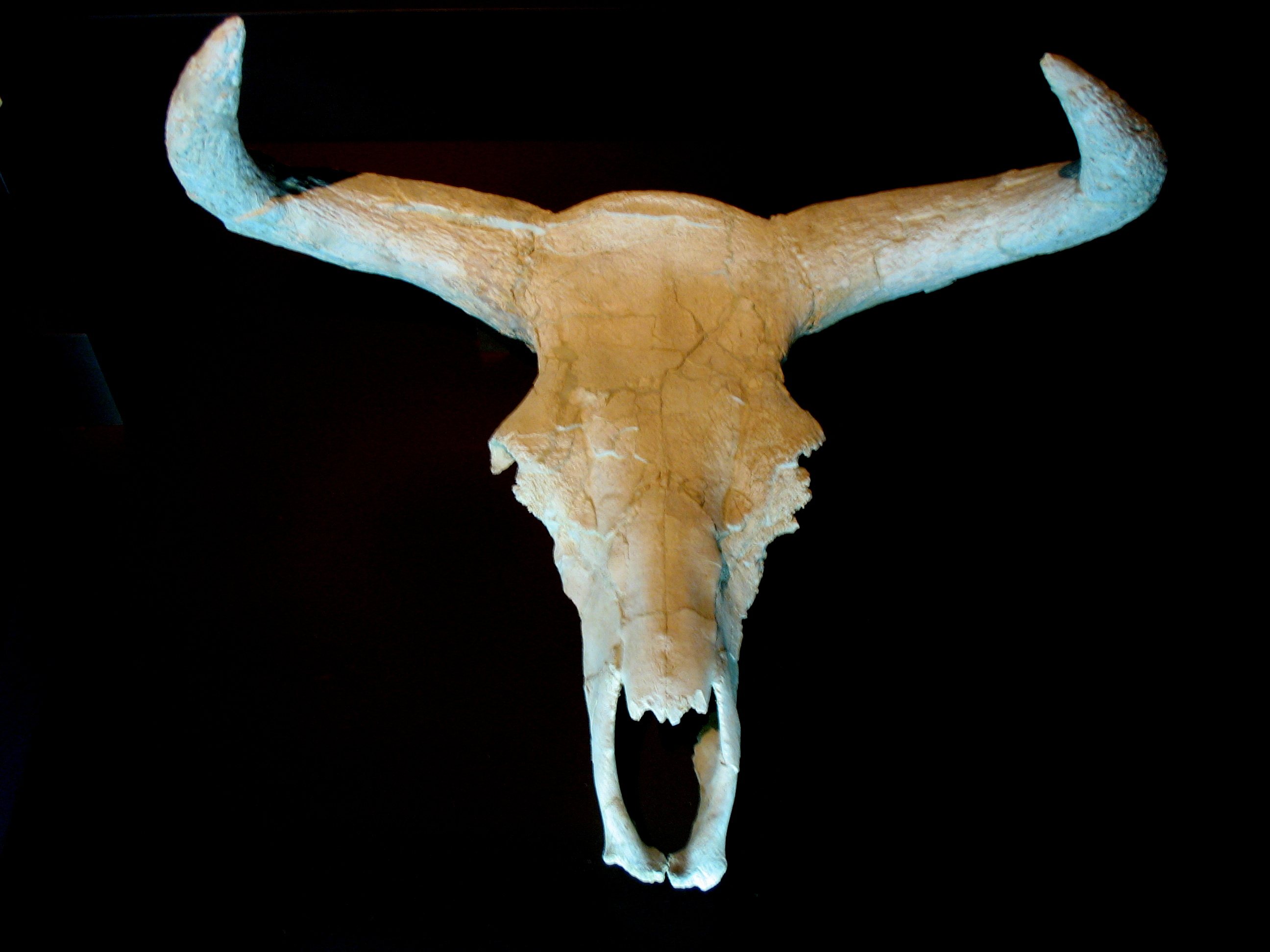
Crâne de Bos primigenius daté du Pléistocène supérieur.
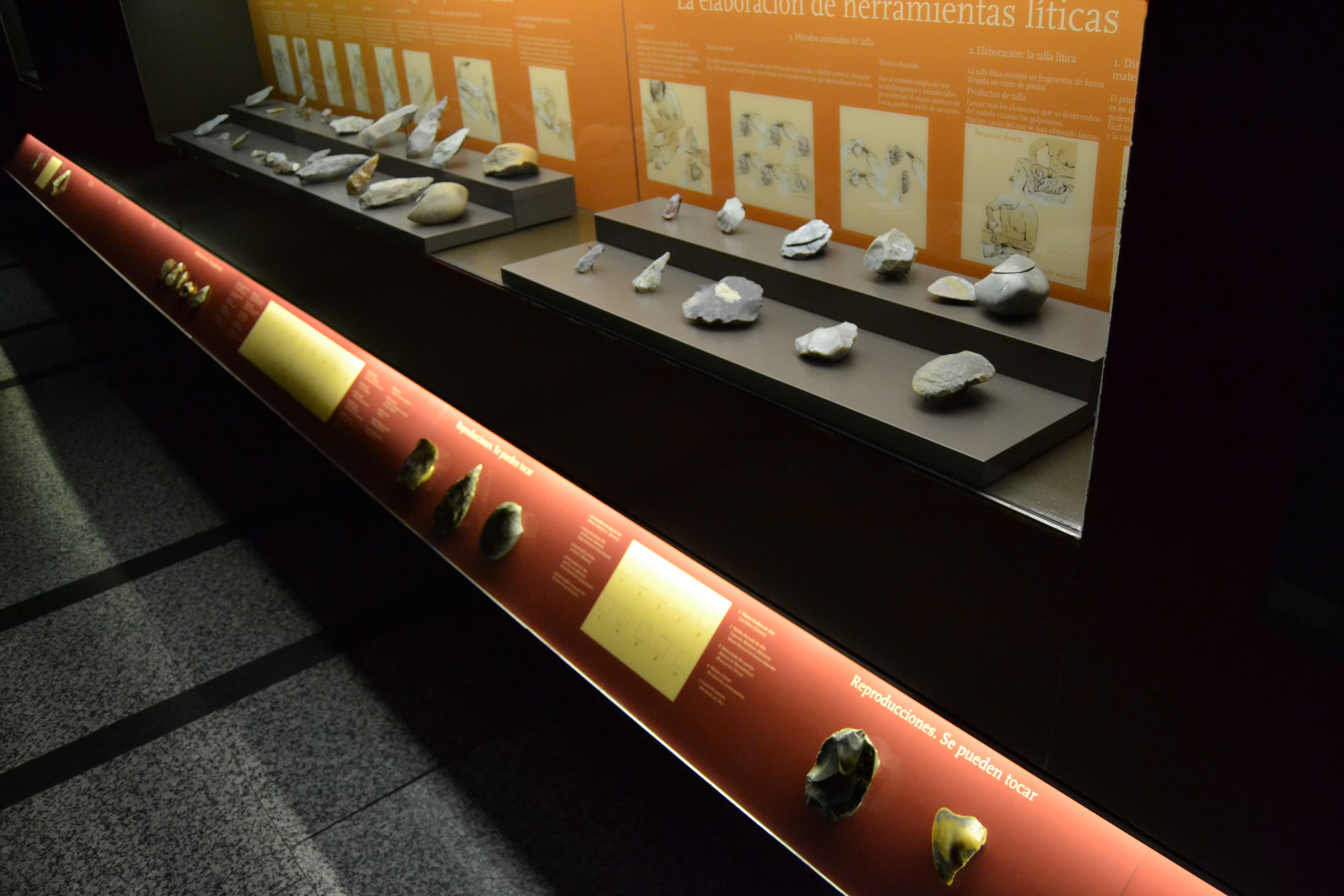
Outils issus de l'industrie lithique.
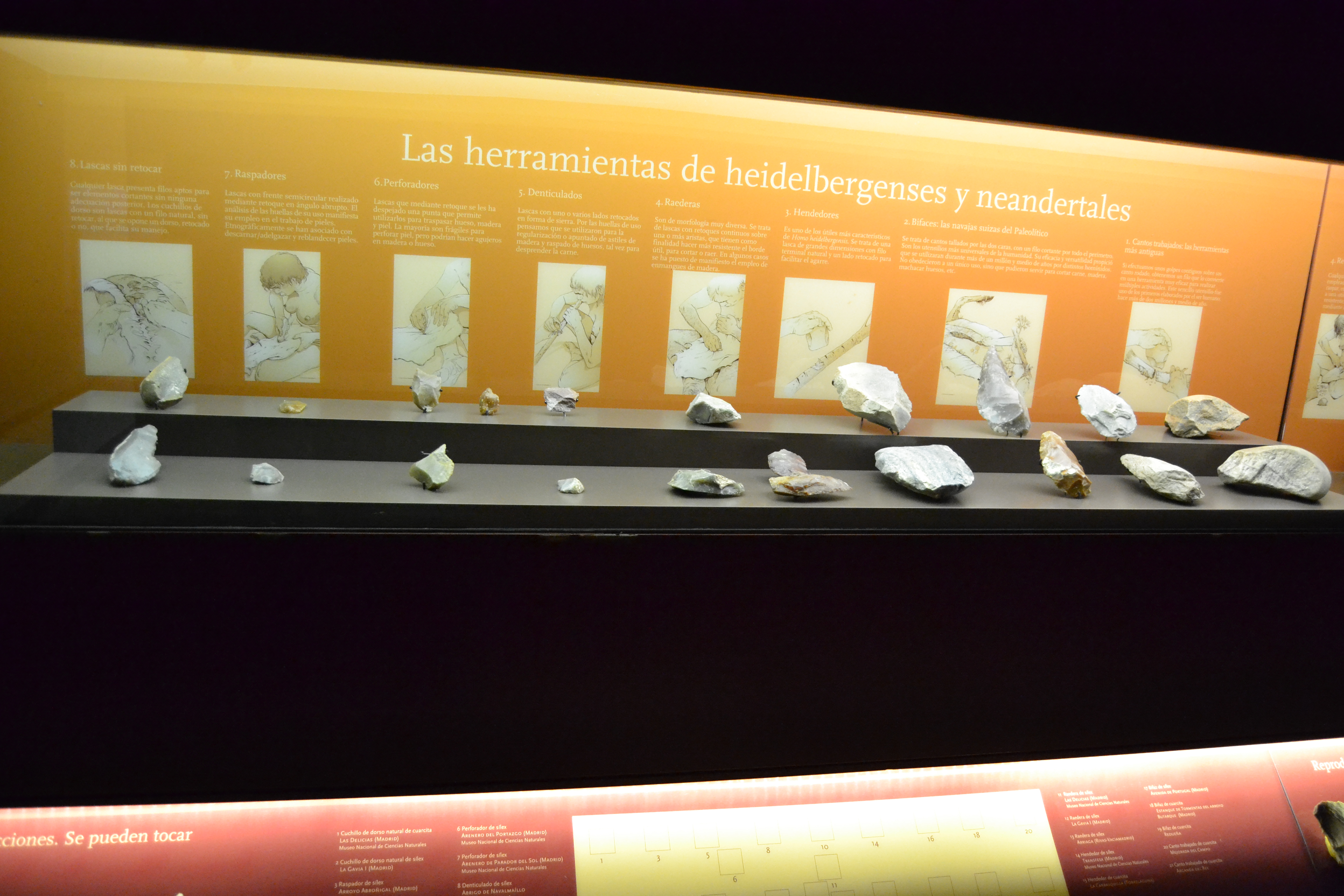
Outils de l'Homo heidelbergensis et de l'Homo neanderthalensis.
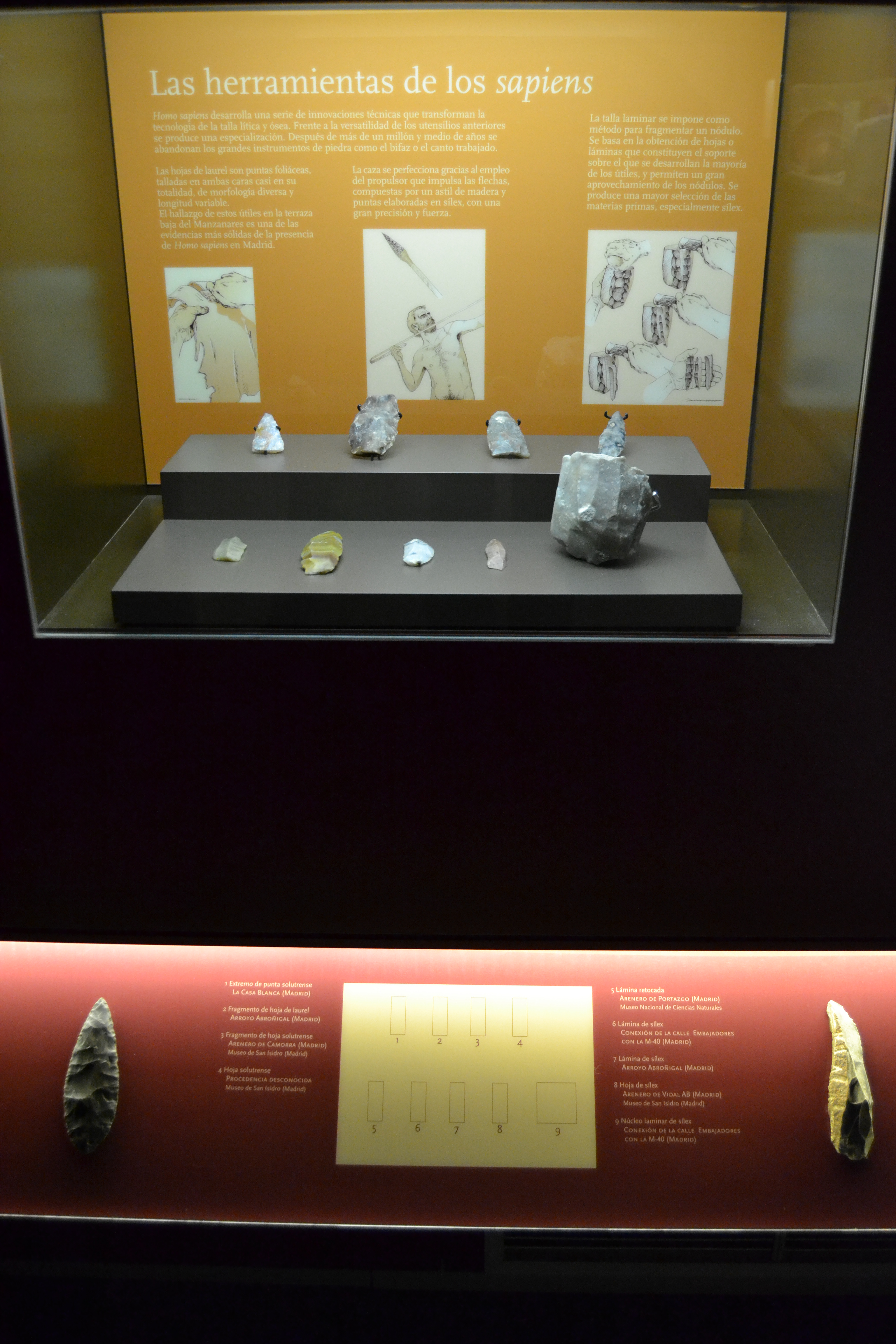
Outils de l'Homo Sapiens.

La quatrième salle Las primeras sociedades productoras (« Les premières sociétés de production ») mentionne les premiers producteurs sédentaires,. Elle montre la période de transition, il y a 9 000 ans, entre le début de la domestication (porcs, moutons) et la continuité dans le ramassage des céréales sauvages comme l'orge. Un crâne de cochon, symbole de la domestication des animaux, y est exposé. Pour les humains, un accent particulier est mis sur les croyances religieuses et les rites funéraires. Des vidéos montrent toutes les productions d'objets de la vie quotidienne entre juin et 900 av. J.-C. : fabrication de céramique, métallurgie, travail du bois et du cuir,. L'habitat principal est une cabane circulaire composée de poteaux de bois, de boue et de branches pour le toit. À l'intérieur, on y trouve une cuisine avec une alimentation basée sur les céréales, un atelier pour la fabrication d'outils en pierre ou en silex, ou encore de vannerie pour le cuir et les peaux, ainsi que le tissage.

Salle 4
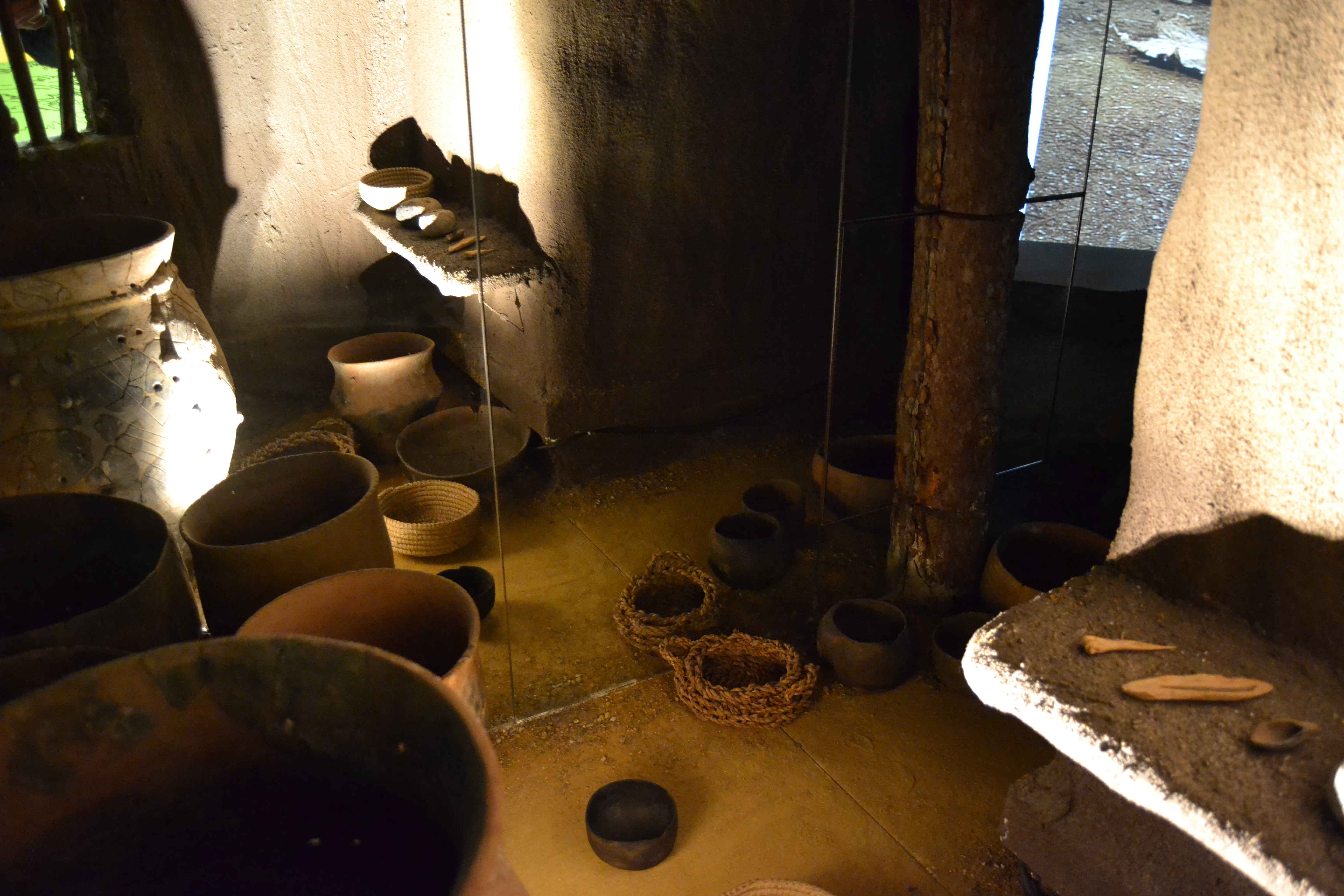
Intérieur d'une cabane de l'Âge du Bronze.
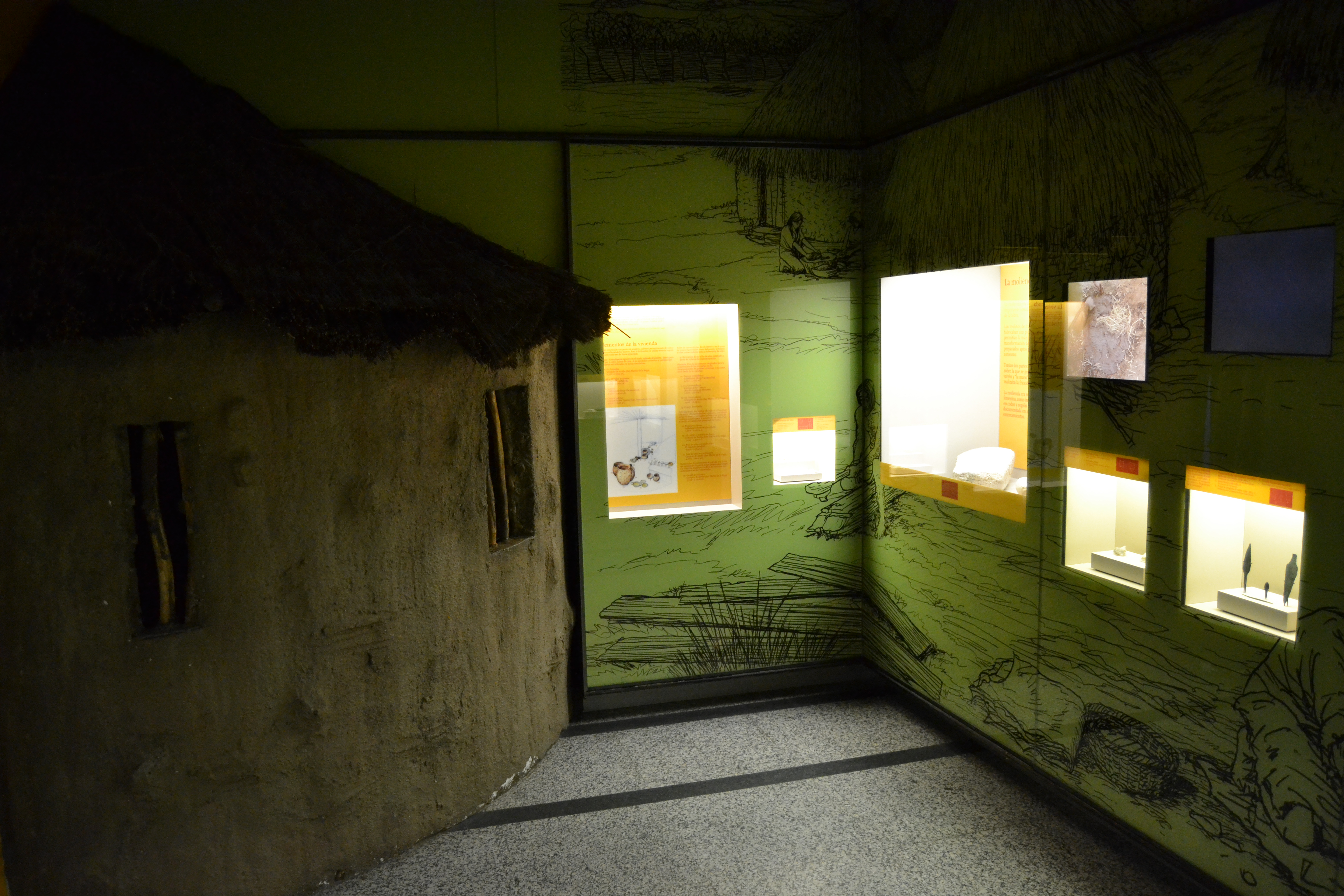
Différents éléments pouvant être présents dans une cabane.
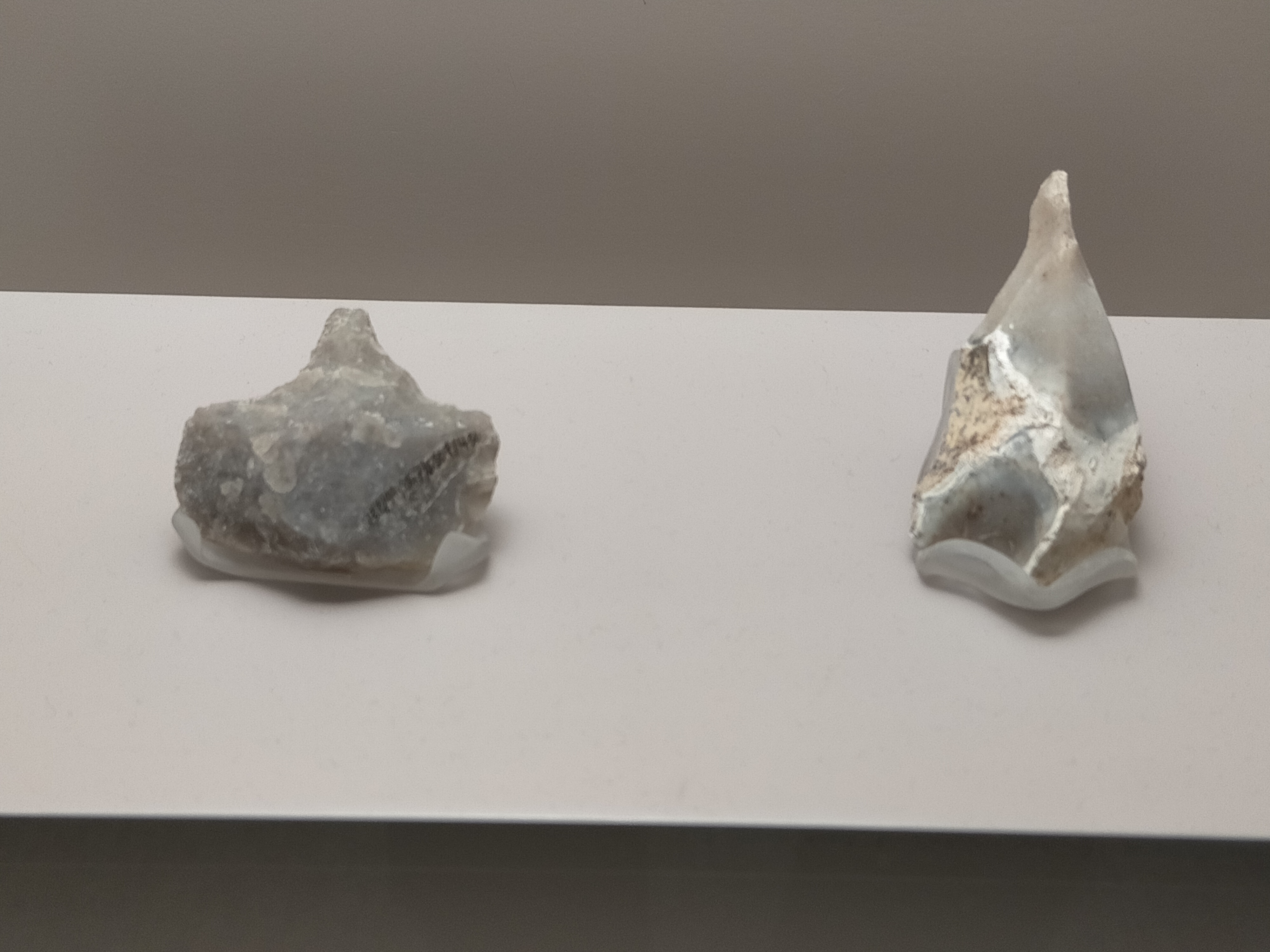
Deux silex entre 3000 av. J.-C. et 2500 av. J.-C. servant pour le travail du bois découverts à Gózquez de Arriba (San Martín de la Vega).
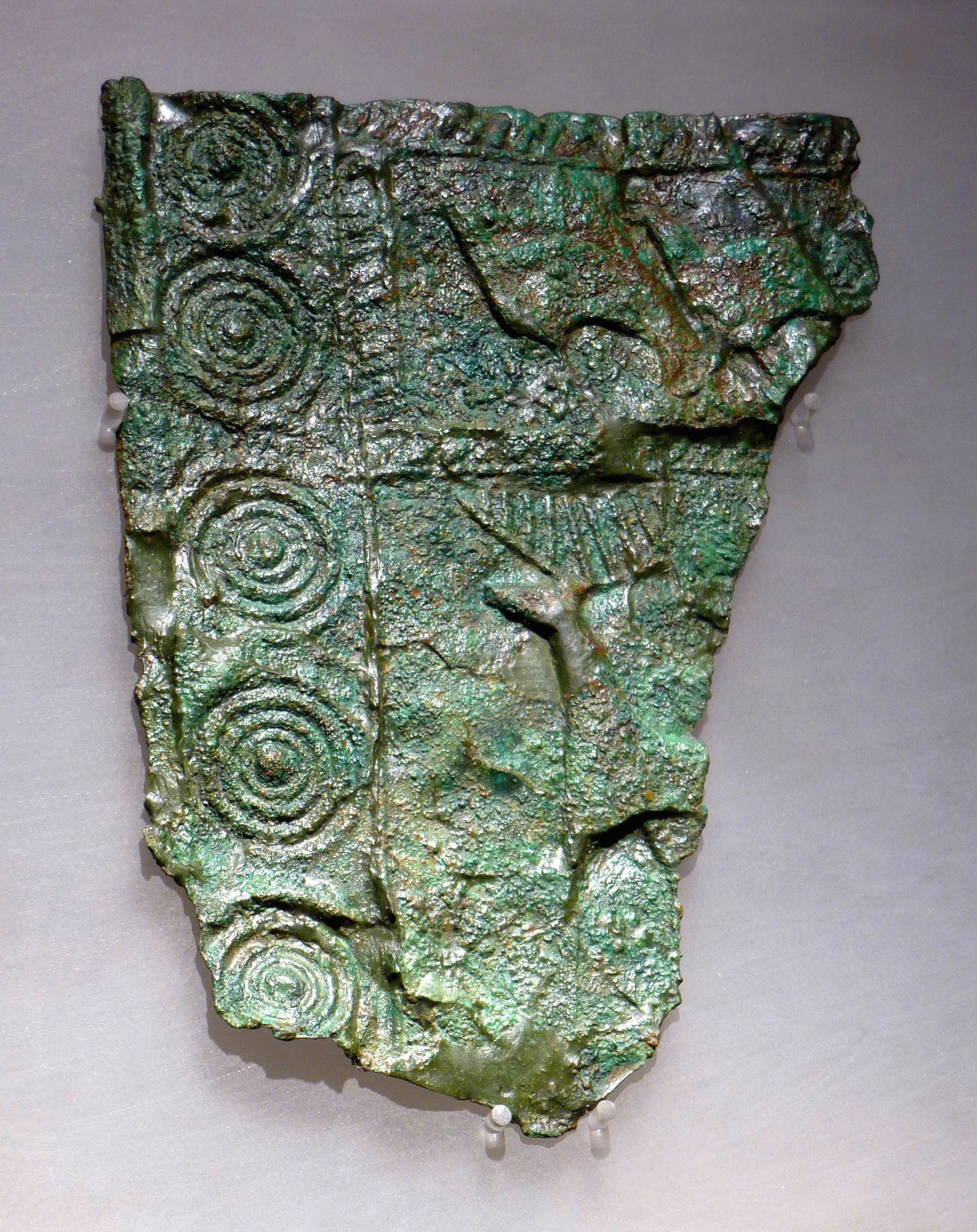
Plaque décorée d'origine carpétane découverte à El Llano de la Horca.
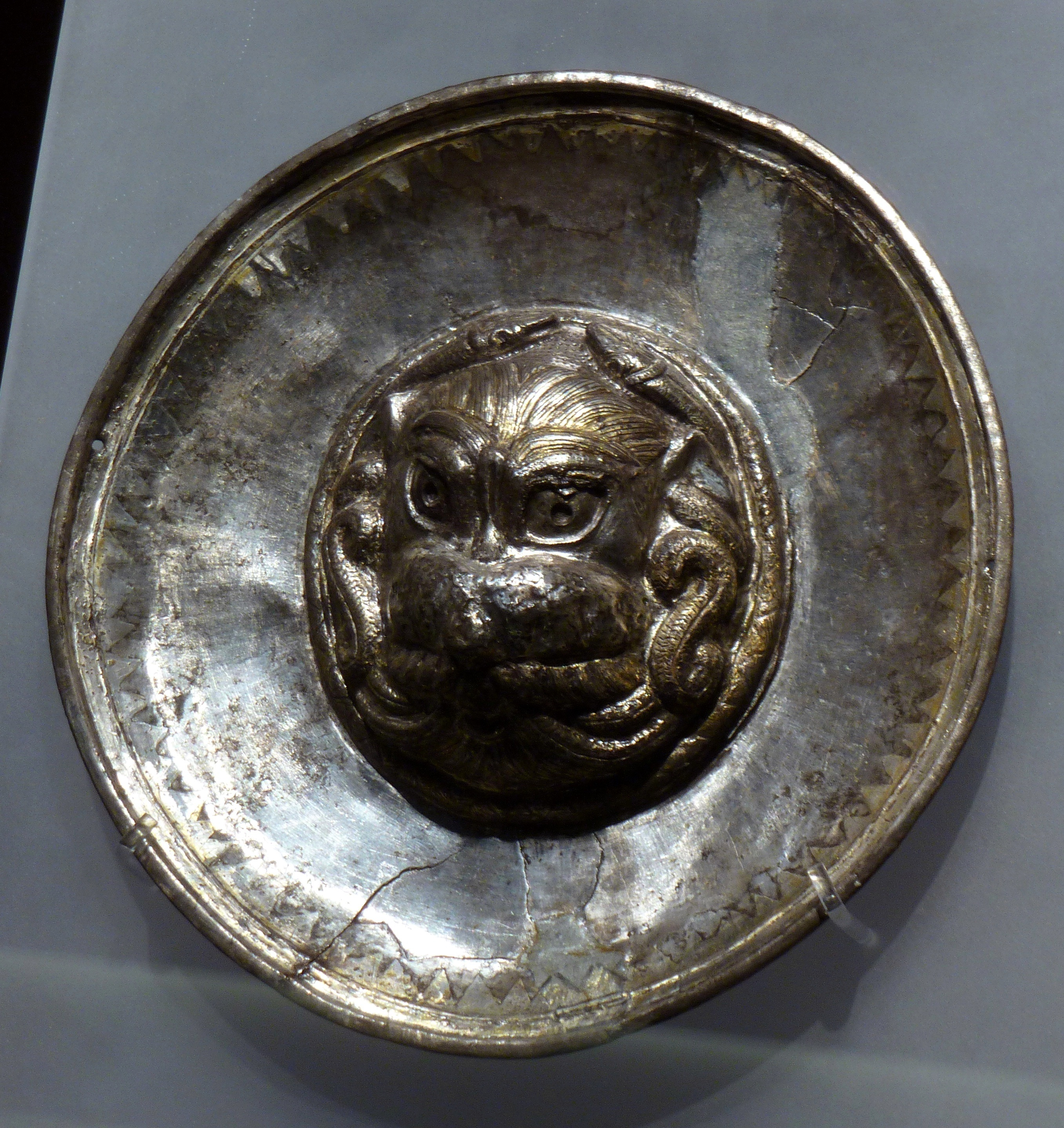
Medusa de Titulcia, patère carpétane.
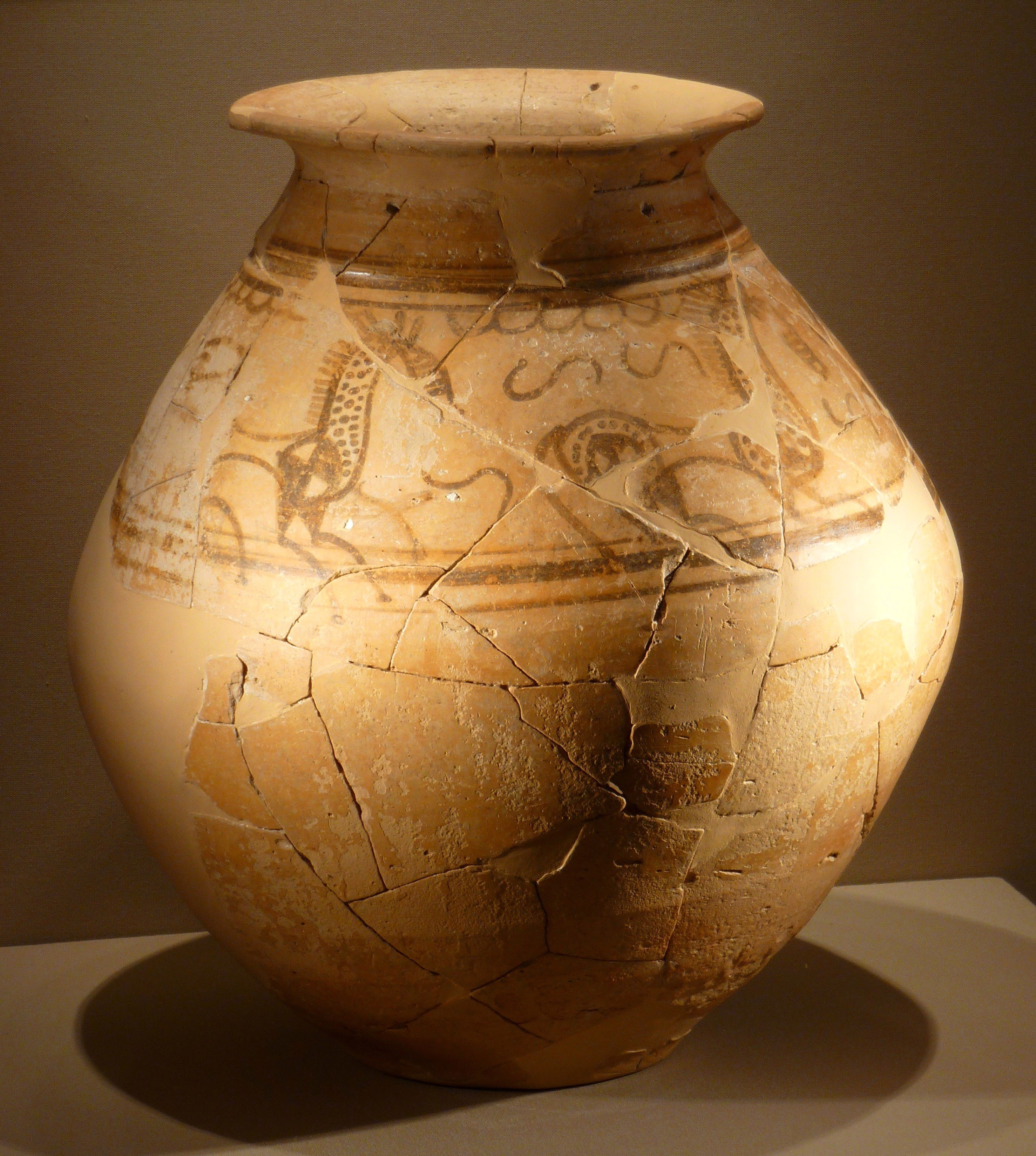
Vase des cavaliers à El Llano de la Horca.

La cinquième salle La realidad hispanoromana (« La réalité hispanoromaine ») est également présente au premier étage. Elle est consacrée aux changements apportés par la romanisation, le développement des villae et des villes romaines. L'arrivée des Romains permet l'installation dans les plaines fluviales et de mettre en place les premières cultures intensives destinées à être vendues dans les villes de l'Hispanie, puis dans tout l'Empire romain. Les objets exposés montrent l'importance de la villa à cette époque sur le territoire antique de la communauté de Madrid comme par exemple l'usage de la charrue. Le blé, l'huile d'olive et le vin étant les spécialités agricoles de cette zone et la céramique pour la production industrielle. Des éléments de table comme de la vaiselle de luxe comprenant de la céramique sigillée sont présents.

Salle 5
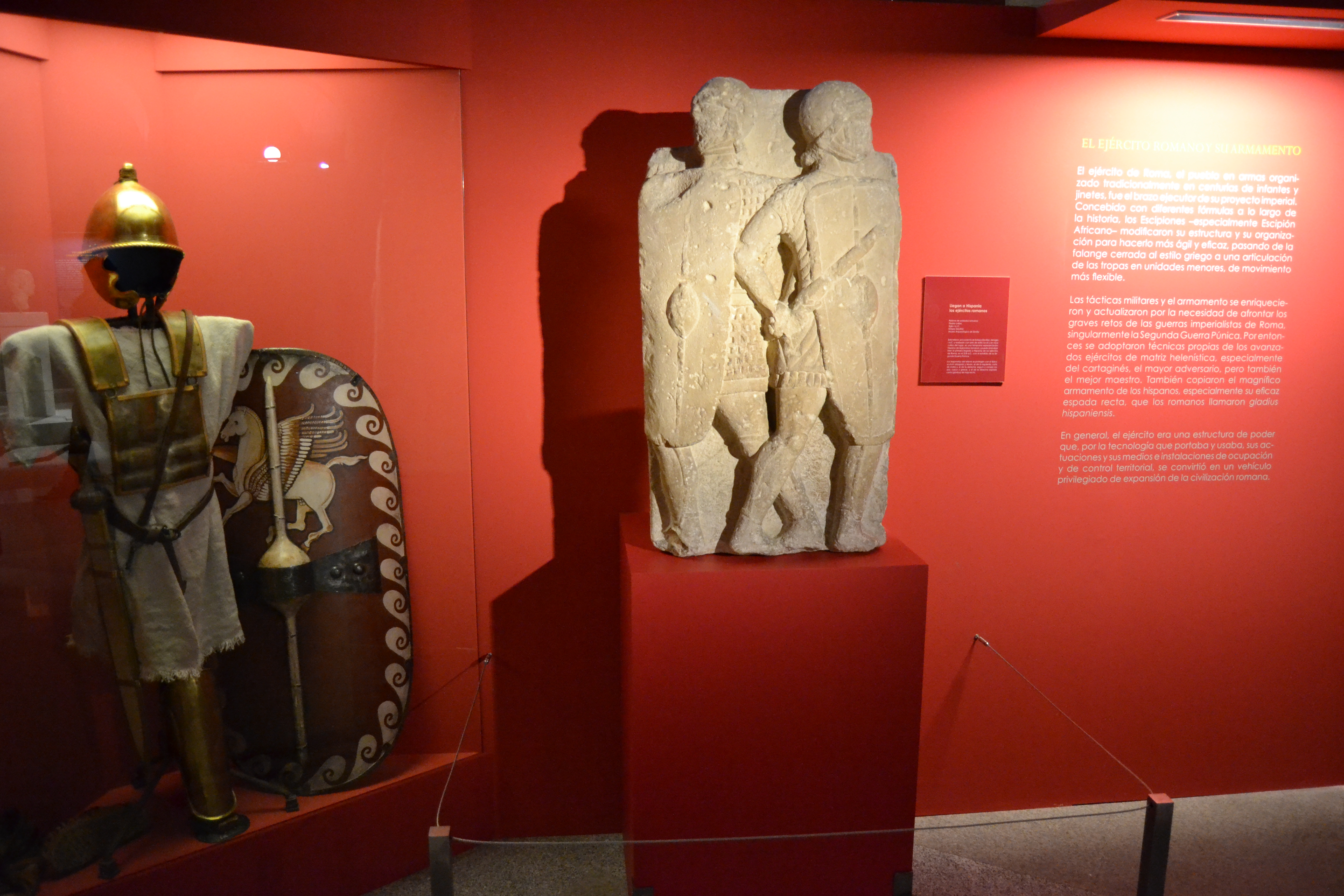
Reconstitution et sculpture de l'équipement d'un soldat romain.
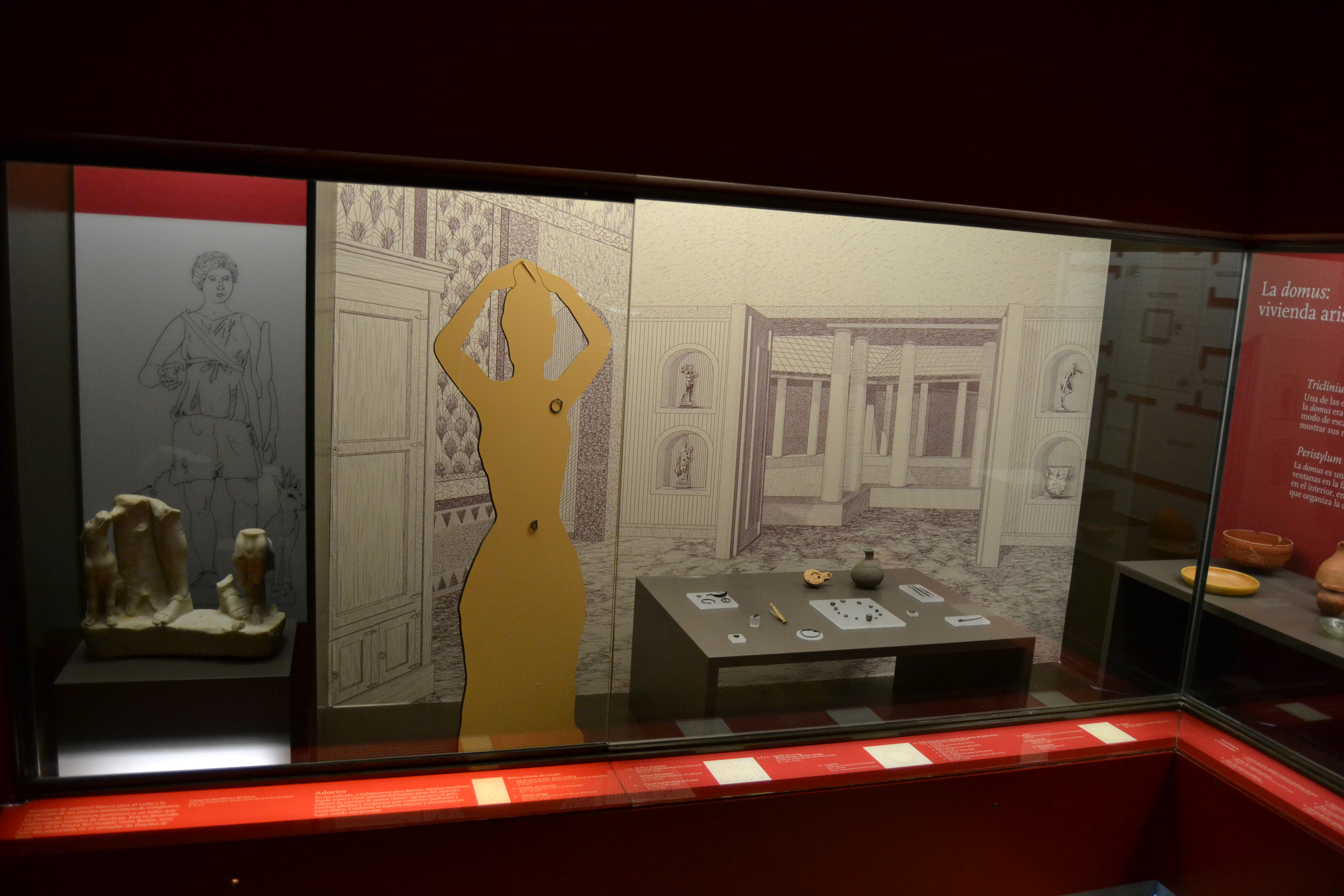
Éléments de la beauté féminine romaine.
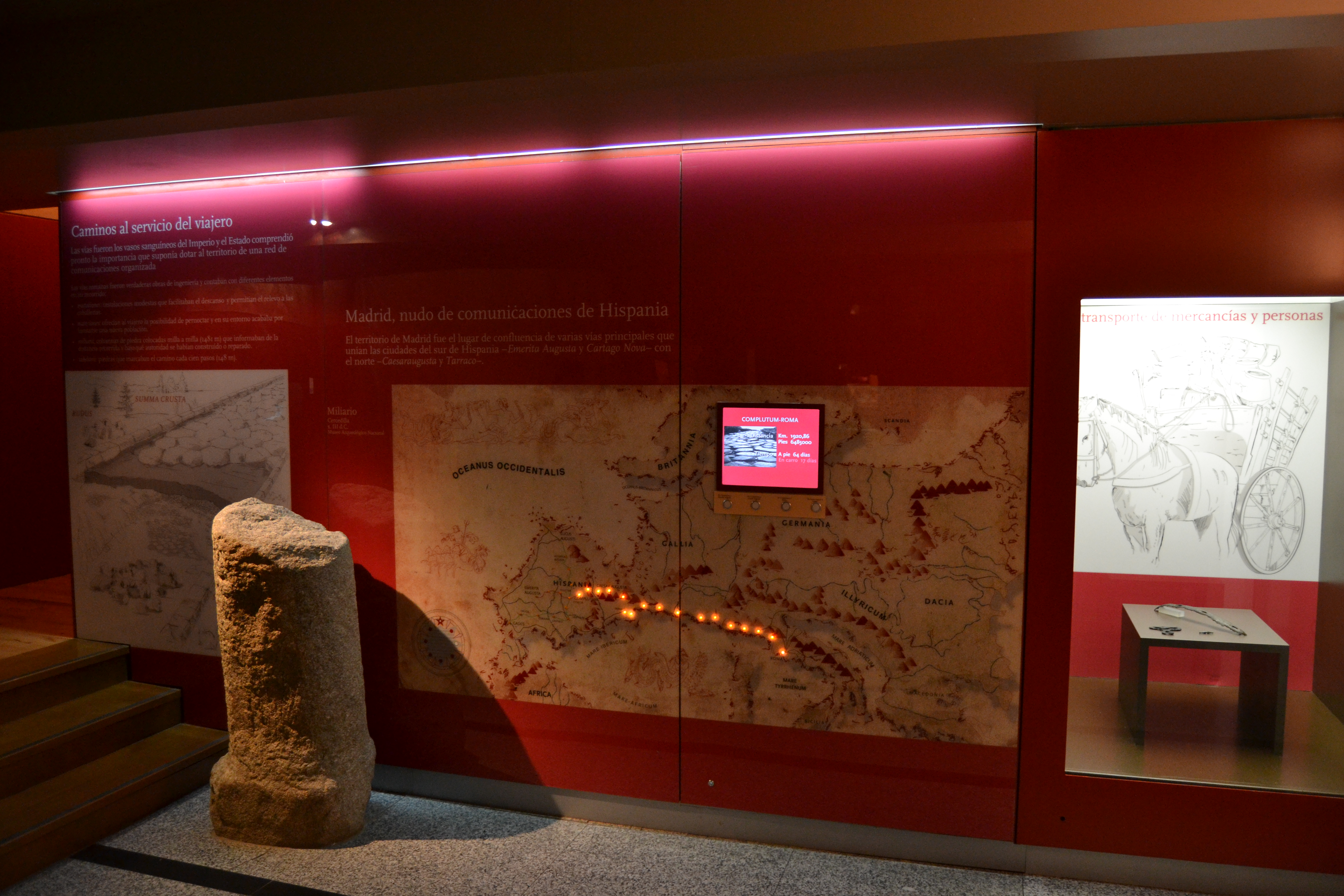
Voie romaine et transport.
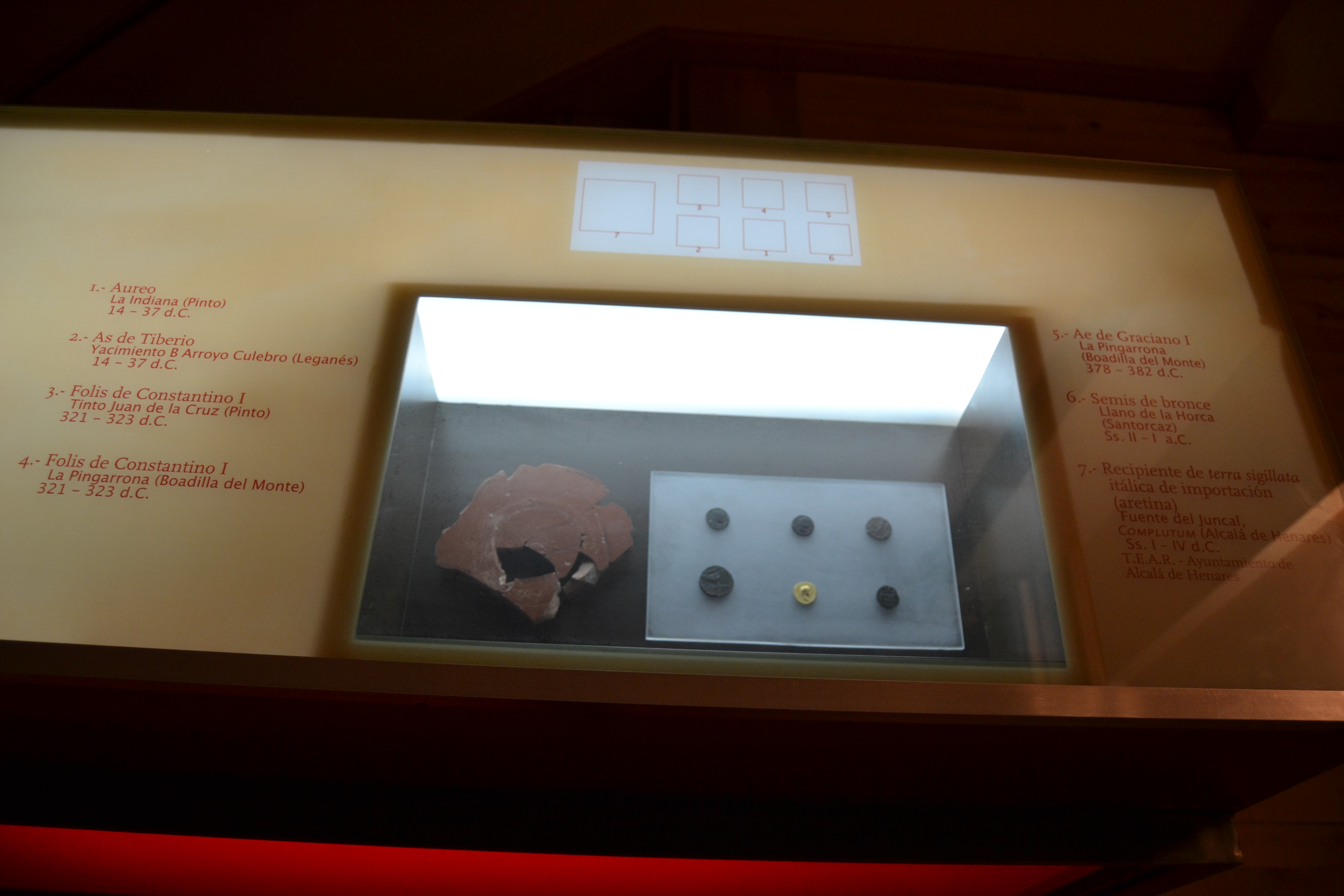
Monnaies romaines.
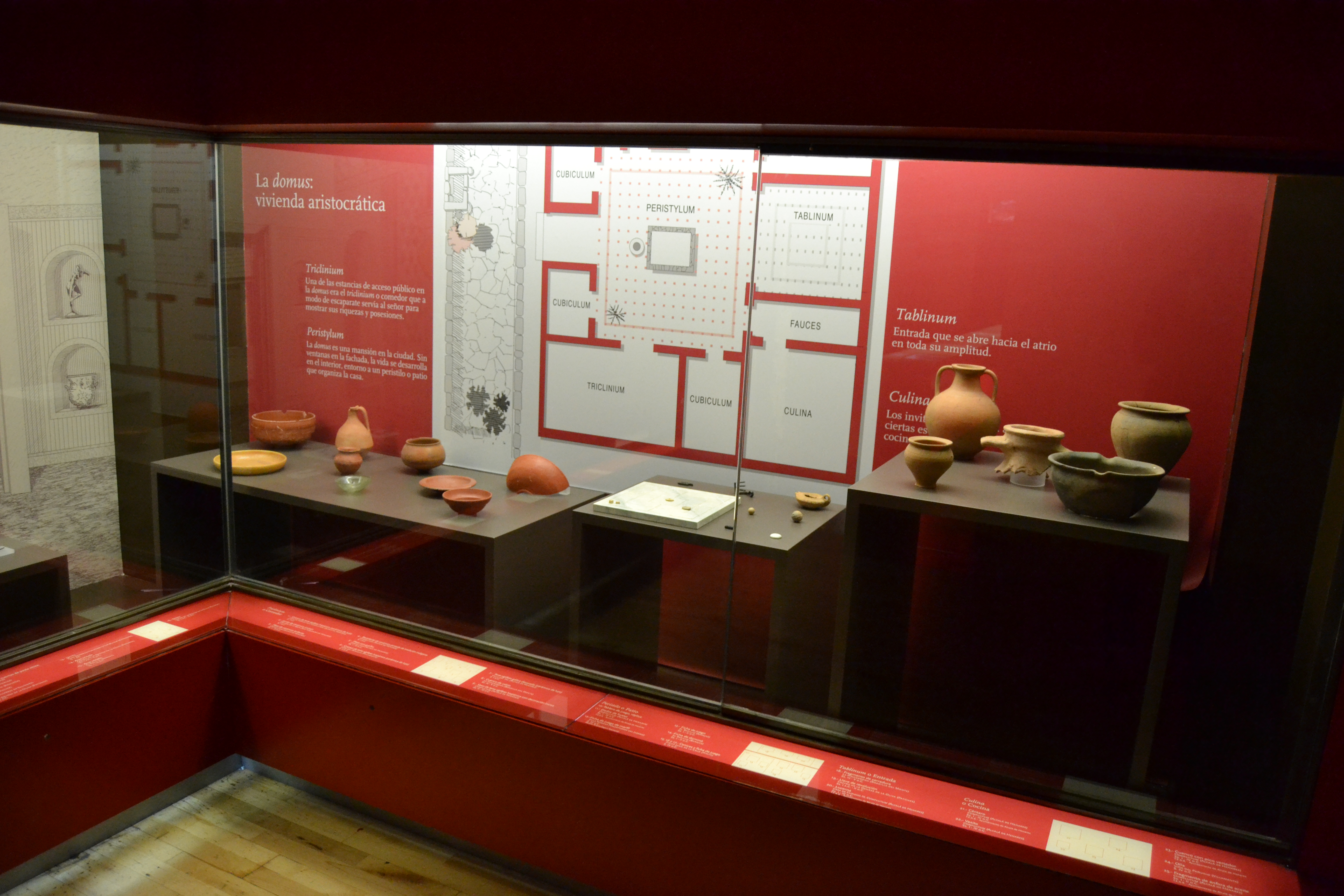
Domus romaine.
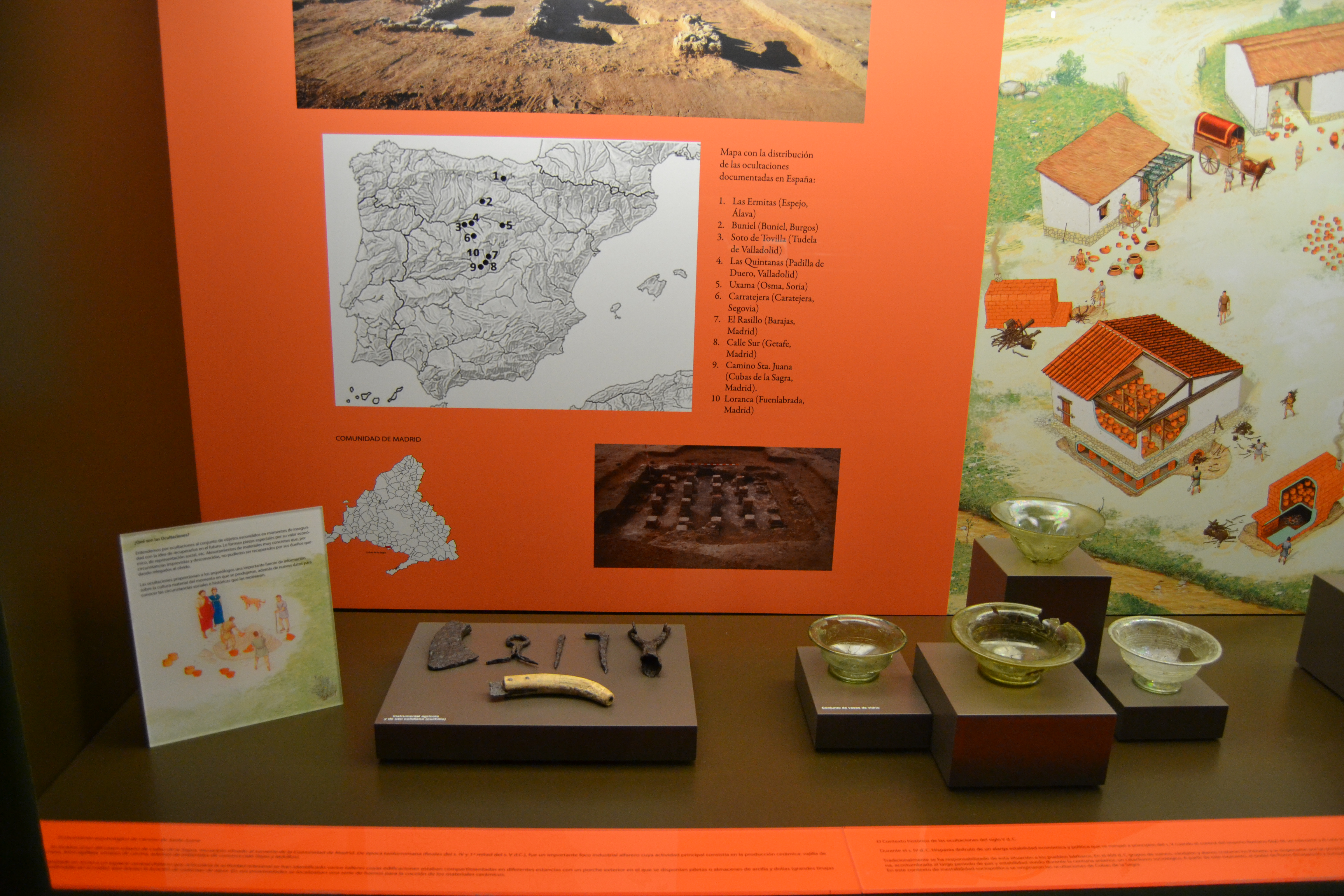
Instruments agricoles et vases en verre.

La neuvième salle Jardín de antigüedades (« Jardin des antiquités ») permet de découvrir la région aux alentours de Madrid.

##### Premier étage
La sixième salle Madrid medieval (« Madrid médiévale ») montre l'évolution du secteur de la communauté de Madrid après la chute de l'Empire romain en 476. Le secteur passe ensuite des mains romaines à celles des Wisigoths au milieu du VIe siècle, puis des Arabes au début du VIIIe siècle pour quatre siècles. À cette époque, les villes déclinent et les centres ruraux se tournent vers l'autosuffisance ; la féodalisation se met peu à peu en place. La période wisigothe est principalement connue par son orfèvrerie et par le remplacement de l'écriture par des images et la tradition orale, l'usage des pièces de monnaie se réduit également. La civilisation hispano-wisigothique pratique l'inhumation avec de grandes dalles plates et les nécropoles de cette époque nous apportent des informations. À l'époque d'Al-Andalus, le secteur est dans la zone frontalière entre les royaumes chrétiens et musulmans. Une certaine activité intellectuelle existe dans la ville où Maslama al-Mayriti y vit ses premières années au Xe siècle. Au niveau agricole, la plaine du Tage devient un centre de production du safran (une épice venue de l'Orient) et l'agriculture en général se développe avec l'introduction de l'irrigation. Après la victoire de Tolède en 1085 et la conquête castillane qui s'ensuit, le territoire de la communauté est intégré au Royaume de Castille. Deux villes vont profiter du dynamisme économique aux XIVe – XVe siècles : Madrid et Alcalá de Henares. Le repeuplement d'Alcalá de Henares va être géré dès 1135 par l'archevêque Raimundo, puis à la fin du XIIe siècle une première muraille est construite pour résister à la pression des Almohades et une université est fondée au XVe siècle par le cardinal Cisneros. Le transfert de la cour royale à Madrid en 1561 sous Philippe II et la transformation des municipalités se situent à la fin de la thématique de cette salle,.

Salle 6
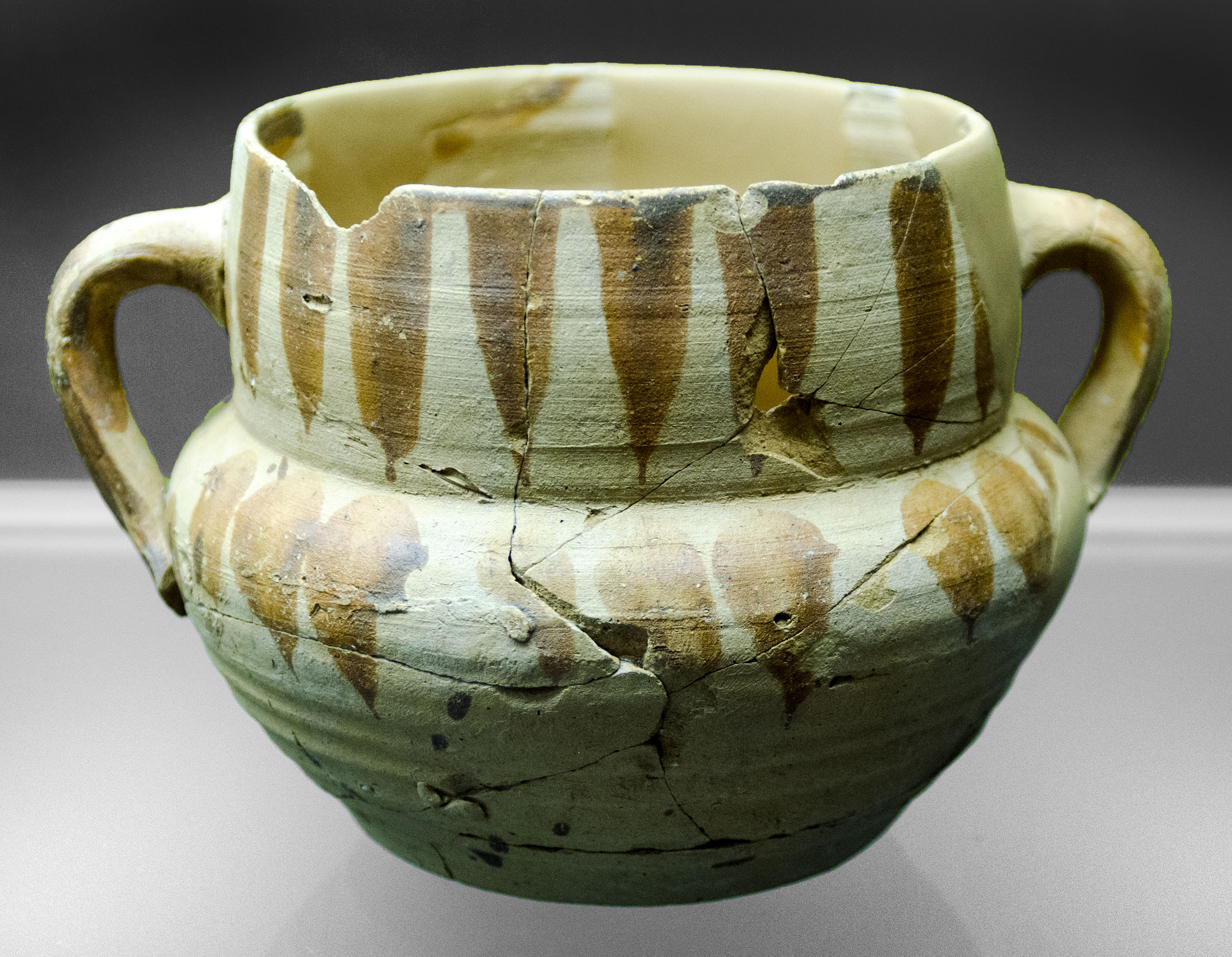
Pot du XIe siècle de la calle Cava Baja de Madrid.

La huitième salle Conocer no inventar (« Savoir ne pas inventer ») permet de jouer au métier d'archéologue, tout en découvrant le passé.

## Projets et sites liés au musée
Le musée participe à la création d'un parc archéologique sur le site celtibère Llano de la Horca à Santorcaz appartenant aux Carpétans. Les chercheurs qui y participent sont Enrique Baquedano, Miguel Contreras, Gabriela Märtens et Gonzalo Ruiz Zapatero.
La création d'un centre de documentation de l'archéologie de Madrid est également en projet, où les rapports et les mémoires d'intervention archéologique seraient consulté depuis des accès numériques disponibles à la bibliothèque « Emeterio Cuadrado » située au premier étage du musée.

### Préhistoire
En 1979, un paleontologue de l'université Complutense de Madrid découvre un fossile sur le site de Calvero de la Higuera. Des travaux pour la construction d'une route permettent de mettre au jour une importante source de fossiles de vertébrés. En 1981, deux molaires appartenant à un Homo neanderthalensis y sont découvertes. Les fouilles du site datant du Paléolithique reprennent en 2002 sous la direction de Enrique Baquedano, José María Bermúdez de Castro et Alfredo Pérez-González afin de tenter de documenter une période peu représentée dans la péninsule Ibérique,.

Fouilles sur le site paléolithique de Calvero de la Higuera
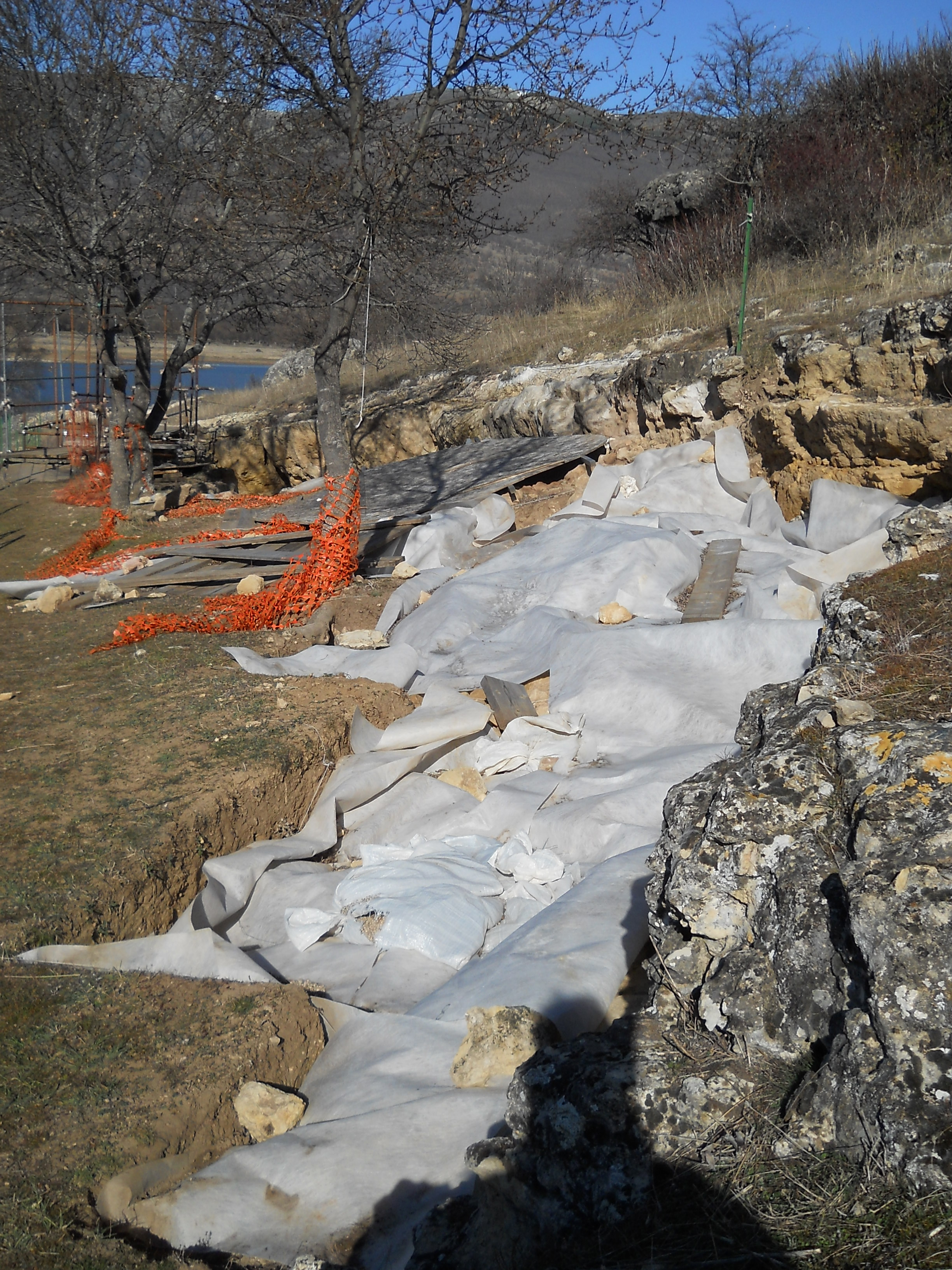
Abrigo Navalmaillo découvert en 2002.
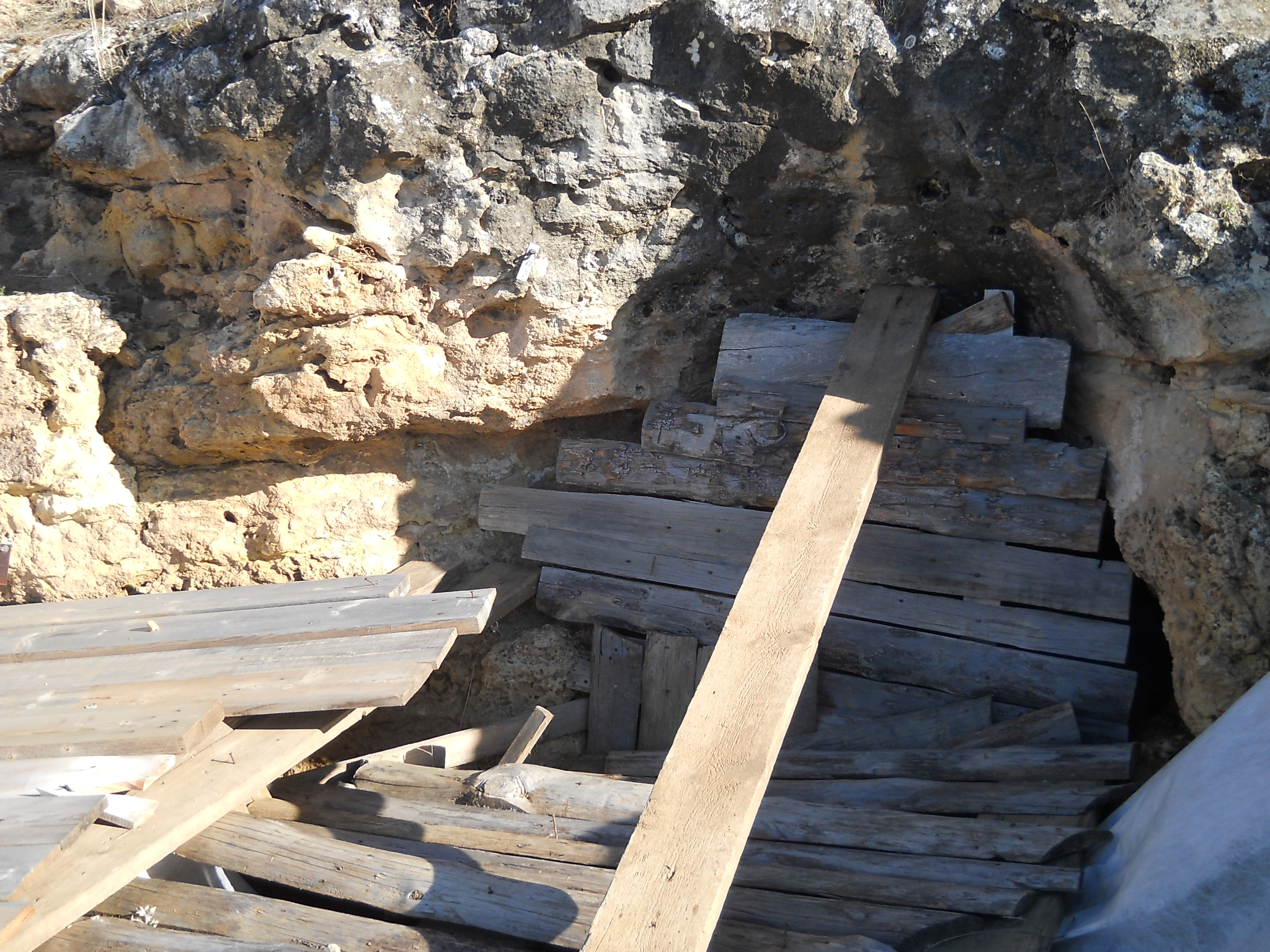
Cueva de la Buena Pinta (« Grotte de la bonne mine ») découverte en 2003.
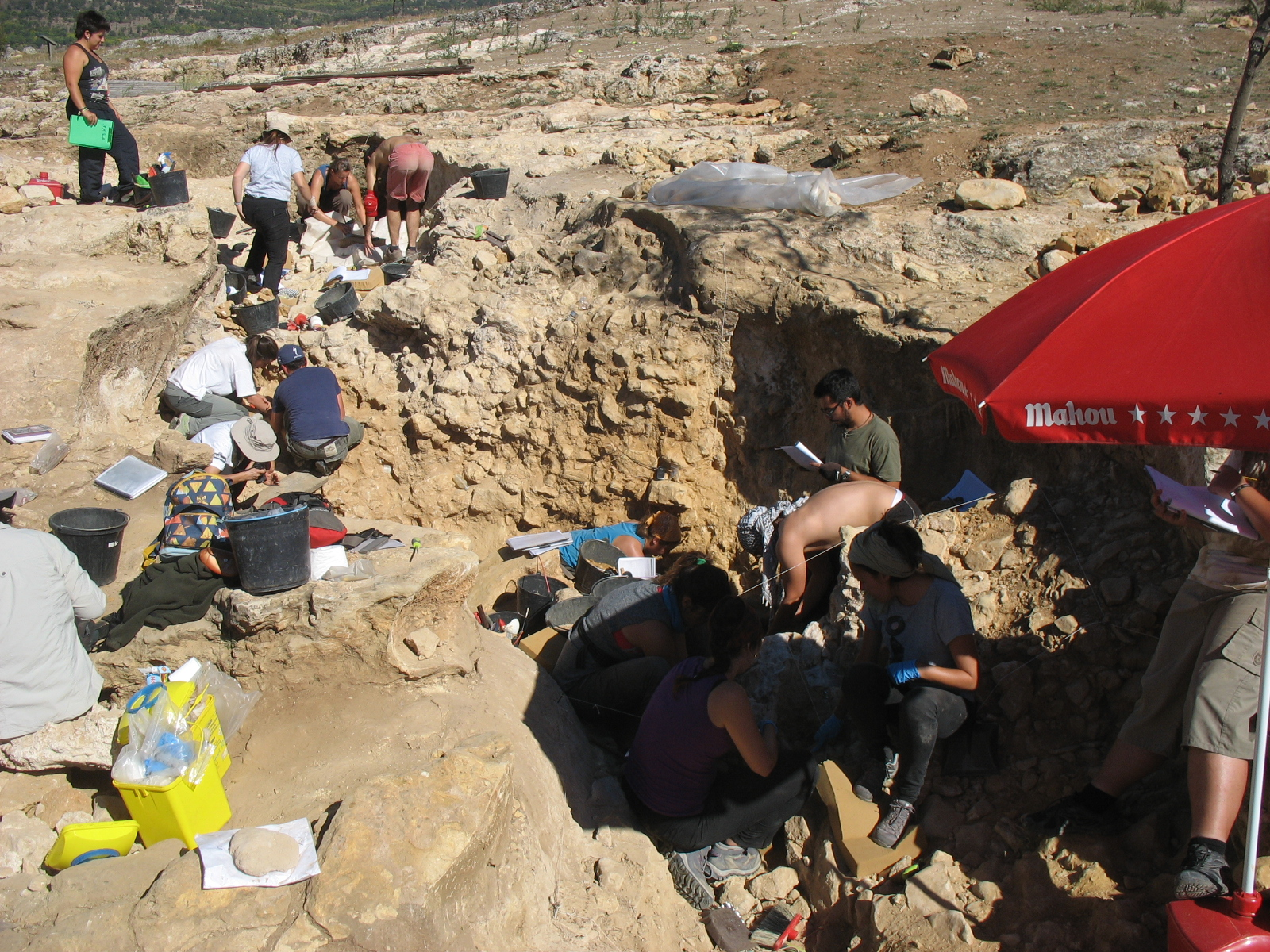
Cueva descubierta (« Grotte découverte ») trouvée en 2009.
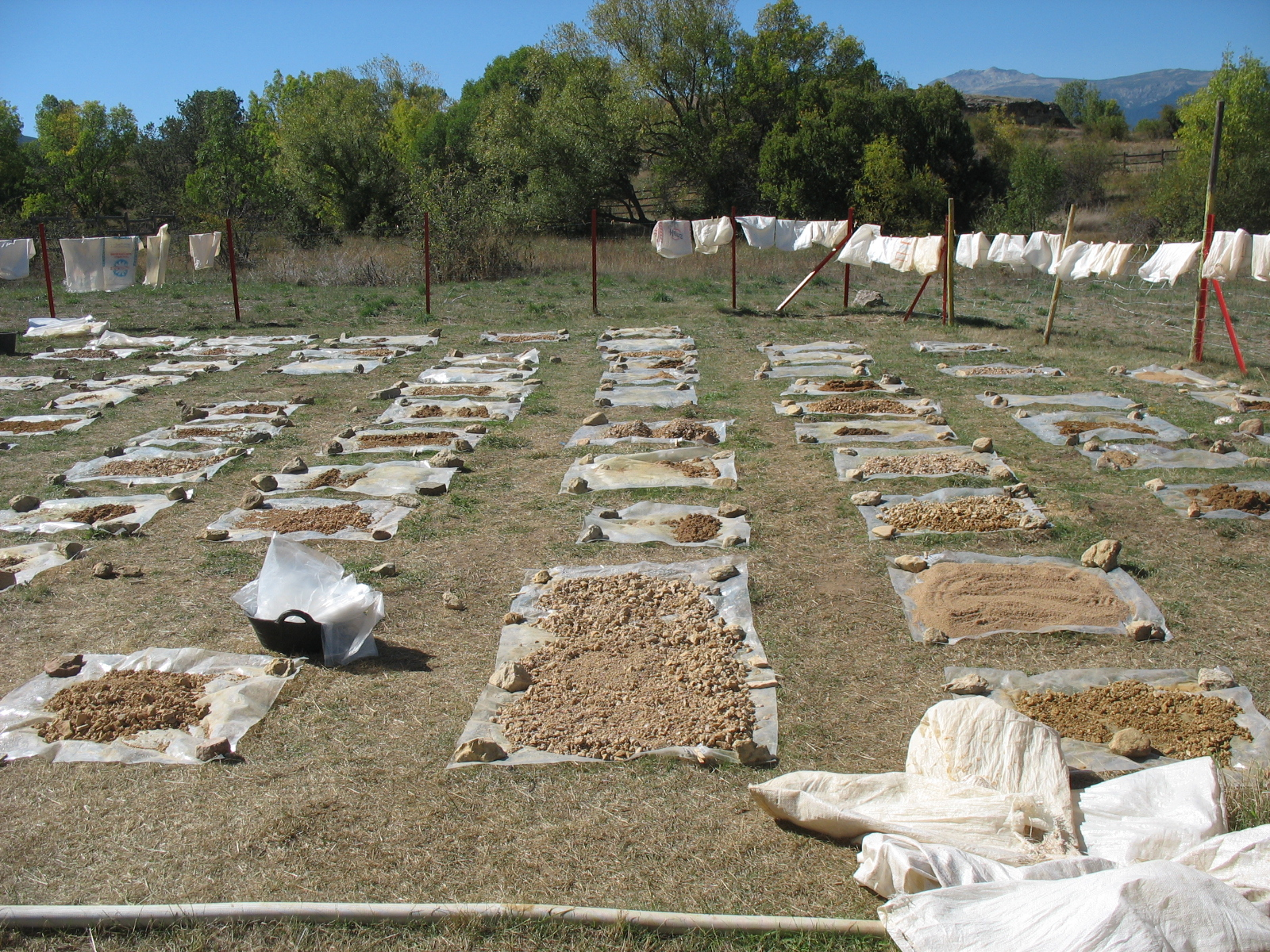
Séchage d'échantillons pour lavage/tamisage ultérieur en 2015.

Un autre site paléontologique est Cerro de los Batallones. Ce site se situe à Torrejón de Velasco et il permis de mettre au jour cinq lieux dénommés « Batallones » datant du Miocène supérieur (environ 9 millions d'années). Le premier lieu « Batallones I » est découvert par hasard en 1991 lors de travaux menés pour extraire de la sépiolite, un minéral utilisé comme absorbant. « Batallones II », « Batallones III » et « Batallones IV » sont mis au jour en 2000, puis de « Batallones V » en 2001.
98 % des fossiles de « Batallones I » concernent des carnivores, ce qui peut s'expliquer par le piège naturel dans lequel ils sont découverts. « Batallones III » a permis de mettre au jour des girafes, des rhinocéros des tortues ainsi que deux Tetralophodon longirostris. « Batallones III » est semblable à « Batallones I », à l'exception de la reforestation effectuée dans les 1980 et qui a partiellement détruit le site avant sa découverte. « Batallones IV » met en valeur des restes de girafes.

Fouilles sur le site paléolithique de Cerro de los Batallones
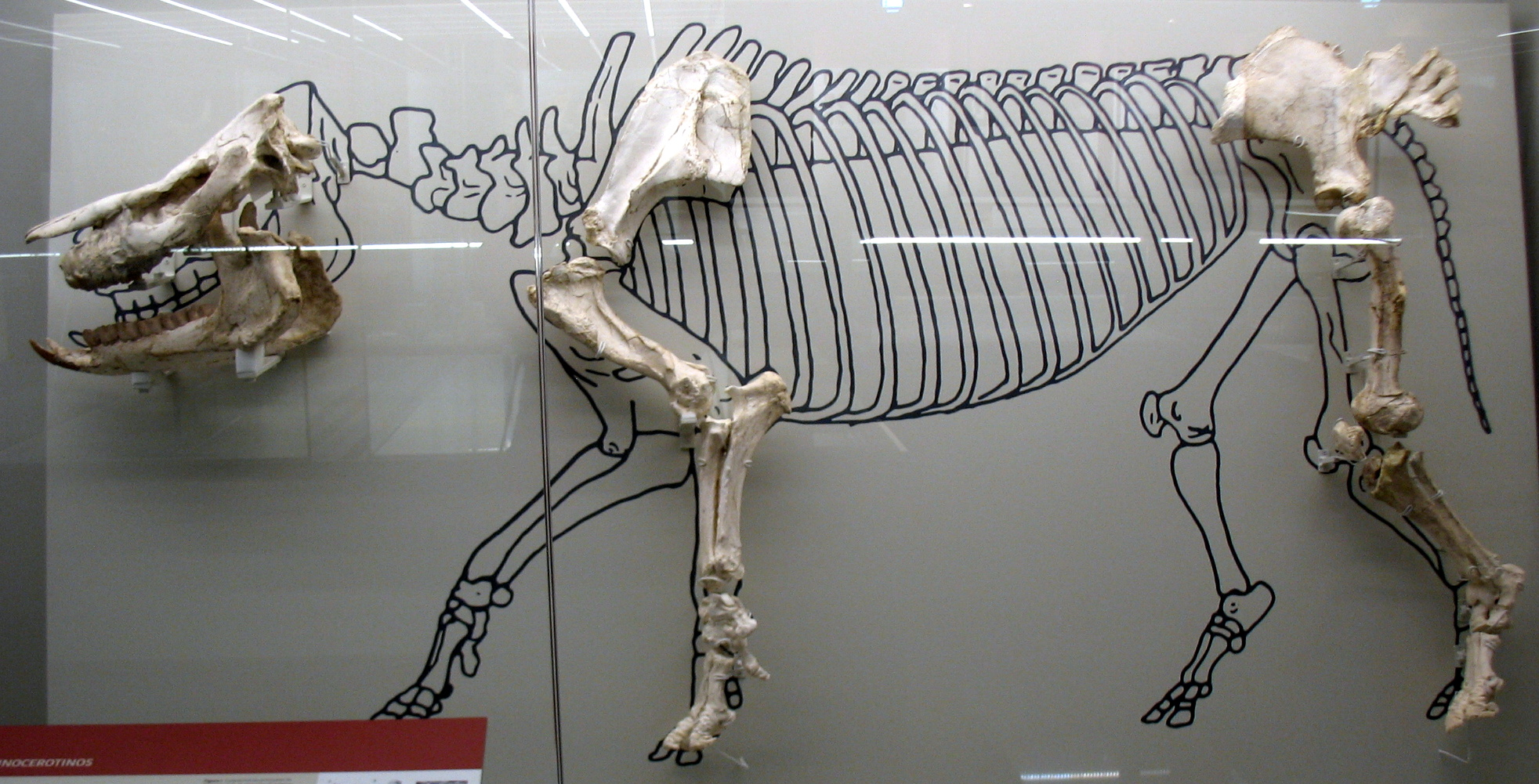
Aceratherium incisivum découvert sur le site « Batallones I ».
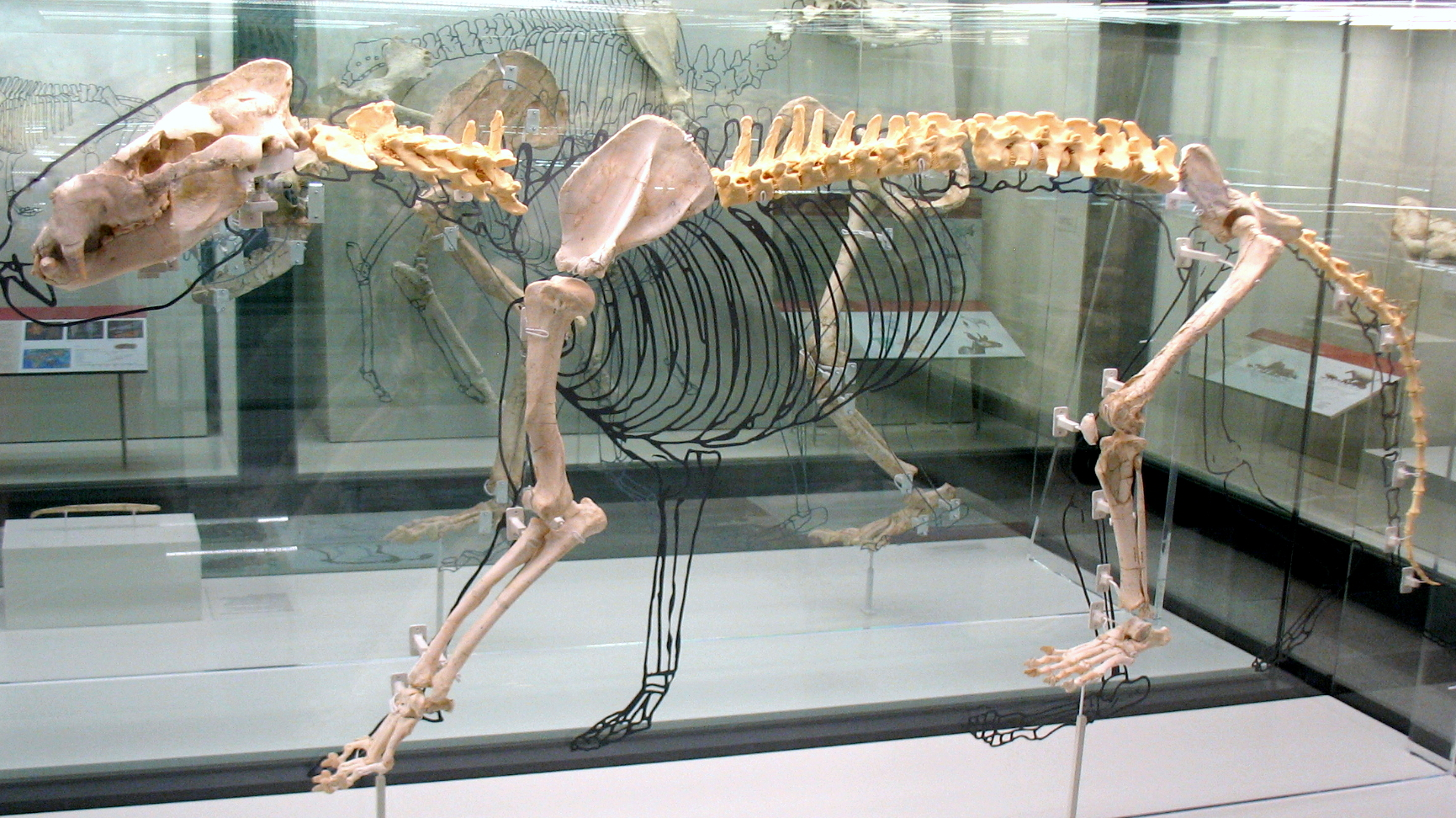
Magericyon anceps mis au jour sur le site « Batallones I ».
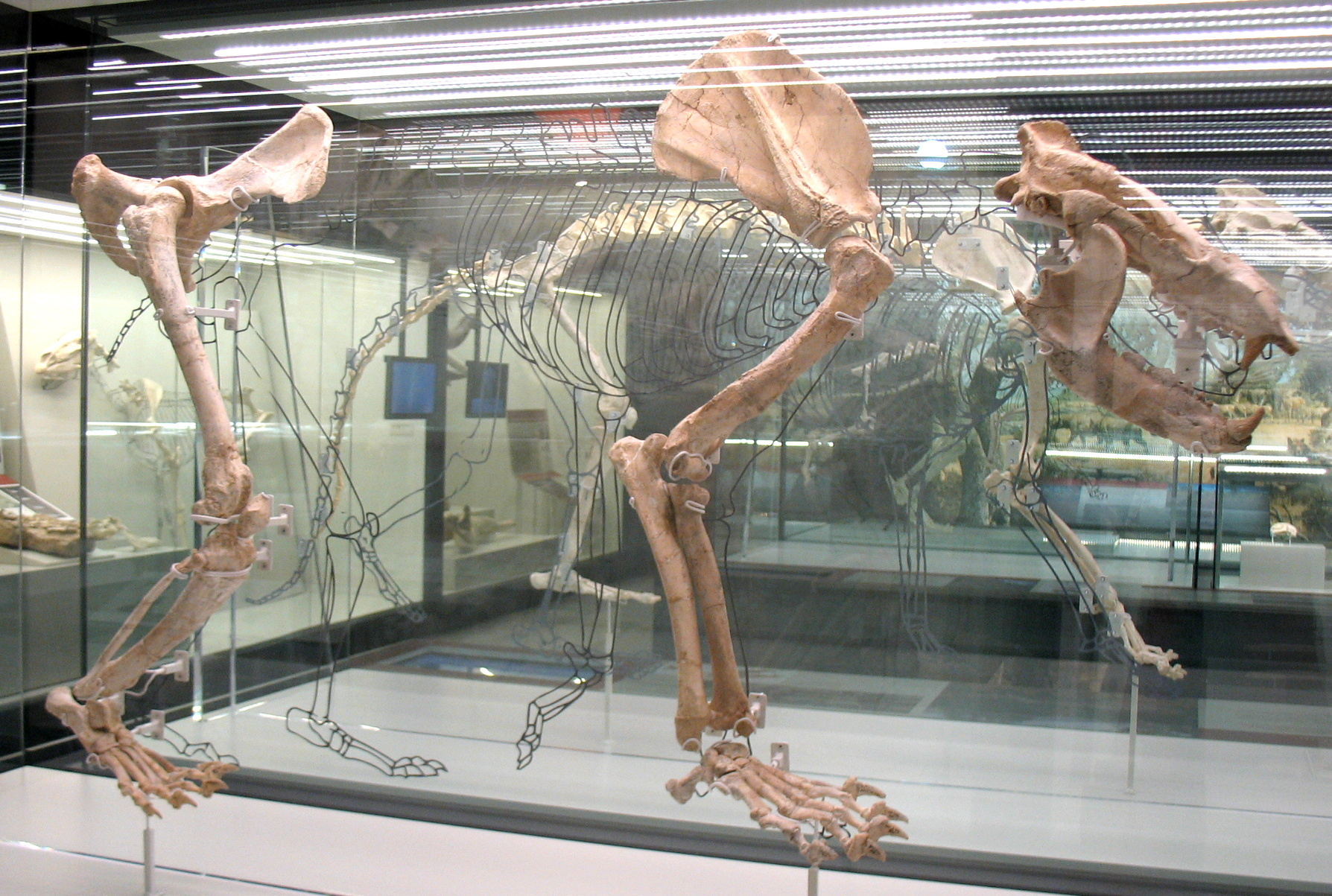
Indarctos arctoides révélé sur le site site « Batallones III »
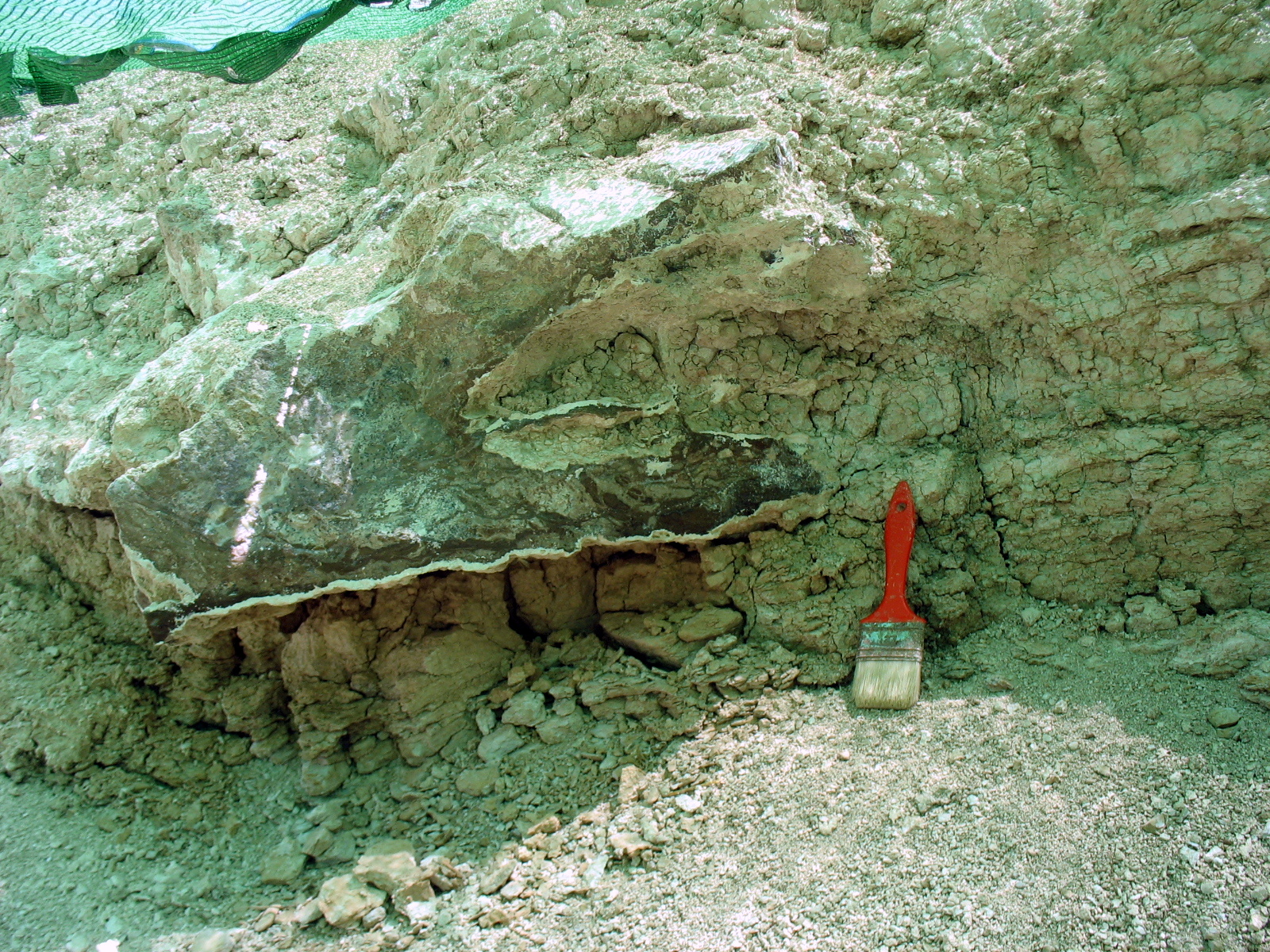
Principales roches (sépiolite et silex) entourant les gisements sur le site « Batallones III ».
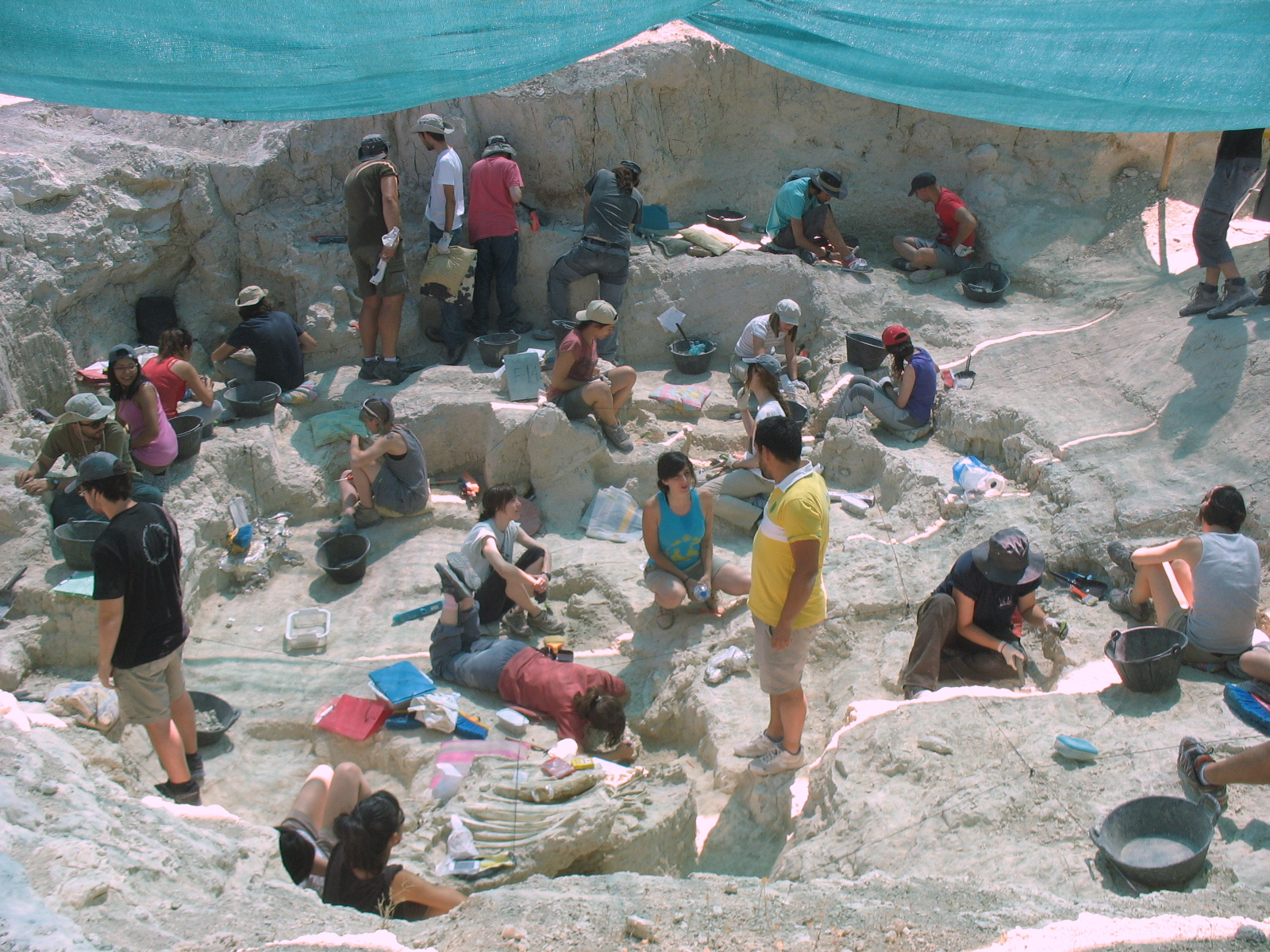
Fouilles sur le site « Batallones X » en 2015.
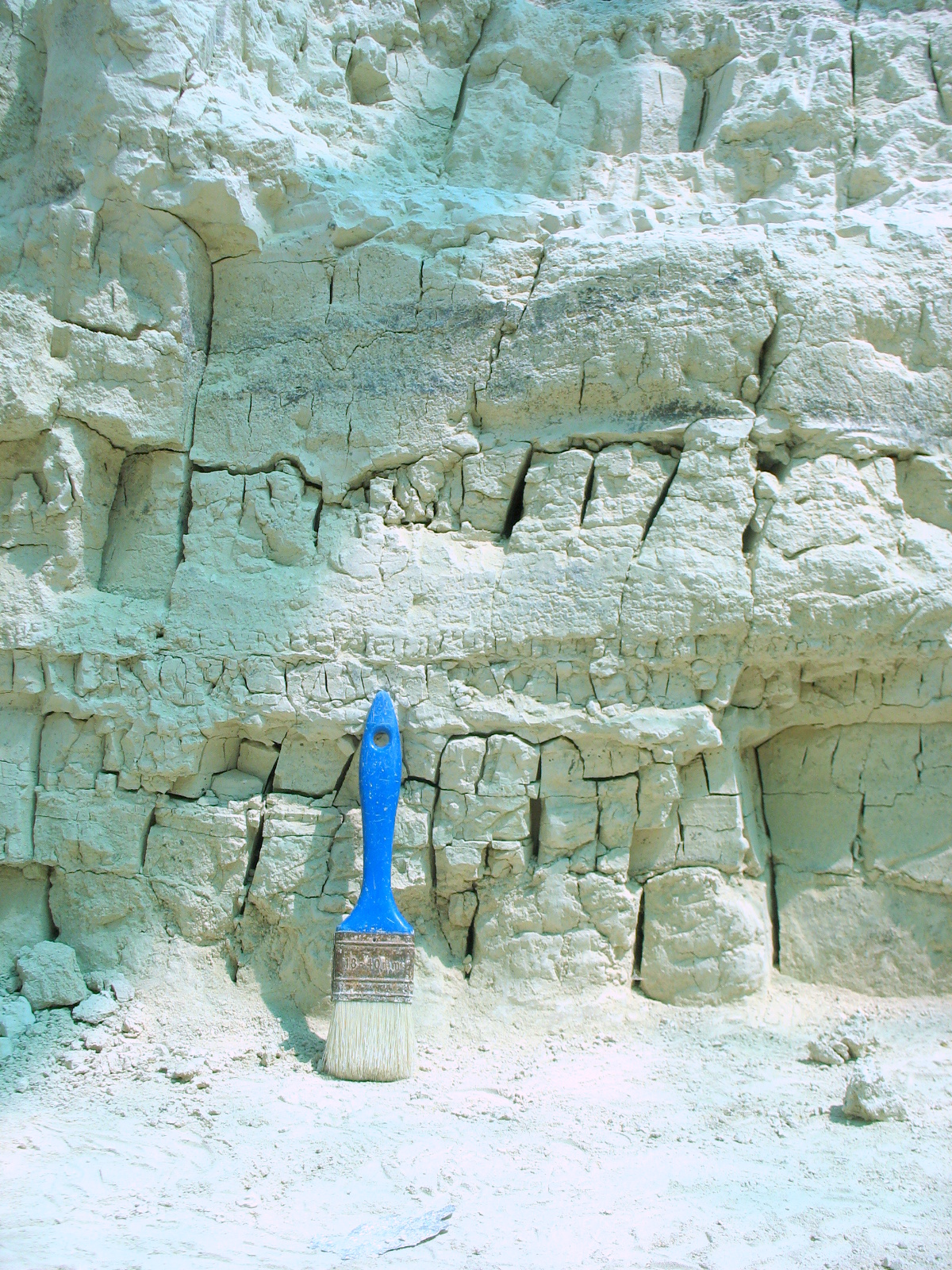
Détails du remblais sédimentaire sur « Batallones X » en 2015.

Le site d'Aridos est composé de deux emplacements découverts en 1976 lors de l'extraction de gravier dans une carrière. Il est possible que les machines d'excavation aient détruits une partie du site. Les fossiles d'un éléphant mâle et de trente-quatre outils en pierre sont également mis au jour sur le site Aridos I. Ce site comporte également des fossiles de micromammifères qui en font l'un des plus importants de la péninsule Ibérique dans ce domaine. Sur le site Aridos II, les fossiles d'un éléphant femelle avec un éclat de silex dans son crâne sont extraits. Des vestiges de charbon de bois sont également récupérés, permettant de prouver que les hominidités du secteur connaissent le feu il y a 128 000 ans.
Les sites de Pontón de la Oliva et de grotte du Reguerillo (es) sur le territoire de la localité de Patones fournissent également des vestiges de la faune de l'époque des premiers humains. La grotte sert lors des passages de l'Homo sapiens, voire peut-être de lieu d'occupation.

### Antiquité
Le site de Camino de Las Yeseras à San Fernando de Henares a permis d'exhumer plusieurs sépultures et des objets tels que des céramiques campaniformes à usage funéraire. Sa datation est comprise entre la fin du IIIe et le milieu du IIe millénaire av. J.-C.. Des fromageries sont attestées sur le site en raison de pâturages au bord des rivières Jarama et Henares.
Le site de El Llano de la Horca à Santorcaz appartient aux Carpétans, peuple celtibère de la communauté de Madrid. C'est une localité préromaine datée des IIe et Ier siècles av. J.-C.. Ce peuple ayant laissé peu de vestiges archéologiques, un parc archéologique permet de mettre le site en valeur car il n'y aucune occupation postérieure du lieu. Le site de Cerro de la Gavia apporte également quelques éléments archéologiques concernant ce peuple.
Pour l'époque romaine, les sites à Villamanta et le site archéologique Santa Maria à Villarejo de Salvanés sont des centres locaux pour la production de poterie. Des fours de cuisson pour la céramique y sont retrouvés, comme par exemple à Guijo près de Barajas où une découverte de la fin du Ier ou du début du IIe siècle est exposée.

### Moyen Âge
Les sites wisigothiques de La Vega à Boadilla del Monte et de Gozquez de Arriba à San Martin de la Vega ont permis d'alimenter le musée principalement de récipients en céramique ou en verre pour la période VIe – VIIIe siècles. Pour le site de Gozquez de Arriba, il s'agit principalement de maisons creusées dans le sol et construite en bois et parfois avec une fondation en pierre. Pour le site de La Vega, il s'agit de maisons avec des fondations en pierre comprenant deux écuries, un entrepôt, et une meule manuelle en pierre, un four communal et une palissade avec une porte principale. Des éléments comme des fusaïoles en argile faisant référence à l'industrie textile sont également exposés mais aucun élément textile n'a été découvert en raison de sa fragilité.
Madrid, fondée en 855, possède quelques vestiges de l'époque arabe, principalement des puits et des silos.

## Publications et souvenirs
Le musée fait des publications dans des domaines variés c'est-à-dire un catalogue de ses expositions et la revue Zona arqueológica. Concernant les ouvrages sont publiés quatre volumes sur l'hommage au paléontologue espagnol Emiliano Aguirre, un livre intitulé Entre homínidos y elefantes (« Entre hominidés et éléphants ») et une monographie sur la collection Bento du musée d'archéologie de Catalogne à Barcelone.
Des souvenirs comme des pièces sont également réalisés par le musée, tout comme des répliques de pièces archéologiques.

### Expositions temporaires
- 2003 : (es) Joaquín Panera Gallego, Susana Rubio Jara, Dionisio Álvarez Cueto et Mario Torquemada Prieto, Bifaces y elefantes. Los primeros pobladores de Madrid, Musée archéologique régional de la communauté de Madrid, 2002 (ISBN 84-606-3266-0)[6].
- 2005 : (es) Mariano Ayarzagüena Sanz et Gloria Mora Rodríguez, Pioneros de la arqueología en España. (Del siglo XVI a 1912), Musée archéologique régional de la communauté de Madrid, 2004 (ISBN 84-606-3591-0)[7].
- 2008 : (es) Manuel Bendala Galán, El tesoro arqueológico de la Hispanic Society of America : Museo arqueológico regional, Alcalá de Henares, Madrid, Diciembre 2008 - Abril 2009, Madrid, Musée archéologique régional de la communauté de Madrid, 2008, 498 p. (ISBN 978-84-451-3173-2).
- 2015 : (es) José Latova : cuarenta años de fotografía arqueológica española (1975-2014), Madrid, Musée archéologique régional de la communauté de Madrid, 2017 (ISBN 978-84-451-3488-7)[8].
- 2016 : (es) Los Escipiones. Roma conquista Hispania., Musée archéologique régional de la communauté de Madrid, 2015, 469 p. (ISBN 978-84-451-3527-3)[9].
- 2017 : (es) José Latova : cuarenta años de fotografía arqueológica española : Museo Arqueológico Nacional, Madrid, Ministerio de Educación, Cultura y Deporte, 2017, 107 p. (ISBN 9788481816716)[10].

#### Catalogues des expositions temporaires
- (es) Joaquín Panera Gallego, Susana Rubio Jara, Dionisio Álvarez Cueto et Mario Torquemada Prieto, Bifaces y elefantes. Los primeros pobladores de Madrid, Musée archéologique régional de la communauté de Madrid, 2002 (ISBN 84-606-3266-0).
- (es) Mariano Ayarzagüena Sanz et Gloria Mora Rodríguez, Pioneros de la arqueología en España. (Del siglo XVI a 1912), Musée archéologique régional de la communauté de Madrid, 2004 (ISBN 84-606-3591-0).
- (es) Manuel Bendala Galán, El tesoro arqueológico de la Hispanic Society of America : Museo arqueológico regional, Alcalá de Henares, Madrid, Diciembre 2008 - Abril 2009, Madrid, Musée archéologique régional de la communauté de Madrid, 2008, 498 p. (ISBN 978-84-451-3173-2).
- (es) José Latova : cuarenta años de fotografía arqueológica española (1975-2014), Madrid, Musée archéologique régional de la communauté de Madrid, 2014 (ISBN 978-84-451-3488-7).
- (es) Los Escipiones. Roma conquista Hispania., Musée archéologique régional de la communauté de Madrid, 2015, 469 p. (ISBN 978-84-451-3527-3).
- (es) José Latova : cuarenta años de fotografía arqueológica española : Museo Arqueológico Nacional, Madrid, Ministerio de Educación, Cultura y Deporte, 2017, 107 p. (ISBN 9788481816716).

#### Article de presse
- (es) « Historia del Museo. Museo Arqueológico Regional de la Comunidad de Madrid. 16/03/2012. », sur madrid.org (consulté le 1er décembre 2023).